# Liste des tramways en Europe
La liste des tramways en Europe concerne les réseaux de tramways urbains et suburbains existants ou ayant existé sur le continent européen.
Voir la liste des tramways sur pneus pour les : trogui, trolleybus, bus guidés.
Certains pays ne disposent pas/plus aujourd'hui de tramways sur leurs territoires. C'est le cas de l'Albanie, Andorre, Chypre, Islande, Kosovo, Liechtenstein, Lituanie, Macédoine du Nord, Moldavie, Monaco, Saint-Marin, la Slovénie et Vatican.

## Albanie
- Vlora - traction hippomobile, ? - ?. Une photographie datée de 1963 (Peschkes, 3e partie, 1987, page 19) montre clairement un tram urbain hippomobile.

## Allemagne
| Ville                    | Longueur du réseau | Longueur additionnée des lignes | Nombre de lignes | Nombre de stations | Année ouv./élect. | Article et références                | Carte |
| ------------------------ | ------------------ | ------------------------------- | ---------------- | ------------------ | ----------------- | ------------------------------------ | ----- |
| Augsbourg                | 38,5               | 43,7                            | 5                | 74                 | 1898              | Tramway d'Augsbourg                  |       |
| Bad Schandau             | 7,9                | 7,9                             | 1                | 8                  | 1898              | Tramway de Bad Schandau              |       |
| Berlin                   | 191,6              | 291,9                           | 22               | 382                | 1865              | Tramway de Berlin                    |       |
| Bielefeld                | 31,9               | 36,9                            | 4                | 62                 | 1991              | Métro léger de Bielefeld             |       |
| Bochum                   | 99,3               |                                 | 7                | 184                | 1894              | Métro léger de Bochum                |       |
| Bonn                     | 125,36             | 203,4                           | 6                | 64                 | 1891              | Métro léger de Bonn                  |       |
| Bonn                     |                    |                                 |                  |                    |                   | Tramway de Bonn                      |       |
| Brandebourg-sur-la-Havel | 17,65              |                                 | 3                | 40                 | 1911              | Tramway de Brandebourg-sur-la-Havel  |       |
| Brême                    | 79                 | 110,6                           | 8                |                    | 1890              | Tramway de Brême                     |       |
| Brunswick                | 35                 | 77                              | 5                | 83                 | 1897              | Tramway de Brunswick                 |       |
| Cassel                   | 53                 |                                 | 7                | 127                | 1897              | Tramway de Cassel                    |       |
| Chemnitz                 | 45                 |                                 | 6                | 59                 | 1893              | Tramway de Chemnitz                  |       |
| Cologne                  | 192,2              | 255,4                           | 11               | 222                | 1901              | Métro léger de Cologne               |       |
| Cottbus                  | 20,1               | 28,6                            | 4                | 49                 | 1903              | Tramway de Cottbus                   |       |
| Darmstadt                | 40                 |                                 | 9                | 75                 | 1897              | Tramway de Darmstadt                 |       |
| Dessau-Roßlau            | 12,5               | 18                              | 3                | 32                 | 1901              | Tramway de Dessau-Roßlau             |       |
| Dortmund                 | 77                 |                                 | 8                | 83                 | 1894              | Métro léger de Dortmund              |       |
| Dresde                   | 131,4              | 206.4                           | 12               | 259                | 1893              | Tramway de Dresde                    |       |
| Duisbourg                | 53,2               | 60,7                            | 3                | 91                 | 1897              | Métro léger de Duisbourg             |       |
| Düsseldorf               | 68,5               | 144,4                           | 7                | 99                 | 1896              | Métro léger de Düsseldorf            |       |
| Düsseldorf               | 84                 |                                 | 11               |                    | 1896              | Tramway de Düsseldorf                |       |
| Essen                    | 21,5               |                                 | 3                | 39                 | 1977              | Métro léger d'Essen                  |       |
| Essen                    | 52,5               |                                 | 7                |                    | 1893              | Tramway d'Essen                      |       |
| Erfurt                   | 39,5               | 57,6                            | 8                | 88                 | 1894              | Tramway d'Erfurt                     |       |
| Francfort-sur-l’Oder     | 19,5               | 74,8                            | 5                | 73                 | 1898              | Tramway de Francfort-sur-l'Oder      |       |
| Francfort-sur-le-Main    | 65                 |                                 | 9                | 86                 | 1968              | Métro léger de Francfort-sur-le-Main |       |
| Francfort-sur-le-Main    | 63,55              |                                 | 9                | 127                | 1872              | Tramway de Francfort-sur-le-Main     |       |
| Fribourg-en-Brisgau      | 30,5               | 36.4                            | 4                | 64                 | 1901              | Tramway de Fribourg-en-Brisgau       |       |
| Gera                     | 18,5               | 22,4                            | 3                | 40                 | 1892              | Tramway de Gera                      |       |
| Görlitz                  | 11,8               | 13,6                            | 2                | 25                 | 1897              | Tramway de Görlitz                   |       |
| Gotha                    | 25                 | 37,2                            | 5                | 30                 | 1894              | Tramway de Gotha                     |       |
| Halberstadt              | 11,7               | 16,9                            | 2                | 25                 | 1903              | Tramway de Halberstadt               |       |
| Halle                    | 74,,               | 84,4                            | 13               |                    | 1891              | Tramway de Halle                     |       |
| Hanovre                  | 123                |                                 | 15               | 202                | 1975              | Métro léger de Hanovre               |       |
| Heidelberg               | 30                 |                                 | 6                | 63                 | 1903              | Tramway de Heidelberg                |       |
| Heilbronn                | 2,7                | 2,7                             | 1                | 7                  | 2001              | Tramway de Heilbronn                 |       |
| Iéna                     | 23,7               | 79,8                            | 8                | 48                 | 1901              | Tramway de Iéna                      |       |
| Karlsruhe                | 73                 |                                 | 7                |                    | 1894              | Tramway de Karlsruhe                 |       |
| Krefeld                  | 38                 | 45.9                            | 4                | 88                 | 1901              | Tramway de Krefeld                   |       |
| Leipzig                  | 148,3              |                                 | 14               | 510                | 1896              | Tramway de Leipzig                   |       |
| Magdebourg               | 52,5               | 102,9                           | 12               | 123                | 1899              | Tramway de Magdebourg                |       |
| Mannheim                 | 61                 | 97                              | 10               |                    | 1900              | Tramway de Mannheim/Ludwigshafen     |       |
| Mayence                  | 20                 |                                 | 3                | 42                 | 1904              | Tramway de Mayence                   |       |
| Mülheim an der Ruhr      | 32                 | 36,2                            | 4                |                    | 1897              | Tramway de Mülheim an der Ruhr       |       |
| Munich                   | 79                 |                                 | 11               | 164                | 1876              | Tramway de Munich                    |       |
| Naumbourg                | 2,5                | 2,5                             | 1                | 18                 | 1892              | Tramway de Naumbourg                 |       |
| Nordhausen               | 18                 | 22,4                            | 3                | 32                 | 1900              | Tramway de Nordhausen                |       |
| Nuremberg                | 36                 |                                 | 6                | 78                 | 1896              | Tramway de Nuremberg                 |       |
| Oberhausen               | 8,9                | 8,9                             | 1                |                    | 1996              | Tramway d'Oberhausen                 |       |
| Plauen                   | 30,1               | 38,1                            | 5                | 40                 | 1894              | Tramway de Plauen                    |       |
| Potsdam                  | 28,9               |                                 | 7                | 127                | 1880              | Tramway de Potsdam                   |       |
| Rostock                  | 35,62              | 87,1                            | 6                |                    | 1888              | Tramway de Rostock                   |       |
| Sarrebruck Sarreguemines | 33                 | 33                              | 1                | 35                 | 1997              | Tramway de Sarrebruck                |       |
| Schöneiche bei Berlin    | 14,1               | 14,1                            | 1                | 20                 | 1914              | Tramway de Schöneiche bei Berlin     |       |
| Schwerin                 | 21                 | 40,5                            | 4                | 38                 | 1908              | Tramway de Schwerin                  |       |
| Strausberg               | 6,2                | 6,2                             | 1                | 9                  | 1921              | Tramway de Strausberg                |       |
| Stuttgart                | 128                |                                 | 15               | 200                | 1895              | Métro léger de Stuttgart             |       |
| Ulm                      | 10,2               | 10,2                            | 1                | 23                 | 1897              | Tramway d'Ulm                        |       |
| Woltersdorf              | 5,6                | 5,6                             | 1                | 10                 | 1913              | Tramway de Woltersdorf               |       |
| Wurtzbourg               | 19,7               | 76,5                            | 5                | 46                 | 1892              | Tramway de Wurtzbourg                |       |
| Zwickau                  | 18,5               | 23,7                            | 4                | 40                 | 1894              | Tramway de Zwickau                   |       |

### Classement parBundesländer

#### Bade-Wurtemberg
- Baden-Baden - traction électrique, 24 janvier 1910 - 28 février 1951.
- Esslingen - traction électrique, 24 mai 1912 - 7 juillet 1944.
  - Esslingen - Nellingen - Denkendorf - traction électrique, 19 décembre 1926 - 28 février 1978.
- Fribourg-en-Brisgau - traction électrique, 14 octobre 1901 - aujourd'hui.
- Heidelberg - traction hippomobile, 13 mai 1885 - 7 octobre 1902 ; traction électrique, 17 mars 1903 - aujourd'hui. Voir aussi Mannheim.
  - Schwetzingen - Ketsch - traction électrique, 12 décembre 1910 - 31 mars 1938.
  - Heidelberg - Schwetzingen - traction électrique, ? - 4 janvier 1974.
  - Walldorf - traction hippomobile, 22 février 1902 - 21 février 1907 ; traction électrique, 22 février 1907 - 1er août 1954. Intégré au réseau de Heidelberg le 3 septembre 1945.
  - Wiesloch - traction hippomobile, 1er septembre 1886 - 4 juillet 1901.
  - Heidelberg - Wiesloch - traction électrique, 24 juillet 1901 - 16 juin 1973.
- Heilbronn - traction électrique, 29 mai 1897 - 1er avril 1955. Réintroduit le 21 juillet 2001.
- Karlsruhe - traction hippomobile, - 21 janvier 1877 - 19 mars 1900 ; traction vapeur, 16 juillet 1881 - 19 mars 1900 ; traction électrique par accumulateurs, 10 février 1900 - 1903 ; traction électrique, 10 février 1900 - aujourd'hui.
  - Albtalbahn - traction vapeur, 1er décembre 1897 - 1911 ; traction électrique, 1er décembre 1898 - aujourd'hui.
  - Karlsruhe - Ettlingen ouvert le 1er décembre 1897. Ettlingen - Bad Herrenalb ouvert par étapes, complètement le 2 juillet 1898, antenne Busenbach - Ittersbach ouverte le 10 avril 1899.
- Lörrach - traction électrique, 16 novembre 1919 – 31 août 1967. Exploité par le tramway de Bâle. Exploitation suspendue du 1er septembre 1939 au 11 mai 1947.
- Mannheim - traction hippomobile, 2 juin 1878 - 22 mai 1902 ; traction vapeur, 6 mai 1884 - 23 mars 1914 ; traction électrique, 10 décembre 1900 - aujourd'hui. Exploitation commune avec Ludwigshafen. Voir également Heidelberg.
- Mannheim - Heidelberg (OEG) - traction vapeur, 12 décembre 1887 - 31 août 1956 ; traction électrique, 10 décembre 1900 - aujourd'hui.
  - Mannheim - Heidelberg ouvert en 1892. Électrifié en 1928 - 1929.
  - Mannheim - Weinheim ouvert en 1887. Électrifié en 1915.
  - Heidelberg - Weinheim ouvert en 1890. Électrifié en 1949 - 1956.
- Müllheim - traction vapeur, 15 février 1896 - 1913 ; traction électrique, 7 avril 1914 - 22 mai 1955.
  - Müllheim - Badenweiler - traction électrique, ? - 22 mai 1955.
- Pforzheim - traction électrique, 1er décembre 1911 - 10 octobre 1964.
- Ravensburg - Weingarten - Baienfurt - traction vapeur, 6 janvier 1888 - 12 septembre 1911 ; traction électrique, 1er septembre 1910 - 1er juillet 1959.
- Reutlingen - traction vapeur, 1er novembre 1899 - 24 juillet 1912 ; traction électrique, 24 juillet 1912 - 19 octobre 1974.
- Stuttgart- traction hippomobile, 28 juillet 1868 - 28 novembre 1896 ; traction électrique, 26 septembre 1895 - aujourd'hui.
  - Cannstatt - traction électrique, 20 juillet 1899 - aujourd'hui. Intégré au réseau de Stuttgart le 1er janvier 1919.
  - Feuerbach - traction électrique, 30 décembre 1926. Intégré au réseau de Stuttgart le 1er janvier|1934.
  - Tramway à crémaillère - traction vapeur, 23 août 1884 - 1907 ; traction électrique, 1er mai 1904 - aujourd'hui.
  - Première section en tunnel inaugurée en 1966. Première ligne en mode Stadtbahn ouverte le 28 septembre 1985.
- Ulm - traction électrique, 15 mai 1897 - aujourd'hui.

#### Basse-Saxe
- Bad Pyrmont - traction hippomobile, 1er juin 1879 - 12 mars 1925.
- Bückeburg - Bad Eilsen - traction électrique, 1918 - 21 mai 1966.
- Brunswick - traction hippomobile, 11 octobre 1879 - 24 septembre 1904 ; traction électrique, 28 octobre 1897 - aujourd'hui.
- Celle - traction électrique, 1er novembre 1907 - 2 juin 1956.
- Cuxhaven traction pétroléo-électrique (Benzolelektrisch), 6 juillet 1914 - 2 août 1914.
- Emden - traction électrique, 23 février 1902 - 30 avril 1953.
- Göttingen Construction en 1914 d'un tramway électrique stoppée par la Grande Guerre.
- Hanovre - traction hippomobile, 16 septembre 1872 - 1897 ; traction électrique par accumulateurs, 10 septembre 1895 - 20 novembre 1903 ; traction électrique par fil aérien, 19 mai 1893 - aujourd'hui.
  - Hanovre - Hildesheim -  traction électrique, 22 mars 1899 - 16 août 1959.
- Hildesheim - traction électrique, 7 août 1905 - 22 mars 1945.
- Osnabrück - traction électrique, 31 janvier 1906 - 29 mai 1960.
- Wilhelmshaven - traction électrique, 17 mars 1913 - 30 mars 1945.

#### Bavière
- Augsbourg - traction hippomobile, 8 mai 1881 - 31 août 1898 ; traction vapeur, 12 septembre 1886 - 15 juin 1887 ; traction électrique, 1er septembre 1898 - aujourd'hui.
- Bamberg - traction électrique, 1er novembre 1897 - 10 juin 1922.
- Hof - traction électrique, 5 août 1901 - 14 novembre 1922.
- Ingolstadt traction hippomobile, 10 novembre 1878 - 3 mars 1921. Travaux d'électrification lancés en 1914, interrompus par la Grande Guerre, jamais terminés.
- Landshut - traction hippomobile, 1er juillet 1902 - 1913 ; traction électrique, 15 janvier 1913 - 18 mars 1945.
- Munich - traction hippomobile, 21 octobre 1876 - 1er novembre|1900 ; traction vapeur, 9 juin 1883 - 15 juillet 1900 ; traction électrique par accumulateurs, 1er juillet 1886 - 17 juillet 1895 ; traction électrique par fil aérien, 23 juin 1895 - aujourd'hui.
- Nuremberg - traction hippomobile, 25 août 1881 - 20 juillet 1898 ; traction électrique, 7 mai 1896 - aujourd'hui.
  - Nuremberg - Fürth (Bayerische Ludwigsbahn) ouvert le 7 décembre 1835 entre Nuremberg et Fürth, premier chemin de fer allemand possédant une traction par locomotives vapeur. Fermé le 31 octobre 1922 pour laisser la place à un tramway express lui-même fermé le 21 juin 1981 avec l'ensemble du réseau de Fürth, remplacé par un métro.
- Ratisbonne (Regensburg) - traction électrique, 21 avril 1903 - 1er août 1964.
- Schweinfurt - traction hippomobile, 5 mai 1895 - 31 janvier 1921.
- Wurtzbourg - traction hippomobile, 8 avril 1892 - 4 octobre 1900 ; traction électrique, 30 juin 1900 - 20 avril 1920. Rouvert le 18 septembre 1924 après un changement de direction, toujours en activité.

#### Berlin
- Berlin - traction hippomobile, 22 juin 1865 - 8 décembre 1907 ; traction vapeur, 5 mai 1886 - 1919 ; traction électrique par accumulateurs, 8 février 1895 - 1902 ; traction électrique par fil aérien, 16 mai 1881 - aujourd'hui.
  - Le 16 janvier 1953, l'ancien réseau berlinois fut divisé en une partie Est et une partie Ouest, qui pour sa part fut progressivement remplacée par des bus jusqu'à sa fermeture le 2 octobre 1967.
  - Französisch Buchholz - traction hippomobile, 9 juillet 1904 - 8 décembre 1907 ; traction électrique, 8 décembre 1907 - aujourd'hui. Intégré au réseau berlinois le 22 juillet 1907.
  - Heiligensee an der Havel - traction électrique, 29 mai 1913 - 1er juin 1958. Intégré au réseau berlinois 3 décembre 1920.
  - Köpenick - traction hippomobile, 18 octobre 1882 - 11 août 1903 ; traction électrique, 11 août 1903 - aujourd’hui. Intégré au réseau berlinois le 1er octobre 1920.
  - Spandau - traction hippomobile, 5 juin 1892 - 17 mars 1896 ; traction électrique, 18 mars 1896 - 2 octobre 1967. Intégré au réseau berlinois le 1er août 1920.
    - Spandau - Nonnendamm - traction électrique, 30 septembre 1908 - 2 octobre 1967.
    - Spandau West - Hennigsdorf - traction essence, 1er août 1923 - 11 novembre 1929 ; traction électrique, 11 novembre 1929 - avril 1945.

  - Steglitz (Grunewaldbahn) - traction électrique, 3 décembre 1905 - 2 mai 1963.
  - Teltow - intégré au réseau berlinois le 16 avril 1921.
    - Berlin-Lichterfelde - Steglitz - Südende-Mariendorf, traction électrique, 16 mai 1881 - 14 février 1930. Incorpore une section ouverte en 1881 par Siemens & Halske en tant que premier tramway électrique au monde.
    - Berlin-Lichterfelde - Teltow - Stahnsdorf - Klein Machnow (Schleuse) - traction vapeur, 1er juillet 1888 - 30 mars 1907 ; traction électrique, 30 mars 1907 - 2 mai 1966.

#### Brandebourg
- Potsdam - traction hippomobile, 11 mai 1880 - 1er septembre 1907 ; traction électrique, 2 septembre 1907 - aujourd'hui.
- Schöneiche bei Berlin - traction essence, 28 août 1910 - 30 mai 1914 ; traction électrique, 30 mai 1914 - aujourd'hui.
- Strausberg - traction vapeur, 17 août 1893 - 15 mars 1921 ; traction électrique, 18 mars 1921 - aujourd'hui.
- Woltersdorf - traction électrique, 17 mai 1913 - aujourd'hui.
- Brandebourg-sur-la-Havel - traction hippomobile, 1er octobre 1897 - 20 avril 1911 ; traction électrique, 1er avril 1911 - aujourd'hui.
  - Plaue (Havel) - traction électrique, 24 décembre 1912 - 28 septembre 2002. Intégré au réseau de la ville de Brandenbourg le 1er octobre 1952.
- Cottbus - traction électrique, 8 juillet 1903 - aujourd'hui.
- Eberswalde - traction électrique, 1er septembre 1910 - 3 novembre 1940.
- Francfort-sur-l'Oder - traction électrique, 23 janvier 1898 - aujourd'hui. Voir aussi Słubice, ancien faubourg de Francfort-sur-l'Oder.
- Guben - traction électrique, 24 février 1904 - 8 juin 1938. Voir aussi Gubin, partie devenue polonaise.
- Jüterbog - traction hippomobile, 21 mars 1897 - 29 juillet 1928.
- Küstrin - traction électrique, 16 mai 1927 - 30 janvier 1945. Voir aussi Kostrzyn nad Odrą, partie devenue polonaise.
- Werder (Havel) - traction hippomobile, 27 juillet 1895 - 7 août 1926.

#### Brême
- Brême - traction hippomobile, 4 juin 1876 - 31 octobre 1911 ; traction électrique, 22 juin 1890 - aujourd'hui.
- Bremerhaven - traction hippomobile, 26 juin 1881 - 28 août 1908 ; traction électrique par accumulateurs, 21 août 1898 - 31 juillet 1908 ; traction électrique par fil aérien, 4 juin 1908 - 30 juillet 1982.

#### Hambourg
- Hambourg - traction hippomobile, 16 août 1866 - 18 décembre 1922 ; traction vapeur, 13 mai 1878 - 22 juin 1897 ; traction électrique, 5 mars 1894 - 1er octobre 1978.
  - Hambourg - Harburg - traction électrique, 30 septembre 1899 - 24 septembre 1975.
  - Alt-Rahlstedt - Volksdorf - tramway urbain exploité sur une ligne vicinale (Kleinbahn) - 30 octobre 1906 - 15 avril 1923.
  - Altona - Blankenese -  traction électrique, 26 août 1899 - 9 novembre 1921.

#### Hesse
- Bad Homburg vor der Höhe - traction électrique, 26 juillet 1899 - 31 juillet 1935. Desservi par les tramways de Francfort jusqu'en 1971 avant reprise par le métro (U-Bahn).
- Cassel - traction vapeur, 9 juillet 1877 - 10 mai 1899 ; traction hippomobile, 27 avril 1884 - 28 février 1899 ; traction électrique, 14 décembre 1898 - aujourd'hui.
  - Cassel - Wolfsanger - traction hippomobile, 24 septembre 1897 - 20 octobre 1911 ; traction électrique, 20 octobre 1911 - aujourd'hui.
  - Cassel-Palmenbad, Brasselsberg, Herkules, Hohes Gras (Herkulesbahn) - traction électrique, 27 avril 1903 - 12 avril 1966.
- Darmstadt - traction vapeur, 25 août 1886 - 31 mars 1922 ; traction électrique, 24 novembre 1897 - aujourd'hui.
- Eltville - Schlangenbad - traction vapeur, 20 juin 1895 - 17 mars 1933. Ligne suspendue du 1er décembre 1922 au 3 avril 1927.
- Francfort-sur-le-Main - traction hippomobile, 19 mai 1872 - 17 juin 1904 ; traction vapeur, 1er septembre 1888 - 13 juillet 1929 ; traction électrique par accumulateurs, 1er janvier 1897 - 9 septembre 1900 ; traction électrique, 18 février 1884 - aujourd'hui.
  - Offenbach am Main - traction hippomobile, 10 avril 1884 - 28 octobre 1906 ; traction électrique, 27 octobre 1906 - 3 novembre 1963. Exploité par le réseau de Francfort du 31 mars 1907 au 3 novembre 1963. Desservi par une ligne du même réseau jusqu'au 1er juin 1996.
- Giessen - traction électrique, 20 novembre 1909 - 31 mars 1953.
- Hanau - traction électrique, 15 juin 1908 - 18 mars 1945.
- Marbourg - traction hippomobile, 1er octobre 1903 - 10 octobre 1911 ; traction électrique, 28 novembre 1911 - 17 mai 1951.
- Wiesbaden - traction hippomobile, 16 août 1875 - 14 août 1900 ; traction vapeur, 18 mai 1889 - 27 août 1900 ; traction électrique, 16 mai 1896 - 30 avril 1955. Voir aussi Mayence.

#### Mecklembourg-Poméranie occidentale
- Rostock - traction électrique, 6 octobre 1888 - aujourd'hui.
- Schwerin - traction électrique, 1er décembre 1908 - aujourd'hui.
- Stralsund - traction électrique, 25 mars 1900 - 7 avril 1966.
- Warnemünde - traction électrique, 1er juillet 1910 - 30 avril 1945.

#### Rhénanie-du-Nord-Westphalie
- Aix-la-Chapelle - traction hippomobile, 26 décembre 1880 - 10 septembre 1897 ; essai de traction à base de soude caustique (sic) (Natronsmotor), juin 1884 - mars 1885 ; traction électrique, 15 juillet 1895 - 29 septembre 1974.
  - Eschweiler - traction électrique, 1897 - 6 octobre 1969.
  - Stolberg - traction électrique, 1898 - 8 janvier 1967.
- Bad Salzuflen - traction hippomobile, 1er juillet 1909 - 1924.
  - Bad Salzuflen - Schötmar - traction hippomobile, 15 juin 1912 - 1915.
- Bielefeld - traction électrique, 20 décembre 1900 - aujourd'hui.
- Clèves - traction électrique, 1er octobre 1911 - 31 mars 1962.
- Düren - traction vapeur, 1er avril 1893 - 1913 ; traction électrique, 20 novembre 1913 - 30 juin 1965.
  - Düren - Nörvenich - Bessenich (Dürener Kreisbahn) - traction électrique, 6 octobre 1908 - 30 avril 1963. Section Düren - Besenich fermée le 31 janvier 1960 ; tronçon Düren - Nörvenich fermé le 30 avril 1963.
- Gummersbach - traction électrique, 1er octobre 1915 - 4 octobre 1953.
- Herford - traction vapeur, 10 août 1900 - 10 mai 1932 ; traction électrique, 26 juin 1930 - 22 avril 1966.
- Minden - traction vapeur, 7 septembre 1893 - 7 décembre 1920 ; traction électrique, 9 décembre 1920 - 29 décembre 1959.
- Münster - traction électrique, 14 juillet 1901 - 25 novembre 1954.
- Paderborn - traction électrique, 1er novembre 1900 - 27 septembre 1963.
  - Detmold - traction électrique, 1er mars 1900 - 15 août 1954. Intégré au réseau de Paderborn en 1920.
- Plettenberg - traction vapeur, 25 mai 1896 - 1er janvier 1959.
- Rees - Empel - traction vapeur, 5 septembre 1897 - 1914 ; traction électrique, 28 février 1915 - 30 avril 1966.
  - Wesel - Rees - Emmerich am Rhein - traction électrique, 25 mai 1914 - 30 avril 1966.
- Siegen - traction électrique, 14 novembre 1904 - 31 août 1958.
  - Siegen - Kreuztal - traction électrique, 14 novembre 1904 - 29 mai 1952.

#### Rhin-Ruhr
Région de la Ruhr, par ordre géographique, d'ouest en est :
- Moers - traction électrique, 1er octobre 1908 - 25 septembre 1954.
  - Homberg - traction électrique, 1er avril 1909 - 25 septembre 1954. Intégré au réseau de Moers le 1er janvier 1925.
  - Lignes étendues jusqu'à Duisbourg-Ruhrort (1913 - mars 1945). Desserte par les tramways de Düsseldorf (Rheinbahn) (1911 - 20 octobre 1958) et Krefeld (1918 - 2 novembre 1962).
  - Moers - Kamp - Rheinberg - traction électrique, 12 février 1915 - 11 octobre 1952.
- Duisbourg - traction hippomobile, 24 décembre 1881 - 31 juillet 1898 ; traction vapeur, 22 juillet 1882 - 25 décembre 1897 ; traction électrique, 3 août 1897 - aujourd'hui.
  - Extensions jusqu'à Duisbourg-Ruhrort (24 décembre 1881), Duisbourg-Hamborn (24 février 1898), Dinslaken (1er mai 1900) et Mülheim an der Ruhr en 1912.
  - Première section dite Stadtbahn en tunnel ouverte le 11 juillet 1992.
- Oberhausen - traction électrique, 4 avril 1897 - 13 octobre 1968. Interconnexion aux réseaux d'Essen, Mülheim an der Ruhr et Recklinghausen, correspondance (sans connexion possible pour cause d'écartements différents) avec le réseau de Duisbourg à Holten. Après la fermeture de 1968 desserte par les tramways de Mülheim an der Ruhr jusqu'au 4 avril 1971. Réintroduit le 1er juin 1996, connecté au réseau de Mülheim an der Ruhr.
- Mülheim an der Ruhr - traction électrique, 8 juillet 1897 - aujourd'hui. Connecté aux réseaux d'Essen et Oberhausen.
  - Premier tunnel Stadtbahn ouvert le 3 novembre 1979 (desservi par les trams d'Essen). Première section en tunnel pour le réseau de Mülheim lui-même ouvert le 27 avril 1985.
- Essen - traction électrique, 23 août 1893 - aujourd'hui. Connecté aux réseaux de Mülheim an der Ruhr et Bochum - Gelsenkirchen, anciennement connecté au réseau de Recklinghausen.
  - Première section en tunnel ouverte le 5 octobre 1967. Première section en tunnel de type Stadtbahn ouverte le 29 mai 1977.
- Bochum - Gelsenkirchen - traction électrique, 23 novembre 1894 - aujourd'hui.
  - Extensions jusqu'à Herne (23 novembre 1894 - aujourd'hui), Herne-Wanne-Eickel (20 octobre 1896 - aujourd'hui), Gelsenkirchen (3 novembre 1895 - aujourd'hui), Buer (24 juin 1901 - aujourd'hui), Horst (24 juin 1901 - 18 octobre 1955), Hattingen (1er octobre 1902 - aujourd'hui), Witten (21 décembre 1900 - aujourd'hui) et Castrop-Rauxel (20 décembre 1909 - 8 mai 1967).
  - Première section en tunnel à Bochum ouverte le 26 mai 1979. Première section en tunnel Stadtbahn (Bochum - Herne) ouverte le 2 septembre 1989.
  - Première section en tunnel à Gelsenkirchen) ouverte le 1er septembre 1984.
  - Hattingen - traction électrique, 12 mars 1914 - 30 juin 1969. Exploitation suspendue pendant l'occupation franco-belge de la Ruhr du 24 octobre 1923 - 31 mai 1924. Intégré au réseau de Bochum le 1er octobre 1932.
- Herne - traction électrique, 20 décembre 1906 - 30 septembre 1959.
  - extension vers Castrop-Rauxel - 15 juillet 1910 - 1er janvier 1952.
- Castrop-Rauxel : desserte par les trams de Bochum - Gelsenkirchen, 1909 - 8 mai 1967 ; desserte par Herne, 15 juillet 1910 - 30 septembre 1959 ; desserte par trams de Dortmund, 1er novembre 1910 - 1er juillet 1962.
- Dortmund - traction hippomobile, 1er juin 1881 - 1897 ; traction vapeur, février 1892 - 1896 ; traction électrique, 1er mars 1894 - aujourd'hui.
  - extensions à Recklinghausen (Henrichenburg, 1er novembre 1910 - 1er juillet 1958), Castrop-Rauxel (1er novembre 1910 - 1er juillet 1962) et Unna (1906 - 31 mars 1965).
  - Premier tronçon en tunnel ouvert en 1983.
- Unna - Kamen - Werne - traction électrique, 1er août 1909 - 15 décembre 1950. Voir aussi Dortmund.
- Hamm - traction électrique, 20 octobre 1898 - 2 avril 1961.
- Recklinghausen (Vestische Straßenbahn) - traction électrique, 26 février 1898 - 30 décembre 1982.
  - Extensions jusqu'à Herten in Westfalen (10 mai 1901 - 30 mai 1981), Wanne-Eickel (10 mai 1901 - 15 novembre 1975), Buer (1907 - 1er octobre 1980), Gladbeck (1909 - 31 octobre 1978) Horst (1909 - 31 octobre 1978) et Bottrop (1910 - 27 novembre 1976). Connecté aux réseaux d'Essen et Bochum - Gelsenkirchen.

District de Düsseldorf et District d'Arnsberg excepté localités citées plus-haut, d'ouest en est : 
- Mönchengladbach - traction hippomobile, 10 août 1881 - 14 février 1900 ; traction électrique, 15 février 1900 - 15 mars 1969.
  - extension jusqu'à Rheydt (10 août 1881 - 5 octobre 1968). Connecté au réseau de Krefeld.
  - Rheydt - traction hippomobile, 10 août 1881 - 14 février 1900 ; traction électrique, 15 février 1900 - 31 janvier 1959. Réseau fusionné avec le réseau de Mönchengladbach du 29 juillet 1929 au 31 juillet 1933, et à nouveau à partir du 1er janvier 1975.
- Krefeld - traction vapeur, 3 mai 1883 - 18 septembre 1901 ; traction hippomobile, 11 mai 1883 - 6 avril 1901 ; traction électrique, 30 octobre 1901 - aujourd'hui.
  - extensions jusqu'à Mönchengladbach (Neuwerk, 1910 - 8 mars 1954) et Moers (1918 - 2 novembre 1962).
- Düsseldorf (Rheinbahn)- traction hippomobile, 6 février 1876 - 21 juin 1900 ; traction vapeur, 5 août 1901 - 30 avril 1902 ; traction électrique, 27 janvier 1896 - aujourd'hui.
  - extension à Neuss - 21 décembre 1901 -aujourd'hui.
  - Première section en tunnel ouverte 4 octobre 1981.
  - Düsseldorf - Duisbourg - traction électrique, 31 octobre 1899 - aujourd'hui. Nouveau tracé ouvert le 1er mai 1926.
  - Düsseldorf - Moers - traction électrique, 1911 - 20 octobre 1958.
  - Düsseldorf - Krefeld - traction électrique, 15 décembre 1898 - aujourd'hui.
  - Mettmann - traction électrique, 19 juillet 1909 - 17 mai 1952.
    - Extensions Düsseldorf - Mettmann (fermée le 9 décembre 1936), Wülfrath (fermée le 14 mai 1938), Tönisheide (fermée le 14 mai 1938), Mettmann - Wieden (fermée le 17 mai 1952). Exploitation séparée jusqu'au 1er avril 1937.

  - Düsseldorf-Benrath - Solingen-Ohligs - traction électrique, 1899 - 15 avril 1962.
  - Düsseldorf-Benrath - Wuppertal-Vohwinkel - traction vapeur, 1899 - 1900 ; traction électrique, 1900 - 7 mai 1961.
  - Neuss - traction électrique, 24 décembre 1910 - 7 août 1971. Desserte par les trams de Düsseldorf du 21 décembre 1901 à aujourd'hui.
- Solingen - traction électrique, 1er juillet 1897 - 15 novembre 1959.
  - Extensions pour Wuppertal-Vohwinkel (1899 - 1er octobre 1958), Solingen-Ohligs (19 novembre 1898 - 1er août 1953) et Burg am der Wupper (1908 - 12 octobre 1959).
- Remscheid - traction électrique, 9 juillet 1893 - 10 avril 1969.
  - Extensions jusqu'à Burg am der Wupper (12 juillet 1900 - 31 juillet 1960) et Wuppertal-Cronenfeld (coexploitation avec le réseau de Wuppertal de 1901 au 30 avril 1965).
- Wuppertal - traction hippomobile, 10 avril 1874 - 5 février 1896 ; traction vapeur, 28 mai 1891 - 3 avril 1903 ; traction électrique, 16 avril 1894 - 30 mai 1987.
  - Pour mémoire, la ville de Wuppertal a été fondée le 1er août 1929 par l'association des villes indépendantes d'Elberfeld et Barmen, des villes de Cronenberg, Ronsdorf et Vohwinkel, ainsi que du quartier de Beyenburg appartenant à l'époque à la ville de Lüttringhausen.
  - Le réseau urbain de Wuppertal fut le cinquième plus grand réseau d'Allemagne avec une extension maximale de 175 km vers 1948.
  - Tramway à crémaillère (Zahnradbahn), Barmen - Wuppertal-Toelleturm ("Barmer Bergbahn") - traction électrique, 16 avril 1894 - 4 juillet 1959.
  - Extensions Velbert - Essen-Werden (5 mars 1899 - 1er février 1952), Essen-Steele (24 novembre 1907 - 16 avril 1954), Sprockhövel - Hattingen (1907 - 30 novembre 1953), Schwelm (7 août 1896 - 3 mai 1969) - Milspe (18 janvier 1907 - 28 septembre 1964), Remscheid (15 août 1901 - 16 juin 1954), Solingen (4 août 1914 - 3 mai 1969), Wülfrath (19 juillet 1909 - 1er juin 1952) et Mettmann (19 juillet 1909 - 17 mai 1952).
- Ennepetal (in Westfalen) - traction électrique, 24 février 1907 - 31 mars 1956.
  - extensions Gevelsberg - Milspe - Voerde (24 février 1907 - 31 mars 1956), Gevelsberg - Haßlinghausen (19 mai 1909 - 31 mars 1956).
- Hagen - traction hippomobile, 13 novembre 1884 - 1er juillet 1898 ; traction électrique par accumulateurs, 7 janvier 1895 - 20 décembre 1902 ; traction électrique par fil aérien, 18 novembre 1896 - 29 mai 1976.
  - Extensions pour Gevelsberg (12 avril 1900 - 26 juillet 1953) et Hagen (8 mai 1900 - 15 septembre 1968.
  - Eckesey - traction hippomobile, 7 juillet 1895 - 189x ; traction électrique par accumulateurs, 1er juillet 1898 - 20 octobre 1900 ; traction électrique, 21 octobre 1900 - 26 mai 1974.
  - Hagen (Haspe) - Voerde - Breckerfeld - traction vapeur, 1er mai 1903 - aujourd'hui. Ouverture par étapes jusqu'en 1906. Trafic passagers suspendu entre 1921 et 1926. Traction électrique, 9 décembre 1927 - 2 novembre 1963. Intégration au réseau de Hagen en 1926.
- Iserlohn - traction électrique, 4 mars 1901 - 31 décembre 1959.

District de Cologne dans l'ordre géographique, du nord au sud :
- Opladen - Lützenkirchen - traction électrique, 9 avril 1914 - 11 juillet 1955.
  - Cologne - Opladen - Solingen-Ohligs / Solingen-Höhscheid - traction électrique, 22 juillet 1911 - 10 juillet 1955.
- Cologne - traction hippomobile, 28 avril 1877 - 22 mai 1907 ; traction vapeur, 13 novembre 1893 - 1914 ; traction électrique, 15 octobre 1901 - aujourd'hui.
  - Première section en tunnel 1968.
- Wahn - traction électrique, 6 mai 1917 - 1er octobre 1961.
- Zündorf - Troisdorf - Siegburg - traction électrique, 19 mars 1914. Ouverture par étapes jusqu'au 1er octobre 1921. Fermeture progressive du 14 octobre 1963 au 31 août 1965.
- Cologne - Wesseling - Bonn (Rheinuferbahn) - traction électrique, septembre 1905 - aujourd'hui.
  - Cologne - Brühl - Bonn (Vorgebirgsbahn) - traction électrique, 1er août 1897 (section Bonn - Brühl) et 20 janvier 1898 (section Brühl - Cologne) - aujourd'hui.
- Bonn - traction hippomobile, 19 avril 1891 - 24 septembre 1909 ; traction vapeur, 22 mai 1892 - 12 octobre 1911 ; traction électrique, 21 mai 1902 - Aujourd'hui.
  - Première section en tunnel ouverte le 22 mars 1975.
  - Bonn - Bad Godesberg - traction vapeur, 22 mai 1892 - 1911 ; traction électrique, 27 mars 1911 - aujourd'hui. Section en tunnel dans Bad Godesberg ouverte en septembre 1994.
  - Bad Godesberg - Mehlem, 3 octobre 1911 - 23 décembre 1976.
  - Bonn - Siegburg - 21 septembre 1911 - aujourd'hui.
  - Bonn - Bad Honnef - ouvert 18 mars 1913 jusqu'à Königswinter, extension jusqu'à Bad Honnef 27 septembre 1925.

#### Rhénanie-Palatinat
- Bad Kreuznach - traction électrique, 11 septembre 1906 - 5 janvier 1953.
- Bingen-Am-Rhein - traction électrique, 25 février 1906 - 20 octobre 1955.
- Coblence - traction hippomobile, 28 mai 1887 - 1er octobre 1899 ; traction électrique, 17 janvier 1899 - 19 juillet 1967.
- Idar-Oberstein - traction électrique, 1er octobre 1900 - 29 juillet 1956.
- Kaiserslautern - traction électrique, 18 décembre 1916 - 1er juillet 1935.
- Ludwigshafen - traction hippomobile, 2 juin 1878 - 23 mai 1902 ; traction électrique, 30 mai 1902 - aujourd'hui. Exploité en commun avec le réseau de Mannheim.
  - Ludwigshafen - Bad Dürkheim (Rhein-Haardtbahn) - traction électrique, 4 septembre 1913 - aujourd'hui. Les rames circulent sur les réseaux urbains de Ludwigshafen et Mannheim respectivement et desservent les quartiers d'affaires et gares principales.
- Mayence - 27 septembre 1883 - aujourd'hui. Voir aussi Wiesbaden.
- Neuwied - traction électrique, 29 juillet 1901 - 31 octobre 1950.
- Pirmasens - traction électrique, 8 juin 1905 - 3 juillet 1943.
- Trèves - traction hippomobile, 27 juillet 1890 - 15 juillet 1905 ; traction électrique, 13 octobre 1905 - 14 septembre 1951.
- Worms - traction électrique, 22 décembre 1906 - 29 janvier 1956.

#### Sarre
- Neunkirchen - traction électrique, 13 septembre 1907 - 10 juin 1978.
- Sarrebruck - traction vapeur, 4 novembre 1890 - 26 septembre 1899 ; traction électrique, 8 février 1899 - 22 mai 1965. Réintroduit comme Tram-Train international jusqu'à Sarreguemines le 24 octobre 1997. Voir Tramway de Sarrebruck
  - Rastpfuhl - Heusweiler - traction électrique, 27 janvier 1907 - 1948. Rattaché au réseau de Sarrebruck le 1er juillet 1937.
- Sarrelouis - traction électrique, 20 mai 1913 - 28 février 1961.
  - Sarrelouis - Dillingen - traction électrique, ? - 31 mai 1957.
- Völklingen - traction électrique, 3 septembre 1909 - 18 avril 1959.

#### Saxe
- Bad Schandau (Kirnitzschtalbahn) - traction électrique, 28 mai 1898 - aujourd'hui. Exploitation suspendue le 21 juillet 1969 à la suite d'un accident, reprise le 24 juillet 1972.
- Chemnitz - traction hippomobile, 22 avril 1880 - 5 février 1894 ; traction électrique, 19 décembre 1893 - aujourd'hui.
  - Première ligne mise à voie normale ouverte le 8 mai 1960. Dernière ligne à écartement de 925 mm fermée le 6 novembre 1988.
  - Chemnitz - Altchemnitz - Stollberg - traction électrique, 15 décembre 2002, utilise un tronçon de la Würschnitztalbahn de la DBAG entre Altchemnitz et Stollberg.
- Döbeln - traction hippomobile, 10 juillet 1892 - 20 décembre 1926.
- Dresde - traction hippomobile, 26 septembre 1872 - 25 août 1900 ; essai de traction au gaz, 28 juillet 1894 - 31 décembre 1895 ; traction électrique, 6 juillet 1893 - aujourd'hui.
  - Dresde - Bühlau - traction électrique, 22 août 1899 - aujourd'hui. Intégrée au réseau de Dresde depuis 1926.
  - Dresde-Cotta - Cossebaude - traction électrique, 27 septembre 1906 - 2 décembre 1990. Intégrée au réseau de Dresde en 1926.
  - Dresde-Mickten - Zitzschewig (Lößnitzbahn) - traction électrique, 21 août 1899 - aujourd'hui. Tronçon initial Mickten - Weißes Roß premier chemin de fer électrique à voie étroite en Saxe, mis à écartement normal par la suite ; intégré au réseau de Dresde en 1926. Sections suivantes Weißes Roß - Radebeul - Coswig ouvertes par étapes de septembre 1929 à mai 1930, ultime section Coswig - Weinböhla ouverte le 14 novembre 1931.
  - Dresden-Niedersedlitz - Kreischa (Lockwitztalbahn) - traction électrique, 3 mars 1906 - 18 octobre 1977.
- Freiberg - traction électrique, 11 août 1902 - 31 décembre 1919.
- Görlitz - traction hippomobile, 25 mai 1882 - 30 novembre 1897 ; traction électrique, 1er décembre 1897 - aujourd'hui. Voir la ville sœur de Zgorzelec en Pologne.
- Hohenstein-Ernstthal - Oelsnitz/Erzgeb. - traction électrique, 15 février 1913 - 26 mars 1960.
- Klingenthal - traction électrique, 27 mai 1917 - 4 avril 1964.
- Leipzig - traction hippomobile, 18 mai 1872 - 16 avril 1897 ; traction électrique, 17 avril 1896 - aujourd'hui.
- Meißen - traction électrique, 13 décembre 1899 - 1er mars 1936.
- Plauen - traction électrique, 17 novembre 1894 - aujourd'hui.
- Zittau - traction électrique par accumulateurs, 29 juin - 22 septembre 1902 ; traction électrique par fil aérien, 14 décembre 1904 - 19 novembre 1919.
- Zwickau - traction électrique, 6 mai 1894 - aujourd'hui.

#### Saxe-Anhalt
- Bernbourg - traction électrique, 1er avril 1897 - 19 avril 1921.
- Dessau-Roßlau - traction au gaz, 15 novembre 1894 - 24 mars 1901 ; traction électrique, 26 mars 1901 - aujourd'hui.
- Groß Rosenburg - traction hippomobile, 3 octobre 1884 - 1er octobre 1922.
- Halberstadt - traction hippomobile, 28 juin 1887 - 30 avril 1903 ; traction électrique, 2 mai 1903 - aujourd'hui.
- Halle - traction hippomobile, 15 octobre 1882 - 14 mai 1899 ; traction électrique, 24 avril 1891 - aujourd'hui.
  - Halle - Mersebourg - traction électrique, 15 mars 1902 - aujourd'hui. Intégré au réseau de Halle à partir du 1er mai 1951.
- Magdebourg - traction hippomobile, 16 octobre 1877 - 19 décembre 1899 ; traction vapeur, 14 juillet 1886 - 21 mars 1900 ; traction électrique, 18 juillet 1899 - aujourd'hui.
- Mansfeld - Eisleben - traction électrique, 10 avril 1900 - 2 décembre 1922.
- Naumburg - traction électrique, 18 juin 1892 - aujourd'hui. L'état de l'infrastructure a entraîné la suspension de l'exploitation le 19 août 1991. En attendant la réouverture, prévue, fonctionne aux grandes occasions.
- Schönebeck - Salzelmen - traction hippomobile, 22 juin 1886 - 15 février 1917.
- Staßfurt - traction électrique, 10 avril 1900 - 31 décembre 1957.
- Stendal - traction hippomobile, 3 juin 1892 - 14 octobre 1926.
- Wittemberg - traction hippomobile, 26 juillet 1888 - 1921.
- Zerbst - traction hippomobile, 2 novembre 1891 - 1er août 1928.

#### Schleswig-Holstein
- Amrum - Norddorf (île d'Amrum, Îles frisonnes septentrionales) - traction vapeur, 1893 - 1er novembre 1939 ; traction électrique, 10 juillet 1909 - août 1910. L'exploitation en mode électrique dut cesser après l'incendie de la station génératrice. Le fil contact aérien fut démonté en 1920. Exploitation suspendue entre le 17 octobre 1918 et 1920.
- Flensbourg - traction hippomobile, 8 mai 1881 - 30 décembre 1906 ; traction électrique, 6 juillet 1907 - 2 juin 1973.
- Kiel - traction hippomobile, 9 juillet 1881 - 11 avril 1896 ; traction électrique, 12 mai 1896 - 4 mai 1985.
- Lübeck - traction hippomobile, 1er mai 1881 - 19 juin 1894 ; traction électrique, 12 mai 1894 - 15 novembre 1959.
- Schleswig - traction hippomobile, 1er juillet 1890 - 31 décembre 1909 ; traction électrique, 1er janvier 1910 - 26 August 1936.

Chemin de fer vicinal (Kleinbahn) exploité à partir de 1952/53 en concession de type tramway (Straßenbahn) :
- Sylt (île de Sylt) (Sylter Inselbahn)
  - Ligne Nord (Nordbahn) : Westerland - List, 8 juillet 1888 - 29 décembre 1970.
  - Ligne Sud (Südbahn) : Westerland - Hörnum, 1er juillet 1901 - 30 mai 1970.

#### Thuringe
- Altenbourg - traction électrique, 18 avril 1895 - 30 avril 1920.
- Eisenach - traction électrique, 3 août 1897 - 31 décembre 1975.
- Erfurt - traction hippomobile, 13 mai 1883 - 20 août 1894 ; traction électrique, 1er juin 1894 - aujourd'hui.
- Gera - traction électrique, 22 février 1892 - aujourd'hui.
- Gotha - traction électrique, 3 mai 1894 - aujourd'hui.
  - Gotha - Waltershausen (Thüringerwaldbahn) - traction électrique, 17 juillet 1929 - aujourd'hui.
- Iéna - traction électrique, 6 avril 1901 - aujourd'hui.
- Mühlhausen - traction électrique, 21 décembre 1898 - 27 juin 1969.
- Nordhausen - traction électrique, 25 août 1900 - aujourd'hui.
- Weimar - traction électrique, 4 juin 1899 - 30 juin 1937.

## Autriche
| Ville     | Longueur du réseau | Longueur additionnée des lignes | Nombre de lignes | Nombre de stations | Année ouv./élect. | Article et références | Carte |
| --------- | ------------------ | ------------------------------- | ---------------- | ------------------ | ----------------- | --------------------- | ----- |
| Gmunden   | 2,315              | 2,315                           | 1                | 8                  | 1894              | Tramway de Gmunden    |       |
| Graz      | 66,4               |                                 | 9                | 165                | 1898              | Tramway de Graz       |       |
| Innsbruck |                    | 19,5                            | 3                |                    | 1905              | Tramway d'Innsbruck   |       |
| Linz      | 26,8               | 45,6                            | 4                | 68                 | 1897              | Tramway de Linz       |       |
| Vienne    | 172,1              | 227,3                           | 28               |                    | 1897              | Tramway de Vienne     |       |

- Dornbirn - Lustenau - traction électrique, 30 novembre 1902 - 31 octobre 1938.
- Gmunden - traction électrique, 13 août 1894 - aujourd'hui. Classé comme le plus petit réseau de tramway au monde.
- Graz - traction hippomobile, 8 juin 1878 - 23 juillet 1899 ; traction électrique, 29 janvier 1898 - aujourd'hui.
- Innsbruck - traction vapeur, 1er juin 1891 - 8 janvier 1910 ; traction électrique, 15 juillet 1905 - aujourd'hui.
- Klagenfurt - traction hippomobile, 30 juin 1891 - 1911 ; traction électrique, 6 mai 1911 - 16 avril 1963.
- Linz - traction hippomobile, 1er juillet 1880 - 31 juillet 1897 ; traction électrique, 31 juillet 1897 - aujourd'hui.
  - Ebelsberg - Sankt Florian - traction électrique, 1er septembre 1913 - 31 décembre 1973. Rouvert en partie en tant que tram historique.
  - Pöstlingbergbahn - traction électrique, 28 mai 1898 - 24 mars 2008, pour reconstruction. Ligne présentant la plus forte déclivité au monde en adhérence (116 ‰). Réouverture après modernisation et intégration au réseau classique de Linz en mai 2009.
- Salzbourg - traction électrique, 4 mai 1909 - 5 novembre 1940.
- Sankt Pölten - traction électrique, 18 mars 1911 - 10 février 1976.
- Vienne - traction hippomobile, 4 octobre 1865 - 28 juin 1903 ; traction vapeur, 27 octobre 1883 - 23 janvier 1922 ; traction électrique, 28 janvier 1897 - aujourd'hui. Classé deuxième réseau de tramway du monde par la longueur.
  - Mödling - Hinterbrühl - traction électrique, 17 octobre 1883 - 31 mars 1932. Premier réseau électrique permanent d'Europe.
  - Baden - traction hippomobile, 16 juillet 1876 - octobre 1893 ; traction électrique, 16 juillet 1894 - 14 février 1951.
  - Vienne - Baden (Badner Bahn) - traction vapeur, 29 septembre 1886 - 1906, septembre 1917 - ? ; traction électrique, 11 mai 1899 - aujourd'hui. Exploitation intégralement électrique à partir du 1er mai 1907.
- Ybbs an der Donau - traction électrique, 11 novembre 1907 - 22 septembre 1953.
- Unterach am Attersee - traction électrique, 18 août 1907 - 18 septembre 1949.

## Belgique
| Ville      | Longueur du réseau | Longueur additionnée des lignes | Nombre de lignes | Nombre de stations | Année ouv./élect. | Article et références    | Carte |
| ---------- | ------------------ | ------------------------------- | ---------------- | ------------------ | ----------------- | ------------------------ | ----- |
| Anvers     | 68                 | 110,1                           | 12               |                    | 1902              | Tramway d'Anvers         |       |
| Bruxelles  | 136                | 215                             | 18               | 291                | 1894              | Tramway de Bruxelles     |       |
| Charleroi  | 33,3               | 59,5                            | 4                | 48                 | 1901              | Métro léger de Charleroi |       |
| Gand       | 30                 |                                 | 4                |                    | 1901              | Tramway de Gand          |       |
| Liège      | 11,7               | 11,7                            | 1                | 23                 | 2025              | Tramway de Liège         |       |
| Côte belge | 67                 | 67                              | 1                | 69                 | 1901              | Tramway de la côte belge |       |

- Anvers - traction hippomobile, 25 mai 1873 - ? ; traction électrique, 2 septembre 1902 - aujourd'hui. Voir Tramway d'Anvers.
- Bruges - traction électrique, 1913 - 1951 ; la ligne vicinale vers Knokke, qui traversait une partie de la ville, ne fut supprimée qu'en 1956.
- Bruxelles - traction hippomobile, 1er mai 1869 - ? ; traction vapeur, 1876 - 1877, 1879 ; traction électrique par accumulateurs, 1883, 1886 - 1890 ; traction électrique par fil aérien, 1er mai 1894 - aujourd'hui. Voir Tramway de Bruxelles.
- Charleroi (urbain) - traction vapeur 1881 - ? ; traction électrique, 4 juillet 1904 - 29 juin 1974.
  - Charleroi (vicinal) - traction vapeur 3 juin 1887 - ? ; traction électrique, 28 mars 1901 - aujourd'hui. Reprise partielle par le métro ouvert le 24 mai 1983.
  - Tramway Lobbes Thuin - ligne historique en traction électrique sur le tronçon Lobbes - Thuin, anciennement SNCV. Extension en traction diesel vers Biesme-sous-Thuin.
- Tramway de Courtrai - traction électrique, - 25 mars 1963.
- Eupen - traction électrique, ? - 30 juillet 1956.
- Gand - traction hippomobile, 24 mai 1874 - ? ; traction électrique par accumulateurs, 23 janvier 1899 - ? ; traction électrique par fil aérien, 1er décembre 1901 - aujourd'hui. Voir Tramway de Gand.
- Hasselt - traction électrique, ? - 31 janvier 1958. Construction prévue d'un tram rapide entre Hasselt et Maastricht.
- Liège (urbain) - traction hippomobile, 1871 - ? ; traction électrique, 1893 - 23 décembre 1961. Réintroduction prévue pour 2018. Voir Tramway de Liège.
  - Liège - Seraing - traction électrique, ? - 30 avril 1968.
- Tramway de Louvain - traction électrique, ? - 15 août 1952.
- Malines - traction électrique, ? - 30 avril 1957.
- Mons - traction électrique, ? - 3 juin 1973.
- Namur - traction électrique, ? - 26 mai 1963.
- Ostende (urbain) -  traction électrique, ? - 1er juillet 1958.
  - Tramway de la côte belge (Kusttram), Adinkerke - La Panne - Ostende - Knokke-Heist) - traction vapeur, 15 juillet 1885 - ? ; traction électrique, 1er octobre 1908 - aujourd'hui.
- Poix - traction à vapeur, 1886 - ? ; autorails diesel, ? - 1960.
- Tramway touristique de l'Aisne - ligne touristique en traction autonome sur le tronçon Érezée - Dochamps anciennement SNCV.
- Tournai - traction électrique, ? - 21 mai 1955.
- Verviers - traction électrique, 1er avril 1900 - 31 décembre 1969. Introduction d'un Tram-Train évoquée.
- Wellin - traction à vapeur, 1895 - 1955. Voir Tramways vicinaux de Wellin.
  - Han-sur-Lesse - traction vapeur, 1er juin 1906 - ? ; traction diesel, 1935 - aujourd'hui. Dernière ligne du réseau de Wellin, voir Tramway de Han.
- Introduction d'un Tram-Train dans le Brabant wallon évoquée.

Pour le projet de la région flamande portant sur la construction d'au moins cinq lignes de tramway vers et autour de Bruxelles, voir Wensnet.

## Biélorussie
| Ville       | Longueur du réseau | Longueur additionnée des lignes | Nombre de lignes | Nombre de stations | Année ouv./élect. | Article et références  | Carte |
| ----------- | ------------------ | ------------------------------- | ---------------- | ------------------ | ----------------- | ---------------------- | ----- |
| Minsk       | 62,8               | 123,12                          | 10               | 50                 | 1929              | Tramway de Minsk       |       |
| Mazyr       | 20,3               | 20,3                            | 1                | 19                 | 1988              | Tramway de Mazyr       |       |
| Navapolatsk | 11,5               | 11,5                            | 1                | 14                 | 1974              | Tramway de Novopolotsk |       |
| Vitebsk     | 34,5               | 212,7                           | 9                | 61                 | 1898              | Tramway de Vitebsk     |       |

- Minsk - traction hippomobile, 22 mai 1892 - 20 janvier 1928 ;  traction électrique, 13 octobre 1929 - aujourd'hui. Exploitation suspendue pendant la guerre civile, de mai 1918 au 7 août 1921.
- Moguilev - traction hippomobile, 10 février 1910 - 1920.
- Mozyr - traction électrique, 1er août 1988 - aujourd'hui.
- Novopolotsk - traction électrique, 21 mai 1974 - aujourd'hui.
- Vitebsk - traction électrique, 30 juin 1896 - aujourd'hui.

## Bosnie-Herzégovine
| Ville    | Longueur du réseau | Longueur additionnée des lignes | Nombre de lignes | Nombre de stations | Année ouv./élect. | Article et références | Carte |
| -------- | ------------------ | ------------------------------- | ---------------- | ------------------ | ----------------- | --------------------- | ----- |
| Sarajevo | 10,7               |                                 | 7                | 28                 | 1895              | Tramway de Sarajevo   |       |

- Sarajevo - traction électrique, écartement de 760 mm, 1er mai 1895 - octobre 1960 ; écartement de 1 435 mm, 29 novembre 1960 - aujourd'hui.

## Bulgarie
| Ville | Longueur du réseau | Longueur additionnée des lignes | Nombre de lignes | Nombre de stations | Année ouv./élect. | Article et références | Carte |
| ----- | ------------------ | ------------------------------- | ---------------- | ------------------ | ----------------- | --------------------- | ----- |
| Sofia | 153,6              | 308                             | 15               | 165                | 1960              | Tramway de Sofia      |       |

- Plovdiv - traction électrique, la construction du réseau, lancée en 1913, ne fut jamais menée à son terme.
- Sofia - traction électrique, 1er décembre 1898 - aujourd'hui.

## Croatie
| Ville  | Longueur du réseau | Longueur additionnée des lignes | Nombre de lignes | Nombre de stations | Année ouv./élect. | Article et références | Carte |
| ------ | ------------------ | ------------------------------- | ---------------- | ------------------ | ----------------- | --------------------- | ----- |
| Osijek | 12                 |                                 | 2                | 38                 | 1926              | Tramway d'Osijek      |       |
| Zagreb | 116                | 142                             | 19               | 119                | 1910              | Tramway de Zagreb     |       |

- Dubrovnik - traction électrique, 22 décembre 1910 - 20 mars 1970.
- Matulji - Opatija - Lovran - traction électrique, 9 février 1908 - 1er avril 1933.
- Osijek - traction hippomobile, 10 août 1884 - 31 mars 1926 ; traction électrique, 13 décembre 1926 - aujourd'hui.
- Pula - traction électrique, 24 mars 1904 - 15 juin 1934.
- Rijeka - traction électrique, 7 novembre 1899 - 31 mai 1952.
- Rovinj - traction hippomobile, ? - ?. Desserte touristique et balnéaire limitée à la période estivale.
- Velika Gorica - traction hippomobile, 26 mai 1907 - 1937 ; traction diesel, 1944 - ? (rame constituée de plusieurs anciennes voitures hippomobiles attelées à une locomotive diesel).
- Zagreb - traction hippomobile, 7 juillet 1891 - 31 mai 1909 ; traction électrique, 18 août 1910 - aujourd'hui.

## Danemark
| Ville  | Longueur du réseau | Longueur additionnée des lignes | Nombre de lignes | Nombre de stations | Année ouv./élect. | Article et références | Carte |
| ------ | ------------------ | ------------------------------- | ---------------- | ------------------ | ----------------- | --------------------- | ----- |
| Aarhus | 110                | -                               | 2                | 48                 | 2017              | Aarhus Letbane        |       |
| Odense | 14,5               | -                               | 2                | 26                 | 2022              | Odense Letbane        |       |

- Århus - traction hippomobile, 31 mai 1884 - 23 mai 1895 ; traction électrique, 7 juillet 1904 - 7 novembre 1971, 21 décembre 2017 - aujourd'hui (Aarhus Letbane).
- Copenhague - traction hippomobile, 22 octobre 1863 - 14 juin 1915 ; traction électrique par accumulateurs, 4 mars 1897 - 15 mars 1902 ; traction électrique par fil aérien, 19 septembre 1899 - 22 avril 1972. Réintroduction prévue pour 2025.
  - Gentofte : Hellerup - Charlottenlund - Klampenborg - traction électrique, 1903 - 1953.
- Lakolk (île de Rømø) - traction hippomobile, ? - ?.
- Odense - traction hippomobile, ? - ? ; traction électrique, 9 septembre 1911 - 1er juillet 1952. Réintroduction le 28 mai 2022, 25 stations de Tarup à Hjallelese sur une longueur de 14,7 km : Odense Letbane.

## Espagne
| Ville                  | Longueur du réseau | Longueur additionnée des lignes | Nombre de lignes | Nombre de stations | Année ouv./élect. | Article et références          | Carte |
| ---------------------- | ------------------ | ------------------------------- | ---------------- | ------------------ | ----------------- | ------------------------------ | ----- |
| Alicante               | 111                | 141,16                          | 6                | 59                 | 1999              | Tramway d'Alicante             |       |
| Barcelone              | 29,216             | 50,149                          | 6                | 55                 | 2004              | Trambaix et Trambesòs          |       |
| Bilbao                 | 12,02              | 16,82                           | 3                | 30                 | 1998              | Euskotren Tranbia              |       |
| Cadix                  | 24                 | 24                              | 1                | 21                 | 2022              | Tram-train de la Baie de Cadix |       |
| Grenade                | 15,92              | 15,92                           | 1                | 26                 | 2017              | Métro léger de Grenade         |       |
| Jaén                   | 4,7                | 4,7                             | 1                | 10                 | 2011              | Tramway de Jaén                |       |
| Madrid                 | 27,8               | 27,8                            | 3                | 36                 | 2007              | Métro léger de Madrid          |       |
| Malaga                 | 11,3               | 11,3                            | 2                | 17                 | 2014              | Métro léger de Malaga          |       |
| Murcie                 | 18                 | 18                              | 1                | 28                 | 2007              | Tramway de Murcie              |       |
| Parla                  | 8,3                | 8,3                             | 1                | 15                 | 2007              | Tramway de Parla               |       |
| Santa Cruz de Tenerife | 14,7               | 16,2                            | 2                | 27                 | 2007              | Tramway de Ténérife            |       |
| Saragosse              | 12,8               | 12,8                            | 1                | 11                 | 2011              | Tramway de Saragosse           |       |
| Séville                | 2,2                | 2,2                             | 1                | 5                  | 2007              | MetroCentro                    |       |
| Sóller                 | 4,8                | 4,8                             | 1                | 2                  | 1913              | Tramway de Sóller              |       |
| Valence                | 134                | 175,34                          | 5                | 169                | 1994              | Métro de Valence               |       |
| Vitoria                | 4,87               | 12,02                           | 2                | 18                 | 2008              | Tramway de Vitoria-Gasteiz     |       |

Classement par Communautés autonomes.

### Andalousie
- Cadix - traction par mule, 18xx - ? ; traction électrique, 190x - 22 août 1964. Inauguration prévue en mars 2017.
- Grenade (urbain) - traction électrique, 17 juillet 1904 - 14 février 1974. Nouvelle ligne inaugurée en septembre 2017. Voir Métro léger de Grenade.
  - Grenade - Sierra Nevada - traction électrique, 21 février 1925 - 20 janvier 1974.
- Jaén - traction électrique, 3 mai 2011 - 15 mai 2011 (projet abandonné). Voir Tramway de Jaén
- Malaga - traction par mule, 1881 - 1903 ; traction électrique, 1903 - 31 décembre 1961. Réintroduit sous forme d'un réseau de LRT (Metro de Málaga) le 30 juillet 2014. Voir Métro léger de Malaga
- Linares - Baeza - traction électrique, 1er août 1904 - 15 janvier 1966.
  - Linares - La Loma - traction électrique, 8 décembre 1907 - 15 janvier 1966.
- Marmolejo - traction par mule, 1916 - juillet 1936. En service pendant la saison thermale uniquement.
- Motril - traction par mule, 1884 - 8 octobre 1922.
- San Lucar - traction hippomobile, 188x - 19xx. Service uniquement en période estivale.
- Séville - traction par mule, 5 septembre 1887 - 1899 ; traction électrique, 1899 - 8 mai 1960. Réintroduit le 28 octobre 2007 (MetroCentro). Première ligne du métro léger (avec les mêmes rames de type tramway) inaugurée le 2 avril 2009. Voir Métro de Séville.
- Vélez-Málaga – traction électrique, 11 octobre 2006 - 4 juin 2012. Voir Tramway de Vélez-Málaga

### Aragon
- Saragosse – traction hippomobile, 19 octobre 1885 – 1903 ; traction électrique, 9 octobre 1902 - 22 janvier 1976. Nouveau réseau inauguré le 19 avril 2011.

### Asturies
- Arriondas - Covadonga - traction hippomobile, 1er janvier 1908 - 1930.
- Avilés - traction hippomobile, 1892 - 1924 ; traction électrique, 1924 - 1955 (?).
- Gijón - traction par mule, 30 mars 1890 - 1909 ; traction électrique, 1909 - 10 mai 1964.
- Mieres - traction par mule, 18xx - 19xx.
- Oviedo - traction hippomobile, 18xx - 1922 ; traction électrique, 1922 - 1957.
- Santullano - traction par mule, 18xx - 1917 ; traction vapeur, 1917 - 28 septembre 1934.

### Îles Baléares
Majorque :
- Alaró - Consell - traction par mule, 5 mai 1881 - 1922 ; traction essence, 1922 - 24 février 1935 (service sporadique de 1936 à 1939).
- Palma de Majorque - traction par mule, 9 septembre 1891 - ? ; traction vapeur, ? - ? ; traction essence, 14 octobre 1921 - 1940 ; traction électrique, 9 septembre 1891 – janvier 1959.
- Sóller - traction électrique, 4 octobre 1913 - aujourd'hui.

### Pays basque
- Bermeo - Pedernales - traction hippomobile, 189x - après 1913.
- Bilbao – traction par mule, 10 septembre 1876 - ? ; traction électrique, 16 février 1896 – 30 novembre 1964. EuskoTran ouvert le 18 décembre 2002.
- Saint-Sébastien - traction par mule, 18 juillet 1887 - 1897 ; traction électrique, 1897 - 11 juillet 1958. Réintroduction prévue.
- Irún - Fontarrabie - traction par mule, 1er novembre 1893 - 1919 ; traction électrique, 1919 - 18 juin 1953.
- Vitoria - traction électrique, 23 décembre 2008 - aujourd'hui. VOir Tramway de Vitoria

### Îles Canaries
- Las Palmas de Gran Canaria - traction vapeur, 1891 - 1910 ; traction électrique, 1910 - 1935 (service restauré de 1940 à 1941 au moyen d'une locomotive vapeur tirant une rame de motrices).
- Santa Cruz de Tenerife - traction électrique, 7 avril 1901 – 1951. Réintroduit le 2 juin 2007, voir Tramway de Ténérife.

### Cantabrie
- Santander - traction vapeur, 1873 - 1875 ; traction hippomobile, 1875 - 1908 ; traction électrique, 1908 - 11 juillet 1951.

### Castille-et-León
- Valladolid – traction par mule, 22 décembre 1881 – 1911 ; traction électrique, 1911 – 6 novembre 1933.

### Catalogne
- Barcelone – traction par mule, 26 juin 1872 – 1907 ; traction vapeur, 1877 - 1907 ; traction électrique, 26 janvier 1899 – 19 mars 1971. Réintroduit le 3 avril 2004 (Trambaix et Trambesòs).
  - Tramvia Blau – traction électrique, 29 octobre 1901. Ligne très courte (1 300 mètres) utilisant toujours son matériel d'origine.
  - Arrabassada – traction électrique, 19 juillet 1911 – 1938.
  - Mataró – Argentona – traction électrique, 27 mai 1928 – 9 octobre 1965.
  - Montgat – Tiana – traction électrique, 1er novembre 1916 – 30 septembre 1955.
- Tarragone – traction par mule, 9 avril 1883 – 13 janvier 1896.
- Tortosa – Roquetes – traction par mule, 20 septembre 1885 – 1928.

### Estrémadure
- Badajoz - traction hippomobile, 23 mars 1889 - 1912 (?).

### Galice
- La Corogne – traction par mule, 1er janvier 1903 – 1913 ; traction électrique, 1913 – juillet 1962. Tramway historique et touristique 10 mai 1997 - 8 juillet 2011 ; un LRT est prévu.
- Ferrol - traction électrique, ? - 1962.
- Pontevedra - traction vapeur, 12 juin 1889 - 1924 ; traction électrique, 1924 - 1943.
- Verín – traction par mule, 1909 – 192x.
- Vigo – traction électrique, 10 août 1914 – 30 décembre 1968.

### Communauté de Madrid
- Madrid – traction par mule, 31 mai 1871 - ? ; traction vapeur, 1878 - ? ; traction électrique, 1898 - 1er juin 1972. Réintroduit le 24 mai 2007 (Metro Ligero). Voir Tramway de Madrid et métro léger de Madrid.
- Parla - traction électrique, 6 mai 2007 - aujourd'hui. Voir Tramway de Parla
- San Lorenzo de El Escorial - Construction d'un tramway électrique commencée en 1929 mais jamais terminée.

### Région de Murcie
- Carthagène - traction par mule, septembre 1892 - 1907 ; traction électrique, 1907 - 1959. Transformation prévue d'une ligne à voie étroite des FEVE en lignes urbaine et périurbaine de tramway.
- Murcie - traction par mule, octobre 1896 - 1902 ; traction vapeur, 1902 - 1906 ; traction électrique, 1906 - 29 avril 1929. Mise en service de la section initiale (1,8 km) du nouveau réseau de tramway le 6 mai 2007, inauguré en totalité le 28 mai 2011. Voir Tramway de Murcie

### Navarre
- Pampelune - traction électrique, 23 septembre 1911 - ?. Réintroduction prévue.

### Communauté valencienne
- Alcoy - Construction d'un tramway électrique commencée en 1895 mais jamais terminée.
- Alicante – traction par mule, 13 juillet 1893 – 1902 ; traction vapeur, 1902 – 1924 ; traction électrique, 1924 – 14 novembre 1969. LRT, service d'essai à partir du 17 mars 1999, service définitif à partir du 15 août 2003. Voir Tramway d'Alicante
- Carcaixent - Dénia - traction par mule, 8 février 1864 - 28 novembre 1881. Ligne transformée en chemin de fer classique, supprimée entre 1969 et 1974.
- Novelda - Construction d'un tramway électrique jamais terminée.
- Valence (urbain) – traction par mule, 23 juin 1876 – ? ; traction vapeur, 1892 - ? ; traction électrique, 1900 – 20 juin 1970. Réintroduit le 21 mai 1994.
  - Burriana - Grao - traction par mule, ? - 19xx.
  - Villanueva de Castellón - La Pobla Llarga - traction par mule, 1er mars 1896 - ? ; traction vapeur, 1919 - 1926 ; traction vapeur, 1926 - 1931.

## Estonie
| Ville   | Longueur du réseau | Longueur additionnée des lignes | Nombre de lignes | Nombre de stations | Année ouv./élect. | Article et références | Carte |
| ------- | ------------------ | ------------------------------- | ---------------- | ------------------ | ----------------- | --------------------- | ----- |
| Tallinn | 39                 |                                 | 4                | 33                 | 1925              | Tramway de Tallinn    |       |

- Tallinn - traction hippomobile, 24 août 1888 - 24 septembre 1919 ; traction électrique, 28 octobre 1925 - aujourd'hui. Voir Tramway de Tallinn
  - Tallinn - Kopli - traction vapeur, 26 janvier 1916 - ? ; traction essence, 26 janvier 1916 - novembre 1953 ; traction électrique, 6 novembre 1951 - ?. Raccordé au réseau principal de Tallinn le  5 novembre 1953.

## Finlande
| Ville    | Longueur du réseau | Longueur additionnée des lignes | Nombre de lignes | Nombre de stations | Année ouv./élect. | Article et références | Carte |
| -------- | ------------------ | ------------------------------- | ---------------- | ------------------ | ----------------- | --------------------- | ----- |
| Helsinki | 48                 | 110                             | 12               | 129                | 1900              | Tramway d'Helsinki    |       |
| Tampere  |                    |                                 |                  |                    | 2021              | Tramway de Tampere    |       |

- Helsinki - traction hippomobile, 21 juin 1891 - 21 octobre 1901, 1913 - 31 octobre 1917 ; traction électrique, 4 septembre 1900 - aujourd'hui). Voir Tramway d'Helsinki.
  - Kulosaari (Brändö) - traction électrique, 25 septembre 1910 - 14 février 1951. Connecté au réseau d'Helsinki d'abord par un ferry puis par un pont en 1919.
  - Lauttasaari - traction hippomobile, 1913 - 31 octobre 1917.
- Turku - traction hippomobile, 4 mai 1890 - 31 octobre 1892 ; traction électrique, 22 décembre 1908 - 1er octobre 1972. Réintroduction prévue.
- Tampere - traction électrique, 9 août 2021 - aujourd'hui). Voir Tramway de Tampere.

## France

Carte des réseaux de tramways existants

| Ville                 | Longueur du réseau | Longueur additionnée des lignes | Nombre de lignes | Nombre de stations | Année ouv./élect. | Article et références                  | Carte |
| --------------------- | ------------------ | ------------------------------- | ---------------- | ------------------ | ----------------- | -------------------------------------- | ----- |
| Angers                | 22,4               | 22,4                            | 3                | 42                 | 2011              | Tramway d'Angers                       |       |
| Aubagne               | 2,8                | 2,8                             | 1                | 7                  | 2014              | Tramway d'Aubagne                      |       |
| Avignon               | 5,2                | 5,2                             | 1                | 10                 | 2019              | Tramway d'Avignon                      |       |
| Besançon              | 14,5               | 23                              | 2                | 31                 | 2014              | Tramway de Besançon                    |       |
| Bordeaux              | 79                 | 83                              | 4                | 135                | 2003              | Tramway de Bordeaux                    |       |
| Brest                 | 14,3               | 14,3                            | 1                | 28                 | 2012              | Tramway de Brest                       |       |
| Caen                  | 16,2               | 23,2                            | 3                | 37                 | 2019              | Tramway de Caen                        |       |
| Clermont-Ferrand      | 15,9               | 15,9                            | 1                | 34                 | 2006              | Tramway de Clermont-Ferrand            |       |
| Dijon                 | 18,9               | 20                              | 2                | 35                 | 2012              | Tramway de Dijon                       |       |
| Grenoble              | 43,7               | 47,7                            | 5                | 82                 | 1987              | Tramway de Grenoble                    |       |
| Le Havre              | 13                 | 13                              | 1                | 23                 | 2012              | Tramway du Havre                       |       |
| Le Mans               | 18,8               | 21,3                            | 2                | 35                 | 2007              | Tramway du Mans                        |       |
| Lille                 | 17,5               | 22                              | 2                | 36                 | 1909              | Tramway de Lille - Roubaix - Tourcoing |       |
| Lyon                  | 83.7               | 101,1                           | 8                | 104                | 2001              | Tramway de Lyon                        |       |
| Marseille             | 12,7               | 15,5                            | 3                | 32                 | 2007              | Tramway de Marseille                   |       |
| Montpellier           | 60,5               | 65,4                            | 4                | 84                 | 2000              | Tramway de Montpellier                 |       |
| Mulhouse              | 16,2               | 19                              | 3                | 29                 | 2006              | Tramway de Mulhouse                    |       |
| Nantes                | 41,3               | 44,3                            | 3                | 82                 | 1985              | Tramway de Nantes                      |       |
| Nice                  | 24,2               | 27,5                            | 3                | 55                 | 2007              | Tramway de Nice                        |       |
| Orléans               | 29,3               | 29,3                            | 2                | 49                 | 2000              | Tramway d'Orléans                      |       |
| Paris (Île-de-France) | 186,6              | 186,6                           | 14               | 278                | 1992              | Tramway d'Île-de-France                |       |
| Reims                 | 11,2               | 19,4                            | 2                | 23                 | 2011              | Tramway de Reims                       |       |
| Rouen                 | 15,1               | 18,2                            | 2                | 31                 | 1994              | Tramway de Rouen                       |       |
| Saint-Étienne         | 16,3               | 26,1                            | 3                | 43                 | 1897              | Tramway de Saint-Étienne               |       |
| Strasbourg            | 49,1               | 68,3                            | 6                | 86                 | 1994              | Tramway de Strasbourg                  |       |
| Toulouse              | 17,2               | 24,8                            | 2                | 28                 | 2010              | Tramway de Toulouse                    |       |
| Tours                 | 15,5               | 15,5                            | 1                | 29                 | 2013              | Tramway de Tours                       |       |
| Valenciennes          | 33,8               | 40,1                            | 2                | 48                 | 2006              | Tramway de Valenciennes                |       |

Classement par régions

### Auvergne-Rhône-Alpes
- Aix-les-Bains - traction à air comprimé (système Mékarski), 1896 - 1911.
- Annemasse - traction vapeur, 22 octobre 1883 - 1902 ; traction électrique, 2 janvier 1902 - 31 décembre 1958. Faisait partie du tramway de Genève (CGTE). Tronçon français fermé en 1958. Le tramway genevois franchit à nouveau la frontière depuis novembre 2019.
- Aubenas - Vals-les-Bains - traction électrique, 25 novembre 1898 - 1er mai 1932.
- Bellegarde-sur-Valserine - Chézery-Forens - traction électrique, 23 mars 1912 - 1938 ?. Voir Tram de Bellegarde à Chézery.
- La Bourboule - traction électrique, 1904 - 1914.
- Chambéry - traction vapeur, août 1891 - ?.
- Clermont-Ferrand - traction électrique, 7 janvier 1890 - 17 mars 1956. Mise en service d'un Translohr le 13 novembre 2006, voir Tramway de Clermont-Ferrand.
- Écully - traction électrique, 18 octobre 1894 - 1939 (intégré aux tramway lyonnais le 3 juin 1899).
- Évian-les-Bains - traction électrique, 1898 - 1908.
- Gex - Ferney-Voltaire - traction vapeur, 27 juillet 1900 - 15 juin 1932.
- Grenoble (urbain) - traction électrique, 17 avril 1897 - 1er octobre 1952. Réintroduit le 5 septembre 1987. Voir Tramway de Grenoble et Ancien tramway de Grenoble.
Tramways suburbains :
  - Grenoble - Chapareillan - traction électrique, 13 décembre 1899 - 1er novembre 1947.
  - (Grenoble -) Gières - Domène - Froges - traction électrique, 30 janvier 1898 - 2 décembre 1935.
  - Grenoble - Gières - Uriage-les-Bains - Vizille - Le Bourg-d'Oisans - traction vapeur, 2 juillet 1894 - 31 janvier 1948.
  - Grenoble - Veurey - traction vapeur, 29 janvier 1895 - 1905 ; intégré au réseau urbain le 1er septembre 1902, traction électrique 1903 - 1938.
  - Grenoble - Villard-de-Lans - traction électrique, 1909 section urbaine, prolongement à Villard le 1er juillet 1920 - 1er avril 1949.
- Lyon (urbain) - traction hippomobile, 11 octobre 1880 - ? ; traction vapeur, 1888 - ? ; traction électrique, 26 août 1894 - 30 janvier 1956. Remis en service le 2 janvier 2001. Voir Tramway de Lyon et Ancien tramway à Lyon.
  - Lyon - Neuville-sur-Saône (suburbain, Train bleu) - traction vapeur (voie normale), août 1899 - 1932 ; traction électrique (voie métrique), 1932 - 30 juin 1957. Voir Train bleu du Val de Saône.
- Moûtiers - Salins-les-Thermes - traction électrique, 1899 - 1929.
- Le Puy-en-Velay - traction électrique, 1896 - 1914.
- Roanne - traction électrique, 1901 - 1935.
- Saint-Chamond - traction électrique, 1906 - 1931.
- Saint-Étienne - traction vapeur, 4 décembre 1881 - 1912 ; traction électrique, 17 avril 1897 - aujourd'hui. Voir Tramway de Saint-Étienne.
- Valence - Saint-Péray - traction électrique, 1927 - 1950.
- Vichy - Cusset - traction à air comprimé (système Mékarski), 15 décembre 1895 - 31 mars 1927, voir Tramway de Vichy à Cusset.

### Bourgogne-Franche-Comté
- Beaucourt - traction électrique, 1904 - 1940. (voir Tramway beaucourtois).
- Belfort - traction électrique, 29 mai 1898 - 1952. Voir Tramway de Belfort.
- Besançon - traction électrique, 21 mars 1897 - 24 décembre 1952. Voir Tramway de Besançon. Nouveau réseau inauguré le 30 août 2014.
- Dijon - traction électrique, 1er janvier 1895 - 1er décembre 1961. Nouveau réseau mis en service depuis le 1er septembre 2012. Voir Tramway de Dijon.
- Montbéliard - traction vapeur, 1887 - 1932.

### Bretagne
- Brest (urbain) - traction électrique, 12 juin 1898 - 1944. Voir Ancien tramway de Brest. Réintroduit le 23 juin 2012. Voir Tramway de Brest.
  - Brest - Le Conquet - traction électrique, 12 juillet 1903 - 5 octobre 1932. Voir Tramway de Brest au Conquet.
- Lorient - traction électrique, 1er janvier 1901 - 1er janvier 1938. Voir Tramway de Lorient.
- Rennes - traction électrique, 1897 - 1952. Voir Tramway de Rennes.
- Saint-Malo (urbain) - traction vapeur, 25 juillet 1889 - 1927 ; traction électrique, 1927 - 3 octobre 1949. Voir Tramways bretons.
  - Paramé - Cancale - traction vapeur, 3 août 1898 - 8 septembre 1947. Voir Tramways bretons.
  - Paramé - Rothéneuf - traction vapeur, 28 juin 1896 - septembre 1914 (matériel et voie de type Decauville réquisitionnés par l'armée), voir Tramway de Rothéneuf.

### Centre-Val de Loire
- Blois - traction électrique, 1910 - 1934. Voir Tramway de Blois.
- Bourges - traction électrique, 1898 - 1949. Voir Tramway de Bourges.
- Orléans - traction hippomobile, 6 mai 1877 - ? ; traction électrique, 28 juin 1899 - 31 mars 1938. Réintroduit le 20 novembre 2000. Voir Tramway d'Orléans.
- Tours - traction hippomobile, 8 juillet 1877 - ? ; traction vapeur, 16 septembre 1889 - ? ; traction électrique, 27 mars 1899 - 14 septembre 1949. Voir Ancien tramway de Tours. Première ligne du nouveau réseau inaugurée le 31 août 2013. Voir Tramway de Tours.

### Corse
- Ajaccio - Construction d'un tramway électrique commencée en 1914 mais jamais achevée. Réintroduction évoquée.

### Grand Est
- Châlons-en-Champagne - traction électrique, 1897 - 1938.
- Charleville-Mézières - traction électrique, 1900 - 1914. Voir Tramway de Charleville-Mézières.
- Colmar - traction électrique, 16 mars 1902 - 31 janvier 1960.
- Épinal - traction électrique, 17 février 1906 - août 1914. Voir Tramway d'Épinal.
- Forbach - traction électrique, 1912 - 1950.
- Gérardmer -  Retournemer - Col de la Schlucht — Hohneck - traction vapeur, 25 juillet 1897 - 1932 ; traction électrique, 29 juin 1904 - 28 août 1940. Voir Tramway de Gérardmer.
- Hagondange - Maizières-lès-Metz - traction électrique, 1913 - 1964.
- Langres - Ligne de chemin de fer à crémaillère (la première de France) entre la gare et la citadelle. Voir Chemin de fer à crémaillère de Langres.
- Longwy - traction électrique, 28 octobre 1901 - 1933. Voir Tramway de Longwy.
- Lunéville - tram urbain connecté au LBB[Quoi ?] vers le sud-est et à la ligne d'Einville vers le nord (maintenant déposées)
- Metz - traction électrique, 1902 - 1948. Voir Tramway de Metz.
- Mulhouse - traction vapeur, 1er octobre 1882 - 1894 ; traction électrique, 1894 - 2 mai 1956. Réintroduit le 13 mai 2006. Voir Tramway de Mulhouse.
- Nancy - traction hippomobile 12 août 1874 - 1903 ? ; traction électrique, 1899 ? - 2 décembre 1958. Voir Ancien tramway de Nancy. Pour la desserte actuelle par TVR, voir Tramway de Nancy, réintroduction en octobre 2000 et arrêt définitif en 2023.
- Novéant-sur-Moselle - traction électrique, 1911 - 1933.
- Reims - traction hippomobile, juin 1881 - 1901 ; traction électrique, juin 1900 - novembre 1939. Voir Ancien tramway de Reims. Nouveau réseau inauguré le 16 avril 2011. Voir Tramway de Reims.
- Remiremont - Gérardmer - traction vapeur, 14 août 1900 - 31 mars 1935. Voir Tramway de Remiremont à Gérardmer.
- Saint-Louis - desserte par le tramway de Bâle depuis le 9 décembre 2017.
- Saint-Avold - traction électrique, 1910 - 1940. Voir Tramway de Saint-Avold.
- Sarreguemines - desserte par le tramway de Sarrebruck depuis le 24 octobre 1997.
- Sedan - traction électrique, 1899 - 1914. Voir Tramway de Sedan.
- Strasbourg - traction vapeur, 22 juillet 1878 - 1899 ; traction électrique, mai 1895 - 30 avril 1960. Réintroduit le 25 novembre 1994. Voir Tramway de Strasbourg.
- Thionville - traction électrique, 9 mai 1912 - 22 septembre 1952. Voir Tramway de Thionville.
- Turckheim - Les Trois-Épis - traction électrique, 1899 - 1933. Voir Tramway de Turckheim aux Trois-Épis.
- Troyes - traction électrique, 1899 - 1950. Voir Tramway de Troyes.

### Hauts-de-France
- Amiens - traction hippomobile, 14 mars 1891 - ? ; traction électrique, 1899 - 18 mai 1940, l'exploitation fut définitivement stoppée après le bombardement du dépôt. Voir Ancien tramway d'Amiens.
- Armentières - traction électrique, 1901 - 1914. Voir Tramway d'Armentières.
- Boulogne-sur-Mer - traction électrique, 1897 - 1951.
- Calais - traction hippomobile (voie normale), 1879 - 190x ; traction électrique (voie métrique), 1908 - 1940.
- Cambrai - traction électrique, 1903 - 1914. Voir Tramway de Cambrai.
- Cassel - traction électrique, 1900 - 1938. Voir Tramway de Cassel (France).
- Douai - traction électrique, 24 octobre 1898 - 1950. Voir Tramway de Douai.
- Dunkerque - traction hippomobile, 1er juin 1880 - 1952 ; traction électrique par accumulateurs, 1899 - 1903 ; traction électrique par fil aérien, 1903 - 3 novembre 1952. Voir Tramway de Dunkerque. Réintroduction possible dans le cadre du projet flamand Wensnet avec une liaison avec la ville voisine de Furnes.
- Étaples - Le Touquet-Paris-Plage - traction électrique, 1900 - 1935. Voir Tramway d'Étaples à Paris-Plage.
- Lille (urbain) - traction hippomobile, 7 juin 1874 - ? ; traction électrique, 1894 - 29 janvier 1966.
  - Électrique Lille-Roubaix-Tourcoing (ELRT, interurbain) :
    - lignes intérieures de Roubaix et Tourcoing - traction hippomobile 19 mars 1877 - ? ; traction électrique, 1894 - 15 juillet 1956.
    - Lille - Roubaix - Tourcoing (Le Mongy) - ligne pour Roubaix et Tourcoing, ouverte le 4 décembre 1909, antenne de Marcq-en-Barœul fermée en 1972. Reconstruction complète de 1991 à 1994. Voir Tramway de l'agglomération de Lille.
    - Flers-lez-Lille (Flers Bourg) - Hem - Lannoy - ligne au début du XXe siècle.

  - Tram-train en projet
- Marquette-lez-Lille - Wambrechies - traction électrique, ? - aujourd'hui. Tramway touristique, a pour ambition de relier Lille à Quesnoy-sur-Deûle.
- Maubeuge - traction électrique, 16 mars 1902 - 1951. Voir Tramway de Maubeuge.
- Saint-Quentin - traction à air comprimé (système Popp-Conti) 1898, puis 6 mars 1899 - 1908 (système Mékarski) ; traction électrique, 25 avril 1908 - 26 mai 1956. Voir Tramway de Saint-Quentin
- Tergnier - traction électrique, 1910 - 1939.
- Le Touquet-Paris-Plage - traction essence, 1910 ? - 1925. Voir Tramway du Touquet-Paris-Plage.
- Tramway de la Plage Sainte-Cécile - traction hippomobile, 1897 - août 1914. Tramway balnéaire reliant la gare de Dannes-Camiers à la plage de Sainte-Cécile.
- Valenciennes - traction vapeur, 1er janvier 1881 - 1914 ; traction électrique, 1914 - 2 juillet 1966. Réintroduit le 3 juillet 2006. Voir Tramway de Valenciennes et Ancien tramway de Valenciennes.

### Île-de-France
Voir Tramway d'Île-de-France
- Épône - Mareil-sur-Mauldre - traction vapeur, 7 mai 1879 - 7 janvier 1884. Voir Tramway d'Épône à Mareil-sur-Mauldre.
- Fontainebleau - traction électrique, 29 septembre 1896 - 31 décembre 1953. Voir Tramway de Fontainebleau.
- Livry-Gargan - traction vapeur, 1890 à 1930. Voir Tramway de Livry à Gargan
- Melun - traction électrique, 1901 - 1914. Voir Tramway de Melun
- Montmorency - Enghien-les-Bains - traction électrique, 28 octobre 1897 - 2 décembre 1935. Prolongé vers Saint-Gratien en 1901 ou 1902. Voir Tramway Enghien - Montmorency.
- Nogent-sur-Marne  - Vincennes - traction à air comprimé puis électrique, 21 août 1887 - 15 février 1937. Voir Chemins de fer nogentais.
- Paris - traction hippomobile, 1855 -  janvier 1913 ; traction électrique, 1895 - 15 mars 1937. Fermetures finales : dans Paris, 15 mars 1937 ; banlieue 14 août 1938. Réintroduit en banlieue le 6 juillet 1992, puis dans Paris intra-muros le 16 décembre 2006. Voir l'article sur le tramway parisien.
- Saint-Maur-des-Fossés - traction à air comprimé, puis électrique, 1894 - 1934. Voir Compagnie des Tramways de Saint-Maur-des-Fossés.
- Sèvres - Versailles - traction hippomobile, air comprimé, puis vapeur, 1857 - 1934. Voir Tramway de Sèvres à Versailles.
- Versailles - traction hippomobile, 11 novembre 1876 - 1896 ; traction électrique, 1896 - 3 mars 1957. Voir Tramway de Versailles.
- Versailles - Maule - traction vapeur, 1899 - 1951. Voir Tramway de Versailles à Maule.
- Villiers-le-Bel - Gonesse - Arnouville - traction vapeur, 1878 - 1928 ; traction électrique, 1928 - 1949. À noter son écartement de 1,06 mètre, très rare en France. Voir Tramway de Villiers-le-Bel.

### Normandie
- Avranches - traction électrique, 1907 - 1914.
- Caen :
  - traction électrique, 1901 - 23 janvier 1937 : voir Ancien tramway de Caen ;
  - tramway sur pneumatiques Bombardier TVR, 18 novembre 2002 - 31 décembre 2017 ; voir transport léger guidé de Caen ;
  - traction électrique, mise en service en le 28 septembre 2019 ; voir tramway de Caen.
- Cherbourg - traction vapeur, juillet 1896 - 1910 ; traction électrique, 1910 - juin 1944. Voir Tramway de Cherbourg.
- Elbeuf - traction électrique, 1898 - 1926. Voir Tramway d'Elbeuf.
- Eu - Le Tréport - traction électrique, 31 mai 1902 - 1er novembre 1934. Voir Tramway d'Eu-Le Tréport-Mers.
- Le Havre - traction hippomobile, 1er février 1874 - 1894 ; traction électrique, 25 septembre 1894 - 4 juin 1951. Voir Ancien tramway du Havre. Réintroduit depuis le 12 décembre 2012. Voir Tramway du Havre.
  - Le Havre - Montivilliers - traction électrique, 12 juillet 1899 - ?. Intégré au réseau du Havre le 14 décembre 1914.
- Rouen - traction hippomobile, 29 décembre 1877 - 19 juillet 1896 ; traction électrique, 1896 - 28 février 1953. Réintroduit le 17 décembre 1994. Voir Ancien tramway de Rouen et Tramway de Rouen.
- Saint-Romain-de-Colbosc - traction vapeur, 18 mai 1896 - 24 février 1929. Voir Tramway de Saint-Romain-de-Colbosc.

### Nouvelle-Aquitaine
- Arcachon - traction électrique, 1911 - 1930.
- Angoulême - traction électrique, 1900 - 1935. Voir Tramway d'Angoulême.
- Bayonne - traction électrique 1914-1948 la ligne allant jusqu'à Biarritz.
- Bordeaux - traction hippomobile, 4 mai 1880 - ? ; traction électrique, 1899 - 7 décembre 1958. Réintroduit le 23 décembre 2003. Voir Tramway de Bordeaux.
- Hendaye - traction électrique, 1908 - 1935, voir Tramway d'Hendaye.
- Limoges - traction électrique, 6 juin 1897 - 2 mars 1951. Voir Tramway de Limoges.
- Parthenay - Melle - traction à vapeur, 1882 - 1950. Voir Tramways des Deux-Sèvres.
- Pau - traction électrique, 8 septembre 1900 - 1er janvier 1932.
- Poitiers - traction électrique, 1899 - 1947. Voir Tramway de Poitiers.
- La Rochelle - traction à air comprimé (système Mékarski), 25 août 1901 - 17 juin 1929.
- Royan - traction vapeur, 1890 - 1945. Voir Tramway de Royan.

### Occitanie
- Lourdes - traction électrique, 1899 - 1930.
  - Lourdes - Loucrup - Campan (Tramway de la Bigorre) - traction électrique, 1914 - 1932.
- Montpellier - traction hippomobile, 18 juillet 1880 - 1883 ; traction électrique, novembre 1897 - 31 janvier 1949. Réintroduit le 3 juillet 2000. Voir Tramway de Montpellier.
- Nîmes - traction hippomobile, 1880 - 1900 ; traction électrique, 1899 - 1951. Voir Tramway de Nîmes.
- Compagnie des Chemins de Fer de Pierrefitte à Cauterets et à Luz (PCL) - traction électrique :
  - Pierrefitte-Nestalas - Luz-Saint-Sauveur - 1er février 1901 - 1932.
  - Pierrefitte-Nestalas - Cauterets - 22 juin 1899 - 1er avril 1949.
  - Cauterets - La Raillère - 2 août 1897 - été 1970.
- Perpignan - traction électrique, septembre 1900 - octobre 1955. Voir Tramway de Perpignan.
- Rodez - traction électrique, 1902 - 1920.
- Sète - traction électrique, 1901 - 1935. Voir Tramway de Sète.
- Toulouse - traction hippomobile, 30 juillet 1887 - ? ; traction électrique, 23 avril 1903 - 7 juillet 1957. Voir Ancien tramway de Toulouse. Réintroduit le 11 décembre 2010. Voir Tramway de Toulouse.
- Valras-Plage - traction hippomobile, 1879 - ? ; traction électrique, 1901 - 1948.

### Pays de la Loire
- Angers - traction électrique, 21 mai 1896 - mai 1949. Réintroduit le 25 juin 2011. Voir Tramway d'Angers et Ancien tramway d’Angers.
- Le Mans - traction électrique, 1897 - 1947. Réintroduit le 17 novembre 2007. Voir Tramway du Mans.
- Les Sables-d'Olonne - traction électrique, 1898 - 1925. Voir Tramway des Sables-d'Olonne.
- Nantes - traction à air comprimé (système Mékarski), 13 février 1879 - 1917 ; traction électrique, 1913 - 25 janvier 1958. Réintroduit le 7 janvier 1985. Voir Tramway de Nantes et Ancien tramway de Nantes.

### Provence-Alpes-Côte d'Azur
- Avignon - traction électrique, 1899 - 1932 (voir Tramway d'Avignon) en cours de réintroduction pour juin 2019.
- Aubagne -  réintroduction mis en service le 1er septembre 2014 (voir Tramway d'Aubagne)
- Cannes - traction électrique, 25 février 1899 - 11 mai 1933 (voir Tramway de Cannes).
- La Ciotat - traction électrique, 1935 - 1955.
- Marseille - traction hippomobile 21 janvier 1876 - ? ; traction vapeur, 1892 - ? ; traction électrique, 1900 - 28 janvier 2004 (pour reconstruction), rouvert le 3 juillet 2007. Voir Tramway de Marseille.
Tramways suburbains :
  - Marseille - Aix-en-Provence - traction électrique, 1903 - 1948.
  - Marseille - Aubagne - traction électrique, 10 juin 1905 - 23 juin 1958.
- Nice - traction hippomobile, 27 février 1878 - ? ; traction électrique, 1900 - 10 janvier 1953. Ligne de nouvelle génération inaugurée le 24 novembre 2007. Voir Tramway de Nice et Tramway de Nice et du Littoral.
- Toulon - traction hippomobile, juillet 1886 - 1897 ; traction électrique, juillet 1897 - 15 avril 1954. Voir Tramway de Toulon.

## Grèce
| Ville   | Longueur du réseau | Longueur additionnée des lignes | Nombre de lignes | Nombre de stations | Année ouv./élect. | Article et références | Carte |
| ------- | ------------------ | ------------------------------- | ---------------- | ------------------ | ----------------- | --------------------- | ----- |
| Athènes | 27                 | 54                              | 3                | 48                 | 2004              | Tramway d'Athènes     |       |

- Athènes traction hippomobile, ? - ? ; traction électrique ? - 1960. Réintroduit le 19 juillet 2004 pour les Jeux olympiques d'été. Voir Tramway d'Athènes.
  - Athènes - Palaio Phaliro - Neo Phaliro - traction vapeur, ? - ?. Électrifié et incorporé au réseau athénien. Le nouveau tramway d'Athènes dessert à nouveau Palaio Phaliro et Neo Phaliro.
  - Le Pirée - traction électrique, ? - 196x. Desservi à nouveau par le nouveau tramway athénien.
  - Le Pirée - Pérama - traction électrique, 1936 - 1977.
- Kalamata - traction électrique, ? - ?.
- Karlóvasi (île de Samos) - traction hippomobile, ? - ?.
- Patras - traction hippomobile, ? - ? ; traction vapeur, ? - ? ; traction électrique, 1902 - ?. Réintroduction prévue
- Thessalonique - traction électrique, 1907 - 1957. Réintroduction prévue
- Volos - traction vapeur, ? - ?.

## Hongrie
| Ville    | Longueur du réseau | Longueur additionnée des lignes | Nombre de lignes | Nombre de stations | Année ouv./élect. | Article et références | Carte |
| -------- | ------------------ | ------------------------------- | ---------------- | ------------------ | ----------------- | --------------------- | ----- |
| Budapest | 156,85             | 349                             | 33               | 627                | 1889              | Tramway de Budapest   |       |
| Debrecen | 4,6                | 4,6                             | 2                | 26                 | 1911              | Tramway de Debrecen   |       |
| Miskolc  | 12                 | 18                              | 2                | 25                 | 1897              | Tramway de Miskolc    |       |
| Szeged   | 17                 | 28,6                            | 5                | 45                 | 1908              | Tramway de Szeged     |       |

- Békéscsaba - traction hippomobile, ? - ?.
- Budapest - traction hippomobile, 30 juillet 1866 - ? ; traction électrique, 30 juillet 1889 - aujourd'hui. Voir Tramway de Budapest.
- Cegléd - traction vapeur, ? - ?.
- Debrecen - traction hippomobile, ? - ? ; traction électrique, 15 mars 1911 - aujourd'hui. Voir Tramway de Debrecen.
- Miskolc - traction hippomobile, ? - ? ; traction électrique, 10 juillet 1897 - aujourd'hui. Voir Tramway de Miskolc
- Nyíregyháza - traction électrique, 5 août 1911 - 31 mai 1969.
- Pécs - traction électrique, 20 octobre 1913 - août 1960.
- Sopron - traction électrique, 28 avril 1900 - 31 mai 1923.
- Szeged - traction hippomobile, ? - ? ; traction électrique, 1er décembre 1908 - aujourd'hui. Voir Tramway de Szeged.
- Szombathely - traction électrique, 5 juin 1897 - 20 août 1974.

## Irlande
| Ville  | Longueur du réseau | Longueur additionnée des lignes | Nombre de lignes | Nombre de stations | Année ouv./élect. | Article et références | Carte |
| ------ | ------------------ | ------------------------------- | ---------------- | ------------------ | ----------------- | --------------------- | ----- |
| Dublin | 38,2               | 38,2                            | 2                | 54                 | 2004              | Tramway de Dublin     |       |

- Arigna - traction vapeur, 1887 - 1959.
- Cork - traction hippomobile, 12 septembre 1872 - décembre 1875 ; traction électrique, 22 décembre 1898 - 30 septembre 1931.
- Dublin - traction hippomobile, 1er février 1872 - 1901 ; traction électrique, 16 mai 1896 - 3 juillet 1949. Exploitation suspendue durant 1944, jusqu'au 2 octobre, par pénurie de charbon. Nouveau réseau Luas lancé le 30 juin 2004, voir Tramway de Dublin. Un métro léger est prévu.
  - Dublin - Dún Laoghaire - Dalkey - traction hippomobile, ouvert par étapes du 17 mars 1879 au 9 juillet 1885 ; traction vapeur, ? - ? ; traction électrique, 16 mai 1896 - 3 juillet 1949.
  - Dublin - Lucan - traction vapeur, ouvert par étapes du 1er juin 1881 au 1er février 1883 ; traction électrique, 1900 - 14 avril 1940. Gestion séparée jusqu'en 1925.
    - Lucan - Leixlip - traction vapeur, 1889 - 1900 ; traction électrique, 1900 - 1925.

  - Dublin - Howth - traction électrique, 26 juillet 1900 - 29 mars 1941.
  - Howth Head (Hill of Howth Tramway) - traction électrique, 17 juin 1901 - 1er juin 1959. Service suspendu de juin à septembre 1944 par pénurie de charbon.
- Galway - Salthill - traction hippomobile, 1879 - 1918.

## Italie
| Ville            | Longueur du réseau | Longueur additionnée des lignes | Nombre de lignes | Nombre de stations | Année ouv./élect. | Article et références  | Carte |
| ---------------- | ------------------ | ------------------------------- | ---------------- | ------------------ | ----------------- | ---------------------- | ----- |
| Bergame – Albino | 12,5               | 12,5                            | 1                | 16                 | 2009              | Tramway Bergame Albino |       |
| Cagliari         | 6,3                | 6,3                             | 1                | 9                  | 2008              | Tramway de Cagliari    |       |
| Florence         | 7,8                | 7,8                             | 2                | 14                 | 2010              | Tramway de Florence    |       |
| Messine          | 7,7                | 7,7                             | 1                | 18                 | 2003              | Tramway de Messine     |       |
| Milan            | 170                |                                 | 19               |                    | 1893              | Tramway de Milan       |       |
| Naples           | 11,8               |                                 | 3                | 35                 | 1899              | Tramway de Naples      |       |
| Palerme          | 15                 |                                 | 3                | 46                 | 2014              | Tramway de Palerme     |       |
| Rome             | 40                 | 50,4                            | 6                | 100                | 1895              | Tramway de Rome        |       |
| Sassari          | 4,331              | 4,331                           | 1                | 8                  | 2006              | Tramway de Sassari     |       |
| Turin            | 84                 | 220                             | 10               | 187                | 1898              | Tramway de Turin       |       |

Classement par Régions.

### Abruzzes
- L'Aquila - trolleybus, ? - ?. Construction d'une ligne de Translohr annulée à la suite du tremblement de terre du 6 avril 2009.
- Chieti - traction électrique, 1905 - 1944.
- Pescara - traction électrique, 1934 - 1960.
- Sulmona - traction électrique, 28 décembre 1908 - 10 décembre 1944.

### Calabre
- Catanzaro - traction électrique, 10 août 1910 - 1954. Une partie de la ligne desservie en traction funiculaire à l'instar du tramway de Trieste fut réactivée comme simple funiculaire en 1998.
- Reggio de Calabre - traction électrique, 1912 (?) - 1928.

### Campagnie
- Naples (urbain) - traction hippomobile, 1875 - ? ; traction électrique, 1899 - aujourd'hui.
  - Naples - Aversa - traction électrique, 1899 - 1962.
  - Naples - Bagnoli - Pouzzoles - traction électrique, 1902 - 1948.
  - Naples - Caivano - traction électrique, 1902 - 1958.
  - Naples - Frattamaggiore - traction électrique, 1904 - 1961.
  - Naples - Giugliano in Campania - traction électrique, 1900 - 1960.
  - Naples - Portici - Resina - Torre del Greco - traction hippomobile, 1877 - ? ; traction électrique, 1903 - 1958.
  - Naples - Santa Maria Capua Vetere - traction électrique, 1913 - 1976.
  - Naples - Secondigliano - traction électrique, 1907 - 1959.
  - Castellammare di Stabia - Sorrente - traction électrique, 23 janvier 1906 - 6 janvier 1948. Parcours repris par la Ferrovia Circumvesuviana.
- Salerne (urbain) - traction électrique, 1922 - 1937.
  - Salerne - Pompei - traction électrique, 1909 - 1952.

### Émilie-Romagne
- Bologne - traction hippomobile, 1880 - ? ; traction électrique, 1903 - 1963. Tramway électrique en projet.
  - Bologne - Casalecchio di Reno - Vignola - traction vapeur, 5 avril 1883 - 1938 ; section urbaine Bologne - Casalecchio di Reno électrifiée en 1907. Section Casalecchio - Vignola transformée en chemin de fer classique à partir du 28 octobre 1938.
  - Bologne - Imola - traction vapeur, 20 juin 1886 - 24 septembre 1935.
  - Bologne - Malalbergo - traction vapeur, 19 mai 1891 - 1935 ; traction diesel (autorail) 1935 - 1957.
  - Bologne - Pieve di Cento - traction vapeur, 16 septembre 1889 - 1935 ; traction diesel (autorail) 1935 - 1er novembre 1957.
- Ferrare (urbain) - traction hippomobile, 25 octobre 1903 - ? ; traction électrique 12 juillet 1910 - 31 mai 1938.
  - Ferrare - Ostellato - Codigoro - traction vapeur, ? - ?
  - Ferrare - Pontelagoscuro - traction électrique, 25 mars 1912 - 31 mars 1939.
- Fidenza - Salsomaggiore Terme - traction vapeur, 1890 - 1937. Transformé en chemin de fer classique.
- Forlì - traction vapeur, ? - ?.
- Lugo - Fusignano - Alfonsine - traction ?, ? - ?
- Modène (urbain) - traction hippomobile, 1881 - 1912 ; traction électrique, 1912 - 1950.
  - Castelfranco Emilia - Bazzano - traction vapeur, octobre 1912 - 1934.
  - Modène - Montale - Maranello - traction vapeur, 1893 - 1937.
- Ostellato - Porto Garibaldi - traction ?, 1911 - 1945.
- Parme (urbain) - traction hippomobile, 1892 - ? ; traction électrique, 1910 - 1951.
  - Parme - Fidenza - traction ?, 190x - ?
  - Parme - Fornovo - traction électrique, 1910 - 1954.
  - Parme - Langhirano - traction ?, 1892 - ?
  - Pontetaro - Medesano - traction ?, 190x - ?
  - Stradella - Calestano - traction électrique, 1908 - 1945.
- Plaisance (urbain) - traction électrique, 1910 - 1955.
  - Plaisance - Agazzano - traction ?, 1907 - 1933.
  - Plaisance - Bettola - traction ?, 1881 - 1933. Transformé en chemin de fer classique.
  - Plaisance - Lugagnano - traction ?, 1898 - 1938.
  - Plaisance - Nibbiano - traction ?, 1893 - 1935.
  - Plaisance - San Rocco al Porto - traction électrique, ? - 1955.
- Ravenne - Forlì - Meldola - traction ?, ? - ?
- Ravenne - Porto Corsini - traction ?, ? - ?
- Reggio d'Émilie - traction électrique (?). D'après Peschkes (2e partie, 1987, page 96) l'existence de ce tramway ne serait confirmée que par une seule source.
- Rimini - traction hippomobile, 1877 - 1921 ; traction électrique, 1921 (?) - 1939.

### Frioul-Vénétie Julienne
- Gorizia - traction électrique, 1909 - 1933.
- Trieste (urbain) - traction hippomobile, 1876 - ? ; traction électrique, 1900 - 1970.
  - Trieste - Villa Opicina - traction électrique, 1902 - aujourd'hui.
- Udine (urbain) - traction hippomobile, 1887 - ? ; traction électrique, 1908 - 1952.
  - Udine - San Daniele del Friuli - traction vapeur, 1889 - 1955.
  - Udine - Tarcento - traction électrique, 1915 - 1959.

### Latium
- Anzio - Nettuno - traction électrique, 1910 - 1939.
- Fiuggi - traction électrique, 1917 - 1962.
- Frosinone - traction électrique, 1917 - 1937.
- Latina - Construction d'une ligne de Translohr prévue pour 2014.
- Rome (urbain) - traction hippomobile, 1877 - ? ; traction électrique, 1890, 1895 - aujourd'hui.
  - Rome - Tivoli - traction vapeur, 1879 - 1931. Rouvert en 1934 en tant que raccordement marchandises.
  - Réseau suburbain STFER - traction électrique, 1903 - 1980. Repris en partie par le métro.
  - Rome - Civita Castellana - traction électrique, 1906 - 1932. Transformé en chemin de fer classique.
  - Portonaccio - Ciampino - Marino - traction vapeur, 1880 - 1889.

### Ligurie
- Gênes - traction hippomobile, 1878 - ? ; traction vapeur, ? - ? ; traction électrique, 1893 - 1966. Ligne de LRT ouverte le 13 juin 1990, le tronçon initial réutilisant un tunnel du tramway.
  - Funiculaire Principe - Granarolo - traction électrique, 1898 - Aujourd'hui. Malgré l'appellation officielle de funiculaire, il s'agit bel et bien d'un tramway à crémaillère.
- Oneille - Port-Maurice (Imperia) - traction électrique, 1926 - 1947.
- Ospedaletti - Taggia (San Remo) - traction électrique, 1913 - 1948.
- Savone - traction électrique, 1912 - 1948.
- Sestri Levante - traction hippomobile, ? - ?.
- La Spezia - traction électrique, 1902 - 1953.
- Vintimille - Bordighera - traction électrique, 1901 - 1936.

### Lombardie
- Bisuschio - Viggiù - traction électrique, 1912 - 1951.
- Bergame (urbain) - traction électrique, 1898 - 1958.
  - Bergame - Albino - traction électrique, 1912 - 1953. Remise en service (avec réutilisation d'une ancienne ligne de chemin de fer) le 25 avril 2009.
  - Bergame - Lovere - traction vapeur, ? - ?.
  - Bergame - Sarnico - traction vapeur, ? - ?.
  - Bergame - Treviglio - Lodi - traction vapeur, 1879 - 1929.
- Brescia (urbain) - traction hippomobile, 12 juin 1882 - 31 décembre 1906 ; traction électrique, 1906 - 1949.
  - Brescia - Carpenedolo - traction vapeur, 1882 - ? ; traction électrique, ? - 1952.
  - Brescia - Cellatica - Gussago - traction électrique, 20 janvier 1907 - 1953.
  - Brescia - Desenzano / Mantoue - Ostiglia - traction vapeur, 25 juin 1885 - juillet 1952.
  - Brescia - Gambara / Ostiano - traction électrique, 13 septembre 1914 - 20 septembre 1948.
  - Brescia - Gardone Val Trompia - Tavernole sul Mella - traction vapeur, 20 février 1882 - ? ; traction électrique, 2 août 1907 - 1954.
  - Brescia - Idro - traction vapeur, 21 juin 1881 - ? ; traction électrique, 27 juin 1910 - 1932.
  - Brescia - Salò - Gargnano - traction vapeur, 1er mai 1887 - ? ; traction électrique, 27 juin 1910 - 9 juillet 1954.
  - Brescia - Soncino - traction vapeur, 22 avril 1881 - 1907 ; traction électrique, 1907 - février 1954.
- Cassano Magnago - Gallarate - Lonate Pozzolo - traction électrique, 1931 - 1951.
  - Castiglione delle Stiviere - Desenzano - traction vapeur, 1911 - 1935.
- Certosa di Pavia - traction hippomobile, 189x - 1943. Ultime tram hippomobile d'Italie.
- Côme (urbain) - traction électrique, 1899,1906 - 1952. Réintroduction prévue.
  - Côme - Cantù - Asnago - traction électrique, 1907 - 1951.
  - Côme - Cernobbio - traction électrique, 1911 - 1938.
  - Côme - Erba - Lecco - traction électrique, 1912 - 1955.
  - Côme - Mozzate - traction électrique, 1910 - 1955.
  - Côme - Ponte Chiasso - traction électrique, 1910 - 1938.
- Crémone (urbain) - traction électrique, 17 mai 1916 - 28 novembre 1940.
  - Crémone - Casalmaggiore - traction vapeur, 13 juillet 1888 - ? ; traction essence, 1934 - 14 mars 1954.
    - Ca' de Soresini (San Martino del Lago) - San Giovanni in Croce - traction hippomobile, 15 septembre 1888 - ? ; traction vapeur, 1er octobre 1928.

  - Crémone - Ostiano - traction vapeur, 2 février 1889 - 1933 ; traction essence 1933 - 22 mai 1955.
- Cusano - Cinisello - Monza - traction vapeur, 1890 - 1915.
- Iseo - Rovato / Chiari - traction vapeur, 26 novembre 1897 - 31 décembre 1915.
- Lecco (urbain) - traction électrique, 1927 - 1953.
- Lovere - Cividate Camuno - traction vapeur, 7 août 1901 - août 1917.
- Mantoue (urbain) - traction hippomobile, 1909 - ? ; traction électrique, 1914 - 1933.
  - Mantoue - Asola - traction vapeur, 1886 - ? ; traction électrique par accumulateurs, ? - 1935.
    - Medole - Casaloldo - traction ?, ? - ?, connectait les lignes Mantoue - Asola et Mantoue - Brescia.

  - Mantoue - Ostiglia - traction vapeur, 1886 - 1934.
  - Mantoue - Viadana - traction vapeur, 1886 - ? ; traction électrique par accumulateurs, ? - 1935.
- Milan (urbain) - traction hippomobile, 1881 - 1898 ; traction vapeur, 1878 - 1920 ; traction électrique, 1893 - aujourd'hui.
  - Milan - Cinisello Balsamo - traction électrique, 1913 - 1957.
  - Milan - Corsico - Abbiategrasso - traction hippomobile, 1884 - 1903 ; traction électrique, 1903 - 1966.
  - Milan - Desio - Carate Brianza & Giussano - traction vapeur, 1881 - ? ; traction électrique, 1926 - 2011. Tronçon Milan - Desio en service en tant que ligne ATM 178.
  - Milan - Gorgonzola - Vaprio d'Adda / Cassano d'Adda - traction vapeur, 6 juin 1878 - ? ; traction électrique, 1918 - 1er février 1978. Tronçon Milan - Gorgonzola repris par la ligne M2 du métro inaugurée le 5 mai 1968.
  - Milan - Legnano - Gallarate - traction ?, 1880 - ? ; traction électrique, 1915 - 1966. Section Legnano - Gallarate fermée en 1951.
  - Milan - Limbiate - traction vapeur, 1882 - ? ; traction électrique, ? - aujourd'hui. Toujours en service entre Milan-Affori et Limbiate en tant que ligne ATM 179.
  - Milan - Magenta / Castano Primo - traction vapeur, 1878 - 30 août 1957.
  - Milan - Melegnano - Lodi - traction vapeur, 1880 - 1937.
  - Milan - Monza - traction hippomobile, 1876 - 1900 ; traction électrique, 1900 - 1966.
  - Milan - Pavie - traction vapeur, 1880 - 1936.
  - Milan - Saronno - Tradate - traction hippomobile, 1877 - ? ; traction vapeur, ? - 1925.
  - Milan - Vimercate - traction vapeur, 1880 - ? ; traction électrique, ? - 1982. Tracé repris en partie par la ligne M2 du métro.
- Monza (urbain) - traction électrique, 1900 - 1956. Réintroduction prévue.
  - Monza - Barzanò - Oggiono - traction vapeur, 1879 - 1915.
  - Monza - Carate - traction vapeur, 1888 - ? ; traction électrique, ? - 1961.
  - Monza - Meda - Cantù - traction électrique, 1910 - 1952.
  - Monza - Trezzo - Bergame - traction vapeur, 1890 - ? ; traction électrique par accumulateurs, ? - 1958.
- Pavie - traction électrique, 1913 - 14 février 1954.
- San Angelo Lodigiano - Lodi - Crema - Soncino - traction vapeur, 1880 - 1931. Section San Angelo Lodigiano - Lodi supprimée vers 1918.
- Saronno - Fino - Côme - traction vapeur, 1880 - 1898. Transformé en chemin de fer classique.
- Stresa - traction électrique, ? - ?.
- Tirano - Campocologno - traction électrique, 1908 - aujourd'hui. Partie en territoire italien de la ligne de la Bernina du chemin de fer rhétique, catégorisée en tramway par les autorités italiennes compétentes depuis 1950.
- Varèse (urbain) - traction électrique, 1895 - 1953. Réintroduction prévue.
  - Varèse - Angera - traction électrique, 23 mars 1914 - 1er septembre 1940.
  - Varèse - Azzate - traction électrique, 15 novembre 1911 - 8 octobre 1949.
  - Varèse - Belforte - traction électrique, 8 février 1916 - 2 décembre 1950.
  - Varèse - Bizzozero (it) - traction électrique, 11 novembre 1907 - 2 décembre 1950.
  - Varèse - Bobbiate - traction électrique, 26 décembre 1909 - 2 décembre 1950.
  - Varèse - Masnago - traction électrique, 29 avril 1905 - 2 décembre 1950.
  - Varèse - Vellone - traction électrique, 24 août 1895 - 31 août 1953.
- Viggiù - traction électrique, 1912 - 1951.
- Voghera - Stradella - traction ?, ? - ?.
- Voghera - Rivanazzano - Salice - traction vapeur, 1891 - 1931.

### Marches
- Ancône (urbain) - traction hippomobile, 1881 - ? ; traction électrique, 1909 - 1949.
  - Ancône - Falconara Marittima - traction électrique, 1913 - 1949.
- Offida - traction électrique, 1926 - 1952.
- Pesaro - traction électrique (?). Selon Peschkes (2e partie, 1987, page 96) seule une carte atteste l'existence de ce réseau.

### Ombrie
- Pérouse - traction électrique, 1899 - 1946.
- Terni (urbain) - traction électrique, 1901 - 1960.
  - Terni - Ferentillo - traction électrique, 1899 - 1960.

### Piémont
- Alexandrie (urbain) - traction vapeur, 1880 - ? ; traction électrique, 7 décembre 1913 - 1952.
  - Alexandrie - Casale Monferrato - traction ?, ? - 1935.
  - Alexandrie - Alexandrie-Mandrogne - traction ?, ? - ?.
- Asti - Canale - traction ?, ? - ?.
- Asti - Casale Monferrato - traction ?, ? - 1935.
- Biella (urbain) - traction électrique, 1911 - 1958.
  - Biella - Balme - traction ?, 1891 - ?.
  - Biella - Borriana - traction électrique, 1925 - 1951.
  - Biella - Cossato - Valle Mosso - traction électrique, 1891 - 1958.
  - Biella - Mongrando - traction électrique, 1891 - 1951.
  - Biella - Oropa - traction électrique, 1911 - 1958.
  - Biella - Verceil - traction ?, 1890 - 1933.
- Coni (urbain) - traction électrique, ? - ?.
  - Coni - Borgo San Dalmazzo - traction vapeur, 1878 - ?.
  - Coni - Boves - traction ?, ? - ?.
  - Coni - Dronero - traction vapeur, 1879 - ?.
- Dogliani - Monchiero - traction électrique, 1923 - 1953.
- Intra (Verbania) - Omegna - traction électrique, 9 octobre 1910 - 18 octobre 1946.
- Ivrée - Santhià - traction ?, 1882 - 1933.
- Mondovi - San Michele - traction électrique, ? - 1953.
- Mondovi - Sanctuaire de Vicoforte - traction vapeur, 1881 - ? ; traction électrique, ? - ?.
- Mortara - Lomello - Pieve di Cairo - traction ?, ? - ?.
- Novare - Vigevano - Lomello - traction ?, ? - 1934.
- Novi Ligure - Ovada - traction vapeur, 1881 - ? ; traction diesel, ? - 1953.
- Pignerol - Cavour - traction vapeur, 1882 - 1935.
- Pignerol - Perosa Argentina - traction vapeur, 1886 - ? ; traction électrique, ? - 1968.
- Saluzzo - Coni - traction ?, 1880 - ?.
- Saluzzo - Pignerol - traction vapeur, ? - 1935.
- Saluzzo - Venasca - traction ?, ? - ?.
- Stresa - Mottarone - traction électrique, 1911 - 1962. Crémaillère Strub.
- Tortona - Castelnuovo Scrivia - traction ?, 1895 - 1933.
- Tortona - Sale - traction ?, ? - ?.
- Tortona - Volpedo - traction ?, ? - ?.
- Turin (urbain) - traction hippomobile, 1871 - ? ; traction électrique, 1898 - aujourd'hui. Piazza Castello - Scuola veterinaria première ligne de tramway italienne.
  - dont ligne Sassi - Superga (tramway à crémaillère) - traction électrique, 1943 - aujourd'hui. Ligne desservie de 1884 à 1935 par un tramway funiculaire (système Agudio).
  - Turin - Brusasco - traction vapeur, 1881 - ? ; traction électrique, 1908 - 1949.
  - Turin - Chieri - traction électrique, 1914 - 1955.
  - Turin - Orbassano - Giaveno - traction vapeur, 1882 - ? ; traction électrique, 1914 - 1958.
  - Turin - Pianezza - traction vapeur, 1884 - ? ; traction électrique, ? - 1951.
  - Turin - Piobesi Torinese - traction vapeur, 1882 - 1934 ; traction électrique, 1928 - ?. Devenue ligne 41 du réseau ATM en 1936.
  - Turin - Poirino - traction vapeur, 1881 - ? ; traction électrique, ? - 1949.
  - Turin - Rivoli - traction vapeur, 1871 - ? ; traction électrique, 1914 - 1955.
  - Turin - Saluzzo - traction vapeur, 1882 - ? ; traction électrique par accumulateurs, ? - 1950.
  - Turin - Settimo Torinese - traction vapeur, 1884 - ? ; traction électrique, ? - 1954.
  - Turin - Trofarello - traction vapeur, 1879 - ? ; traction électrique, ? - 1949.
  - Turin - Venaria Reale - traction vapeur, 1888 - ? ; traction électrique, ? - 1951.
  - Turin - Volpiano - traction vapeur, 1883 - 1929, trafic marchandises jusqu'en 1931.
- Valenza - traction électrique, 1914 - 1947.
- Verceil - Borgosesia - traction ?, 1880 - ?.
- Verceil - Casale Monferrato - traction vapeur, 1883 - 1934.
- Verceil - Novare - traction ?, ? - 1934.
- Verceil - Trino - traction électrique (?), ? - 1949.

### Pouilles
- Bari (urbain) - traction électrique, 1909 - 1948.
  - Bari - Barletta - traction vapeur, 1er octobre 1883 - 1959. Dernier tramway vapeur d'Italie, transformé en chemin de fer local en 1965.
  - Bari - Ceglie del Campo - Carbonara - traction électrique, ? - 1952.
- Lecce -  San Cataldo - traction électrique, 1898 - 1933.
- San Severo - Torremaggiore - traction électrique, 1925 - 1962.
- Tarente - traction électrique, 1922 - 1950.

### Sardaigne
- Cagliari (urbain) - traction vapeur, 1888 - ? ; traction électrique, 1912 - 1973. Réintroduit en septembre 2007 sous forme de LRT.
  - Cagliari - Quartu Sant'Elena - traction vapeur, 1892 - ? ; traction électrique, ? - 1963.
- Sassari - traction électrique, 27 octobre 2006 - aujourd'hui.

### Sicile
- Catane (urbain) - traction électrique, 1905 - 1951.
  - Catane - Acireale - traction électrique, 10 février 1915 - 1934.
- Messine (urbain) - traction électrique, 1917 - 1951. Réintroduit le 3 avril 2003. Voir Tramway de Messine.
  - Messine - Barcellona Pozzo di Gotto - traction vapeur, 1890 - 1932. Service interrompu de 1908 à 1911 par le grand tremblement de terre de 1908.
  - Messine - Giampilieri - traction vapeur, 1892 - 191x ; traction électrique, 191x - 1951. Interruption par le séisme de 1908, remise en service en 1911.
- Palerme (urbain) - traction hippomobile, 1874 - ? ; traction électrique 1898 - 1947. Réintroduit le 9 juillet 2014. Voir Tramway de Palerme
  - Palerme - Monreale - traction hippomobile, 1900 - ? ; traction électrique ? - 1946.
- Porto Empedocle - Mine de Lucia - traction hippomobile, 1881 (?) - ? ; traction vapeur, ? - ?. Tramway minier assurant un service passager limité.
- Raddusa - Assoro-Sant'Agostino - traction vapeur, 1883 - ?.
- Trapani - traction électrique, 1919 - 1952.

### Toscane
- Carrare - traction électrique, 1915 - 1955.
- Florence (urbain) - traction hippomobile, 5 avril 1879 - ? ; traction électrique, 1890 - 20 janvier 1958. Réintroduit le 14 février 2010.
  - Florence - Bagno a Ripoli - traction hippomobile, ? - ? ; traction électrique, ? - 1953.
  - Florence - Cascine - traction vapeur, 1880 - 1944. Intégré en 1907 au réseau urbain en tant que ligne 17.
  - Florence - Casellina & Vingone - traction électrique, ? - 1957.
  - Florence - Fiesole - traction vapeur, 1886 - ? ; traction électrique, 1890 - 1938. Premier tramway électrique d'Italie (1890), intégré en 1907 au réseau urbain en tant que ligne 7.
  - Florence - Peretola - Prato - traction vapeur, 1879 - ? ; traction électrique, ? - 1954.
  - Florence - Rovezzano - traction électrique, ? - 1953.
  - Florence - San Casciano in Val di Pesa & Greve in Chianti (Tranvia del Chianti) - traction vapeur, 12 mars 1890 - 31 juillet 1935.
  - Florence - Sesto Fiorentino - traction vapeur, 1881 - ? ; traction électrique, ? - 1952. Intégré au réseau urbain en 1907 en tant que ligne 18 (ligne 28 en 1946).
  - Florence - Settignano - traction électrique, ? - 1937.
  - Florence - Signa - traction vapeur, 1881 - novembre 1921.
  - Florence - Tavarnuzze - traction électrique, ? - 1957.
  - Florence - Trespiano - traction électrique, ? - 1950.
- Livourne - traction hippomobile, 1881 - ? ; traction électrique, 1897 - 1944 (?). Réintroduction prévue.
- Lucques - Maggiano - traction électrique, 1907 - 1957.
- Lucques - Monsummano - traction électrique, 1907 - 1957.
- Lucques - Ponte a Moriano - traction ?, 1883 - 1897.
- Massa - traction vapeur, ? - ?.
- Montepulciano - traction vapeur, ? - ?.
- Montevarchi (périurbain, Tramvia Valdarnese) - traction électrique, 24 janvier 1914 - 1937.
- Pise (urbain) - traction électrique, 1912 - 1952. Réintroduction prévue.
  - Pise - Pontedera - traction vapeur, 1881 - 1938 ; traction diesel, 1938 - 1951.
  - Pise - Marina di Pisa - traction vapeur, 1892 - 1932.
- Viareggio (urbain) - traction électrique, 1909 - 1944 ?.
  - Viareggio - Camaiore - traction ?, ? - ?.
  - Viareggio - Forte dei Marmi / Pietrasanta - traction électrique, ? - 1945.

### Trentin-Haut-Adige
- Bolzano (urbain) - traction électrique, 1er juillet 1909 - 24 décembre 1948.
  - Soprabolzano - Collalbo (Rittnerbahn ou Ferrovia del Renon) - traction électrique, 13 août 1907 - aujourd'hui. Section à crémaillère Stazione Renon - Maria Assunta - 29 février 1908 - 16 juillet 1966.
- Dermulo (Taio) - Fondo - Col de la Mendola - traction électrique, 1er septembre 1909 - 1er février 1934.
- Merano (urbain) - traction électrique, 9 mai 1908 - 25 mai 1956.
  - Merano - Lana - traction électrique, 12 août 1906 - 9 mai 1950.
- Lana - Postal (Ferrovia Lana - Postal) - traction électrique, 13 décembre 1913 - 26 juillet 1959. Trafic marchandises jusqu'au 30 avril 1974.
- Trente - Malè - traction électrique, 14 septembre 1909 - 1961. Transformé en chemin de fer local.

### Vallée d'Aoste
- Cogne - Pila, transformation prochaine en tramway d'une ancienne ligne minière.

### Vénétie
- Este - Sant'Elena - traction électrique , 15 juillet 1906 - 1934.
- Padoue (urbain) - traction hippomobile, 1883 - ? ; traction électrique, 1907 - 1954. Un Translohr est en service depuis le 29 octobre 2007.
  - Padoue - Abano Terme - Torreglia - traction électrique, 1911 - 1952.
  - Padoue - Bagnoli di Sopra - traction vapeur, 1886 - ? ; traction électrique, ? - 1954.
  - Padoue - Malcontenta - Fusina - traction vapeur, 14 septembre 1885 - ? ; traction électrique, 19 mai 1909 - 1er février 1954.
  - Padoue - Piove di Sacco - traction vapeur, 1890 - ? ; traction électrique, ? - 1954.
- Trévise - traction  électrique, 1910 - 1938.
- Venise :
  - Tramway du Lido de Venise - traction vapeur, 1882 - ? ; traction électrique, 1907 - 1941.
  - Venise-Mestre (urbain) - traction hippomobile, 1891 - ? ; traction électrique, 1905 - 1933. Un Translohr est en service depuis le 19 december 2010 (→ Tramway de Mestre).
    - Venise-Mestre - Trévise - traction électrique, 1909 - 1938.
    - Venise-Mestre - Mirano - traction électrique, 1912 - 1937.
    - Venise-Mestre - San Giuliano - traction électrique, 1906 - 1933.
- Vérone (urbain) - traction hippomobile, 1884 - ? ; traction électrique, 1908 - 1954.
  - Caldiero - Tregnago - traction électrique, 1921 - 1956.
  - Vérone - Grezzana - traction électrique, 1922 - 1958.
  - Vérone - San Bonifacio - traction électrique, 1912 - 1961.
  - Villanova - San Giovanni Ilarione - traction électrique, 1929 - 1956.
- Vicence - traction électrique, 1910 - 1951.
  - Vicence - Bassano - traction ? , ? - ?.
  - Vicence - Noventa Vicentina - Montagnana - traction ? , ? - 1979.
  - Vicence - Valdagno - Recoaro Terme - traction vapeur, 1879 - ? ; traction diesel, ? - ? ; traction électrique, 1910 - 1980.
  - Réseau suburbain SV :
    - Montebelluna - Asolo - traction électrique, 1913 - 1931.
    - Montebelluna - Valdobbiadene - traction électrique, 1914 - 1931.
    - Schio - Arsiero - traction vapeur, 1885 - 1949.
    - Schio - Torrebelvicino - traction vapeur, 1885 - 1926.
    - Susegana - Pieve di Soligo - traction vapeur, 1913 - 1931.

## Lettonie
| Ville      | Longueur du réseau | Longueur additionnée des lignes | Nombre de lignes | Nombre de stations | Année ouv./élect. | Article et références | Carte |
| ---------- | ------------------ | ------------------------------- | ---------------- | ------------------ | ----------------- | --------------------- | ----- |
| Daugavpils |                    | 21,3                            | 3                | 37                 | 1946              | Tramway de Daugavpils |       |
| Liepāja    | 6,9                | 6,9                             | 1                | 15                 | 1899              | Tramway de Liepāja    |       |
| Riga       | 99,52              | 122,94                          | 9                | 243                | 1901              | Tramway de Riga       |       |

- Daugavpils - traction hippomobile, ? - ? ; traction électrique, 5 novembre 1946 - aujourd'hui.
- Kemeri - traction électrique, 16 juin 1912 - 1935 (?).
- Liepaja - traction électrique, 26 septembre 1899 - aujourd'hui.
- Rīga - traction hippomobile, 4 septembre 1882 - 1901, 23 août 1903 - 1909 ; traction électrique, 23 juillet 1901 - aujourd'hui.

## Lituanie
- Kaunas - traction hippomobile, 5 juin 1892 - 15 avril 1929 ; traction vapeur, 1914 - 1936.
- Klaipėda - traction électrique, 18 août 1904 - octobre 1934, 1950 - 1967.
- Palanga - traction hippomobile, ? - ?.
- Vilnius - traction hippomobile, 15 juin 1893 - 1915; traction essence, 1914 - 1926. Tramway électrique en projet.

## Luxembourg
| Ville      | Longueur du réseau | Longueur additionnée des lignes | Nombre de lignes | Nombre de stations | Année ouv./élect. | Article et références | Carte |
| ---------- | ------------------ | ------------------------------- | ---------------- | ------------------ | ----------------- | --------------------- | ----- |
| Luxembourg | 5,1                | 16,1                            | 1                | 13                 | 2017              | Tramway de Luxembourg |       |

- Tramways intercommunaux du canton d'Esch-sur-Alzette (TICE) - traction électrique, 1927 - 22 septembre 1956.
- Luxembourg
  - Ancien réseau : traction hippomobile, 22 février 1875 - août 1908 ; traction électrique, 8 août 1908 - 5 septembre 1964.
  - Réseau actuel : 10 décembre 2017 - aujourd'hui.

## Malte
- La Valette - traction électrique, 23 février 1905 - 15 décembre 1929.

## Moldavie
- Chișinău - traction hippomobile 1889 - 1913, traction électrique 1913-1961[1].

## Monaco
- Monte-Carlo - traction électrique, 14 mai 1898 - 21 janvier 1932.

## Norvège
| Ville     | Longueur du réseau | Longueur additionnée des lignes | Nombre de lignes | Nombre de stations | Année ouv./élect. | Article et références | Carte |
| --------- | ------------------ | ------------------------------- | ---------------- | ------------------ | ----------------- | --------------------- | ----- |
| Bergen    | 9,8                | 9,8                             | 1                | 15                 | 2010              | Métro léger de Bergen |       |
| Oslo      | 131,4              |                                 | 6                | 99                 | 1894              | Tramway d'Oslo        |       |
| Trondheim | 8,8                | 8,8                             | 1                | 21                 | 1990              | Tramway de Trondheim  |       |

- Bergen - traction électrique, 13 juillet 1897 - 31 décembre 1965. Réintroduit sous forme de métro léger le 22 juin 2010, voir Bybanen i Bergen.
- Oslo - traction hippomobile, 5 octobre 1875 - 14 janvier 1900 ; traction électrique, 3 mars 1894 - aujourd'hui.
- Trondheim - traction électrique, 3 décembre 1901 - 12 juin 1988. Ligne suburbaine (Gråkallbanen) rouverte le 18 août 1990.

## Pays-Bas
| Ville                            | Longueur du réseau | Longueur additionnée des lignes | Nombre de lignes | Nombre de stations | Année ouv./élect. | Article et références | Carte |
| -------------------------------- | ------------------ | ------------------------------- | ---------------- | ------------------ | ----------------- | --------------------- | ----- |
| Amsterdam                        | 95                 | 213                             | 16               |                    | 1900              | Tramway d'Amsterdam   |       |
| La Haye                          | 105                |                                 | 14               |                    | 1904              | Tramway de La Haye    |       |
| La Haye – Rotterdam – Zoetermeer | 60                 |                                 | 3                | 73                 | 2006              | RandstadRail          |       |
| Rotterdam                        | 75                 |                                 | 8                |                    | 1905              | Tramway de Rotterdam  |       |
| Utrecht Nieuwegein               | 10,3               | 10,3                            | 1                | 25                 | 1983              | Tramway d'Utrecht     |       |

Classement par provinces

### Brabant-Septentrional
- Bois-le-Duc - traction hippomobile, ? - ? ; traction vapeur, ? - ?.
- Breda - traction hippomobile, ? - ?.
- Eindhoven - traction hippomobile, ? - ?.
- Mont-Sainte-Gertrude - traction hippomobile, ? - ?.
- Vught - traction hippomobile, ? - ? ; traction vapeur, ? - ?.

### Groningue
- Groningue - traction hippomobile, 1880 - 1910 ; traction essence, ? - ? ; traction électrique, 1910 - 1949.

### Gueldre
- Apeldoorn - traction hippomobile, 1897 - 1917 ; traction essence, 1919 - 1922.
- Arnhem – traction hippomobile, 1880  - ? ; traction électrique, 1911 - 17 septembre 1944. Détruit pendant la seconde guerre mondiale, remplacement par trolleybus.
  - Tramway historique, ouvert en 1996 dans le cadre du musée du patrimoine national.
- Groenlo - traction hippomobile, ? - ? ; traction vapeur, ? - ? ; traction essence, ? - ?.
- Nimègue - traction hippomobile, 1889 - 1911 ; traction vapeur, ? - ? ; traction électrique, 1911 - 1955.
- Zaltbommel - traction hippomobile, ? - ?.
- Zutphen - traction hippomobile, ? - ?.

### Hollande-Méridionale
- Capelle aan den IJssel - traction vapeur, ? - ?.
- Dordrecht - traction hippomobile, ? - ?.
- La Haye - traction hippomobile, 25 juin 1864 - 1907 ; traction vapeur, 1er juillet 1879 - ? ; traction électrique par accumulateurs, 2 août 1890 - ? ; traction essence, ? - ? ; traction électrique par fil aérien, 6 août 1904 - aujourd'hui. Première section souterraine (Semimetro) ouverte le 16 octobre 2004.
  - La Haye - Schéveningue - traction hippomobile, 25 juin 1864 - ? ; traction vapeur, 1er juillet 1879 - ? ; traction électrique, 6 août 1904 - aujourd'hui.
  - La Haye - Delft - traction hippomobile, 24 juin 1866 - 1887 ; traction vapeur, 1887 - 1924 ; traction électrique, 1924 - aujourd'hui.
    - antenne de Voorburg, 1934 - aujourd'hui.

  - La Haye - Leyde - traction vapeur, 1881 - ? ; traction électrique, 25 janvier 1924 - 9 novembre 1961.
  - La Haye - Leyde, ligne du réseau de La Haye (HTM, Gele Tram) - traction électrique, 1925 - 31 décembre 1960.
- Leyde - traction hippomobile, 1871 - 1911 ; traction électrique, 1911 - 7 octobre 1960. ** Leyde - Haarlem (NZH, Blauwe Tram) - traction vapeur, 16 mai 1881 - ? ; traction électrique, ? - 2 janvier 1949.
  - Leyde - Noordwijk (NZH, Blauwe Tram) - traction vapeur, 21 juin 1885 - 7 octobre 1960.
  - Leyde - Katwijk (NZH, Blauwe Tram) - traction vapeur, 4 juin 1881 - 7 octobre 1960.
- Rotterdam - traction hippomobile, 1er juin 1879 – 18 mai 1925 ; traction vapeur, ? - ? ; traction essence, 19 mai 1924 – 25 octobre 1928 ; traction électrique, 18 septembre 1905 - aujourd'hui.
- Schiedam - traction hippomobile, ? - ?.

### Hollande-Septentrionale
- Alkmaar - traction hippomobile, ? - ?.
- Amsterdam traction hippomobile, 3 juin 1875 – 7 août 1916, 1921 – 1922 ; traction électrique, 14 août 1900 - aujourd'hui.
  - Amsterdam - Edam - Volendam (NZH, Blauwe Tram) - traction vapeur, 13 décembre 1888 - ? ;  traction électrique, ? - 30 septembre 1956 (Edam - Volendam ouvert le 1er décembre 1932).
    - antenne vers Purmerend, 22 juin 1894 - 14 mai 1949.

  - Amsterdam - Haarlem - Zandvoort (NZH, Blauwe Tram) - traction électrique, 3 juillet 1899 - 31 août 1957 (la section Haarlem - Zandvoort fut la première électrifiée aux Pays-Bas).
- Bergen - traction hippomobile, ? - ?.
- Castricum - traction hippomobile, ? - ? ; traction électrique, ? - ?.
- Haarlem - traction hippomobile, 28 mai 1878 - 1911 ; traction électrique, 1911 - 31 octobre 1948.
- Hilversum - traction hippomobile, ? - ?.
- Le Helder - traction vapeur, ? - ?.
- Zandvoort - traction hippomobile, ? - ?.

### Limbourg
- Heerlen - traction vapeur, ? - ? ; traction électrique, 1923 - 1950.
  - Kerkrade - Heerlen - Brunssum - Hoensbroek - Ruremonde (Limburgse Tramweg Maatschappij ou LTM), traction ?, ? - ?.
- Maastricht - traction hippomobile, ? - ?.
  - Construction programmée d'un LRT Hasselt (Belgique) - Maastricht, exploitation prévue par la compagnie belge-flamande De Lijn.
- Venlo - Steyl - traction hippomobile, ? - ? ; traction essence, ? - ?.
- Venray - traction hippomobile, ? - ?.

### Overijssel
- Deventer - traction hippomobile, ? - ?.
- Enschede - traction électrique, 5 juillet 1908 - 28 février 1933.
- Zwolle - traction hippomobile, ? - ?.

### Utrecht
- Amersfoort - traction hippomobile, ? - ?.
- Baarn - traction hippomobile, ? - ? ; traction vapeur, ? - ?.
- Oudewater - traction hippomobile, ? - ? ; traction essence, ? - ?.
- Utrecht - traction hippomobile, 1879 - 1906 ; traction électrique, 1906 - 1939.
  - Utrecht - De Bilt - Zeist - Amersfoort - Driebergen - Rhenen - Arnhem (Nederlandsche Buurtspoorweg-Maatschappij ou NBM) - traction ?, 1927 - 1949 (Utrecht - Zeist  étant la dernière section à avoir été en service).
  - Utrecht – Nieuwegein - 17 décembre 1983 - aujourd'hui.
- Zeist - traction hippomobile, ? - ?.

### Zélande
- Flessingue - Middelbourg - traction vapeur, 1885 - 1910 ; traction électrique, 1910 - 1944.
- Tholen - traction vapeur, ? - ? ; traction essence, ? - ?.

## Pologne
| Ville               | Longueur du réseau | Longueur additionnée des lignes | Nombre de lignes | Nombre de stations | Année ouv./élect. | Article et références          | Carte |
| ------------------- | ------------------ | ------------------------------- | ---------------- | ------------------ | ----------------- | ------------------------------ | ----- |
| Bydgoszcz           | 41,4               | 72,2                            | 9                | 61                 | 1896              | Tramway de Bydgoszcz           |       |
| Cracovie            | 86,5               | 334                             | 27               | 151                | 1882              | Tramway de Cracovie            |       |
| Częstochowa         | 14,7               | 18,5                            | 3                | 32                 | 1959              | Tramway de Częstochowa         |       |
| Elbląg              | 15                 | 32                              | 5                | 35                 | 1895              | Tramway d'Elbląg               |       |
| Gdańsk              | 52,2               | 116,6                           | 12               | 211                | 1873              | Tramway de Gdańsk              |       |
| Gorzów Wielkopolski | 25                 | 33,2                            | 5                | 28                 | 1889              | Tramway de Gorzów Wielkopolski |       |
| Grudziądz           | 9                  | 18,6                            | 2                | 20                 | 1896              | Tramway de Grudziądz           |       |
| Katowice            | 171                | 335                             | 32               | 323                | 1898              | Tramway de Katowice            |       |
| Łódź                | 141                | 217                             | 17               | 230                | 1898              | Tramway de Łódź                |       |
| Olsztyn             | 11                 |                                 | 3                | 19                 | 2015              | Tramway d'Olsztyn              |       |
| Poznań              | 65,6               | 214,9                           | 20               |                    | 1898              | Tramway de Poznań              |       |
| Szczecin            | 60                 | 110,77                          | 13               | 95                 | 1897              | Tramway de Szczecin            |       |
| Toruń               | 22                 | 41.4                            | 5                | 44                 | 1899              | Tramway de Toruń               |       |
| Varsovie            | 121                | 276                             | 24               |                    | 1908              | Tramway de Varsovie            |       |
| Wrocław             | 84                 | 258,2                           | 23               | 382                | 1893              | Tramway de Wrocław             |       |

- Białystok - traction hippomobile, 1895 - 1915.
- Bielsko-Biała - traction électrique, 11 décembre 1895 - 30 avril 1971.
- Bydgoszcz - traction hippomobile, 18 mai 1888 - 1896 ; traction électrique, 1895 - aujourd'hui. Voir Tramway de Bydgoszcz.
- Cieszyn - traction électrique, 12 février 1911 - 2 avril 1921. L'autrichienne Teschen (en polonais : Cieszyn ; en tchèque : Těšín) devint polonaise en 1918 après l'éclatement de l'empire austro-hongrois. Un faubourg appelé Sachsenberg (polonais : Saska Kępa), sur la rive ouest de la rivière Olsa (polonais : Olza ; tchèque : Olše) devint tchécoslovaque en tant que Český Těšín à partir du 28 juillet 1920. Le tramway reliait la gare (dans Český Těšín) au centre urbain de Cieszyn. La division de la ville entraîna des pertes financières qui eurent raison du réseau en 1921.
- Cracovie - traction hippomobile, 1er novembre 1882 - ? ; traction électrique, 1903 - aujourd'hui. Nowa Huta, cité industrielle fondée en 1949 fut rattachée à Cracovie en 1951 et desservie par son tramway à partir de 1952. Voir Tramway de Cracovie.
- Częstochowa - traction électrique, 8 mars 1959 - aujourd'hui.
- Elbląg - traction électrique, 23 novembre 1895 - aujourd'hui.
- Gdańsk - traction hippomobile, 22 juin 1873 - 1896 ; traction électrique, 1895 - aujourd'hui.
- Gorzów Wielkopolski - traction électrique, 29 juillet 1899 - aujourd'hui.
- Gubin - traction électrique, 1904 - 1938. Jusqu'en 1945 Gubin était une partie (le centre historique) de l'allemande Guben et était desservie par une ligne de tramway traversant la Neisse.
- Grudziądz - traction hippomobile, 15 juin 1896 - 1899 ; traction électrique, 1899 - aujourd'hui.
- Inowrocław - traction électrique, 1912 - 1962.
- Jelenia Góra - traction au gaz (gazowy), 1897 - 1899 ; traction électrique, 1900 - 1967.
- Katowice - traction vapeur, 27 mai 1894 - 1895 ; traction électrique, 1898 - aujourd'hui. Réseau desservant 13 villes d'agglomération: Będzin, Bytom, Chorzów, Czeladź, Dąbrowa Górnicza, Gliwice (desserte par lignes 1 et 4, éteinte le 1er août 2009) , Mysłowice, Ruda Śląska, Siemianowice Śląskie, Sosnowiec, Świętochłowice et Zabrze.
- Kostrzyn nad Odrą - traction hippomobile, 1903 - 1923 ; traction électrique, 1912 - 30 janvier 1945. Kostrzyn était une partie de la ville allemande de Küstrin jusqu'en 1945 et était desservie par une ligne de tramway traversant l'Oder.
- Koszalin - traction électrique, 21 décembre 1911 - 30 septembre 1938.
- Legnica - traction électrique, 1898 - 1969.
- Łódź - traction électrique, 24 décembre 1898 - aujourd'hui. Le réseau desserve plusieurs villes d'agglomération de Łódź: Konstantynów Łódzki, Lutomiersk, Ozorków, Pabianice et Zgierz.
- Olsztyn - traction électrique, 1907 - 1965. Réintroduction prévue pour 2015.
- Poznań - traction hippomobile, 30 juillet 1880 - 6 mars 1898 ; traction électrique, 6 mars 1898 - aujourd'hui. Tramway express ouvert le 1er mars 1997. Voir Tramway de Poznań.
- Słubice - traction électrique, 1898 - 28 septembre 1945. Słubice faisait partie de Francfort-sur-l'Oder jusqu'en 1945 et était desservie par une ligne de tramway traversant l'Oder.
- Słupsk - traction hippomobile, 1905 - ? ; traction électrique, 1910 - 1959.
- Szczecin - traction hippomobile, 23 août 1879 - 1898 ; traction électrique, 1897 - aujourd'hui.
- Tarnów - traction électrique, 1911 - 1942.
- Toruń - traction hippomobile, 1891 - 1900 (?) ; traction électrique, 16 mai 1891 - aujourd'hui. Voir Tramway de Toruń.
- Varsovie - traction hippomobile, 11 décembre 1866 - 1916 (ou 1921 ?) ; traction électrique, 1908 - aujourd'hui.
- Wałbrzych - traction électrique, 1898 - 1966.
- Wrocław - traction hippomobile, 10 juillet 1877 - 1906 ; traction électrique, 1893 - aujourd'hui.
- Zgorzelec - traction électrique, 1897 - mars 1945. Partie intégrante de Görlitz jusqu'en 1945, desservie par son tramway traversant la Neisse.

## Portugal
| Ville    | Longueur du réseau | Longueur additionnée des lignes | Nombre de lignes | Nombre de stations | Année ouv./élect. | Article et références | Carte |
| -------- | ------------------ | ------------------------------- | ---------------- | ------------------ | ----------------- | --------------------- | ----- |
| Almada   | 13,5               |                                 | 3                | 19                 | 2007              | Tramway d'Almada      |       |
| Lisbonne | 25                 | 48                              | 5                | 97                 | 1901              | Tramway de Lisbonne   |       |
| Porto    |                    | 14                              | 4                | 26                 | 1895              | Tramway de Porto      |       |
| Porto    |                    | 68                              | 6                | 70                 | 2002              | Métro léger de Porto  |       |

- Almada - traction électrique, 1er mai 2007 - aujourd'hui. (Metro do Sul do Tejo).
- Braga - traction par mule, 20 mai 1877 - 1882 ; traction vapeur, 25 mars 1882 - 1914 ; traction électrique, 19 octobre 1914 - 20 mai 1963.
- Coimbra - traction par mule, 17 septembre 1874 - 1883 et 1er janvier 1904 - 1910 ; traction électrique, 1er janvier 1911 - 9 janvier 1980. Réintroduction prévue d'un tram-train (Metro Mondego).
- Lisbonne - traction par mule, 17 novembre 1873 - 10 août 1902 ; traction vapeur, 1889 - 1892 ; traction par câble, 14 août 1890 - 3 juillet 1913 ; traction électrique, 31 août 1901 - aujourd'hui.
- Porto - traction par mule, 19 mars 1872 - 1903 ; traction vapeur, 1878 - 9 novembre 1914 ; traction électrique, 12 septembre 1895 - aujourd'hui. Premier tramway électrique de la péninsule Ibérique. Réseau subsistant exploité comme tramway historique.
- Métro léger de Porto - traction électrique, 7 décembre 2002 - aujourd'hui.
- Sintra - traction électrique, 31 mars 1904 - aujourd'hui. Service uniquement en période estivale à partir de 1953, suspendu entre 1974 et 1980.

### Madère
- Funchal (carro Americano) - traction hippomobile, 1896 - 1925.

## République tchèque
| Ville           | Longueur du réseau | Longueur additionnée des lignes | Nombre de lignes | Nombre de stations | Année ouv./élect. | Article et références      | Carte |
| --------------- | ------------------ | ------------------------------- | ---------------- | ------------------ | ----------------- | -------------------------- | ----- |
| Brno            | 70,4               | 139                             | 13               | 143                | 1900              | Tramway de Brno            |       |
| Liberec         | 21,5               |                                 | 5                | 40                 | 1897              | Tramway de Liberec         |       |
| Most - Litvínov | 19                 |                                 | 4                | 27                 | 1901              | Tramway de Most - Litvínov |       |
| Olomouc         | 13,6               | 38                              | 5                | 32                 | 1899              | Tramway d'Olomouc          |       |
| Ostrava         | 65,7               | 207,5                           | 17               | 100                | 1901              | Tramway d'Ostrava          |       |
| Pilsen          | 20,3               |                                 | 3                | 49                 | 1899              | Tramway de Pilsen          |       |
| Prague          | 141                | 559,3                           | 34               |                    | 1891              | Tramway de Prague          |       |

- Bohumín - traction hippomobile, 22 décembre 1902 - 13 octobre 1903 ; traction vapeur, 13 octobre 1903 - 23 septembre 1916, 2 janvier 1918 - 23 juillet 1918 ; traction électrique, 23 septembre 1916 - 2 janvier 1918, 23 juillet 1918 - 1er août 1973.
- Brno - traction vapeur, 17 août 1869 - 1874, 4 juin 1876 - 3 octobre 1880 et 31 mai 1884 - 21 juin 1900 ; traction électrique, 21 juin 1900 - aujourd'hui. Voir Tramway de Brno.
- České Budějovice - traction électrique, 15 juin 1909 - 2 mars 1950.
- Český Těšín - traction électrique, ? - ?. Voir la ville polonaise jumelle de Cieszyn.
- Děčín - traction électrique, 12 février 1911 - 2 avril 1921.
- Liberec (urbain) - traction électrique, 25 août 1897 - aujourd'hui. Voir Tramway de Liberec.
  - Liberec - Jablonec nad Nisou (interurbain) - traction électrique, 16 novembre 1953 - aujourd'hui.
- Jablonec nad Nisou (urbain) - traction électrique, 7 février 1900 - 31 mars 1965.
- Jihlava - traction électrique, 26 août 1909 - 4 décembre 1948.
- Mariánské Lázně - traction électrique, 12 mai 1902 - 27 avril 1952.
- Most - Litvínov - traction électrique, tracé d'origine 7 août 1901 - 24 mars 1961, tracé actuel 30 décembre 1957 - aujourd'hui.
- Olomouc - traction électrique, 1er avril 1899 - aujourd'hui. Voir Tramway d'Olomouc.
- Opava - traction électrique, 4 décembre 1905 - 23 avril 1956.
- Ostrava - traction vapeur, 18 août 1894 - ? ; traction électrique, 1er mai 1901 - aujourd'hui. Voir Tramway d'Ostrava.
  - Ostrava - Karviná - Bohumín ligne interurbaine - traction hippomobile, 1902 - 1904 ; traction vapeur, 9 janvier 1904 - 1er novembre 1911 ; traction électrique, 6 avril 1909 - 1er octobre 1973.
  - Vítkovice - traction vapeur, 3 juillet 1913 - 29 mars 1934 ; traction électrique 29 mars 1934 - aujourd'hui. Intégration au réseau d'Ostrava en 1953.
- Plzeň - traction électrique, 29 juin 1899 - aujourd'hui. Voir Tramway de Plzeň.
- Prague - traction hippomobile, 23 septembre 1875 - 12 mai 1905 ; traction électrique, 18 juillet 1891 - aujourd'hui. Voir Tramway de Prague.
- Teplice - traction électrique, 26 juillet 1895 - 28 février 1959.
- Ústí nad Labem - traction électrique, 1er juillet 1899 - 1er juin 1970.

## Roumanie
| Ville       | Longueur du réseau | Longueur additionnée des lignes | Nombre de lignes | Nombre de stations | Année ouv./élect. | Article et références  | Carte |
| ----------- | ------------------ | ------------------------------- | ---------------- | ------------------ | ----------------- | ---------------------- | ----- |
| Arad        | 48                 | 100,17                          | 16               | 64                 | 1946              | Tramway d'Arad         |       |
| Brăila      | 22,7               |                                 | 5                | 36                 | 1900              | Tramway de Brăila      |       |
| Bucarest    | 143                | 342                             | 26               | 785                | 1894              | Tramway de Bucarest    |       |
| Cluj-Napoca | 13                 | 26                              | 3                | 19                 | 1987              | Tramway de Cluj-Napoca |       |
| Craiova     | 16,7               |                                 | 3                | 19                 | 1984              | Tramway de Craiova     |       |
| Galați      | 20.4               | 60                              | 17               | 37                 | 1900              | Tramway de Galați      |       |
| Iași        | 76                 | 129.92                          | 8                | 56                 | 1900              | Tramway d'Iași         |       |
| Oradea      | 37,14              | 74, 271                         | 5                | 37                 | 1925              | Tramway d'Oradea       |       |
| Ploiești    | 10.3               | 23                              | 2                | 25                 | 1987              | Tramway de Ploiești    |       |
| Timișoara   | 37,5               | 71,4                            | 9                | 85                 | 1899              | Tramway de Timișoara   |       |

- Arad - traction hippomobile, 24 octobre 1869 - 1916 ; traction vapeur, ? - ? ; traction diesel, ? - ? ; traction électrique, 29 novembre 1946 - aujourd'hui.
- Botoşani - traction électrique, 16 septembre 1991 - aujourd'hui.
- Brăila - traction hippomobile, 1886 - ? ; traction électrique, 25 juin 1900 - aujourd'hui.
- Brașov - traction vapeur, 1890 - 1960 ; traction électrique, 23 août 1987 - 17 novembre 2006.
- Bucarest - traction hippomobile, 28 décembre 1872 - 1929 ; traction électrique, 9 décembre 1894 - aujourd'hui. Voir Tramway de Bucarest.
- Cluj-Napoca - traction vapeur, 28 août 1893 - 15 mai 1902 ; traction électrique, 1er octobre 1987 - aujourd'hui. Exploité par Compagnie de transport public de Cluj-Napoca
- Constanţa - traction vapeur, 1905 - ? ; traction électrique, 18 juillet 1944 - août 1944 (avec un matériel roulant réquisitionné à Odessa), réseau électrique contemporain, 23 août 1984 - 22 novembre 2008.
- Craiova - traction électrique, construction lancée en 1942 avec utilisation de rames réquisitionnées à Odessa, jamais achevée. Réintroduit le 26 septembre 1984.
- Galaţi - traction électrique, 26 juin 1900 - aujourd'hui.
- Iaşi - traction électrique, 1er mars 1900 - aujourd'hui.
- Oradea - traction électrique, 25 avril 1906 - aujourd'hui.
- Ploieşti - traction électrique, 1er décembre 1987 - aujourd'hui.
- Reşiţa - traction électrique, 20 août 1988 - aujourd'hui.
- Satu Mare - traction vapeur, 14 juin 1900 - 1900 (?) ; traction électrique, 8 août 1900 - 31 décembre 1906.
- Sibiu - traction électrique, 8 septembre 1905 - 1970.
  - Sibiu - Răşinari - traction électrique, 1917 (comme ligne du réseau urbain) - aujourd'hui. Si le réseau urbain de Sibiu a été fermé an 1970, la ligne pour Răşinari fut redeployée en 1972 sur une partie de celui-ci, sans pour autant atteindre le centre-ville.
- Timişoara - traction hippomobile, 1869 - ? ; traction électrique, 27 juillet 1899 - aujourd'hui.

## Royaume-Uni
| Ville         | Longueur du réseau | Longueur additionnée des lignes | Nombre de lignes | Nombre de stations | Année ouv./élect. | Article et références     | Carte |
| ------------- | ------------------ | ------------------------------- | ---------------- | ------------------ | ----------------- | ------------------------- | ----- |
| Birmingham    | 20,2               | 20,2                            | 1                | 23                 | 1999              | Midland Metro             |       |
| Blackpool     | 17,7               | 17,7                            | 1                | 37                 | 1885              | Tramway de Blackpool      |       |
| Édimbourg     | 14                 | 14                              | 1                | 15                 | 2014              | Tramway d'Édimbourg       |       |
| Grand Londres | 28                 |                                 | 4                | 39                 | 2000              | Tramlink                  |       |
| Manchester    | 92,5               |                                 | 7                | 92                 | 1992              | Métro léger de Manchester |       |
| Nottingham    | 14                 | 14                              | 2                | 51                 | 2004              | Tramway de Nottingham     |       |
| Sheffield     | 29                 | 60                              | 3                | 48                 | 1994              | Sheffield Supertram       |       |

### Angleterre
Classement par régions.

#### Angleterre de l'Est
- Cambridge - traction hippomobile, 28 octobre 1880 - 18 février 1914.
- Colchester - traction électrique, 28 juillet 1904 - 8 décembre 1929.
- Ipswich - traction hippomobile, 13 octobre 1880 - 6 juin 1903 ; traction électrique, 23 novembre 1903 - 26 juillet 1926.
- Lowestoft - traction électrique, 22 juillet 1903 - 8 mai 1931.
- Luton - traction électrique, 21 février 1908 - 16 avril 1932.
- Norwich - traction électrique, 30 juillet 1900 - 10 décembre 1935.
- Peterborough - traction électrique, 24 janvier 1903 - 15 novembre 1930.
- Southend-on-Sea - traction électrique, 19 juillet 1901 - 8 avril 1942.
  - Canvey Island - Construction d'un tramway électrique démarrée en 1904, jamais terminée.
- Wisbech - Upwell - traction vapeur, 20 août 1883 - 1er janvier 1927.
- Great Yarmouth - traction électrique, 19 juin 1902 - 14 décembre 1933.

#### Angleterre du Nord-Est
- Darlington - traction hippomobile, 1862 - 1864, 1880 - avant 1904 ; traction électrique, 2 juin 1904 - 10 avril 1926.
- Middlesbrough - traction hippomobile, 20 janvier 1875 - avant 1898 ; traction vapeur, 17 novembre 1881 - avant 1898 ; traction électrique, 16 juillet 1898 - 9 juin 1934.
  - Middlesbrough - Thornaby - Stockton-on-Tees - Norton - traction hippomobile, 1881 - avant 1899 ; traction électrique, 1898 - 31 décembre 1931.
- Newcastle upon Tyne - traction hippomobile, 1878 - 13 avril 1901 ; traction vapeur, 1882 - 1897 ; traction électrique, 16 décembre 1901 - 4 mars 1950. Parcours jusqu'à Gateshead à partir de 1923. Desserte par le réseau de Gateshead jusqu'au 4 août 1951.
  - Gosforth - Wallsend - North Shields (Tyneside) - traction électrique, 22 septembre 1902 - 6 avril 1930.
  - North Shields - Tynemouth - Whitley Bay (Tynemouth) - traction hippomobile, 1880 - ? ; traction vapeur, 1884 - ? ; traction électrique, 18 mars 1901 - 4 août 1931.
  - Gateshead - traction vapeur, octobre 1883 - 8 mai 1901 ; traction électrique, 8 mai 1901 - 4 août 1951. Service jusqu'à Newcastle upon Tyne à partir de 1923.
- South Shields - traction hippomobile, 1er août 1883 - 1885, mars 1887 - 31 janvier 1906 ; traction électrique, 30 mars 1906 - 31 mars 1946.
  - Jarrow - traction électrique, 9 novembre 1906 - 30 juin 1929.
- Sunderland - traction hippomobile, 28 avril 1879 - 19 février 1901 ; traction vapeur, 1880 - ? ; traction électrique, 15 août 1900 - 1er octobre 1954.
  - Grangetown - Ryhope - Philadelphia - Hetton-le-Hole (Sunderland District) - traction électrique, 10 juin 1905 - 12 juillet 1925.
- West Hartlepool - traction vapeur, 1884 - 1891 ; traction électrique, 19 mai 1896 - 25 mars 1927.

#### Angleterre du Nord-Ouest
- Atherton (South Lancashire Tramways Company) - traction électrique, 20 octobre 1902 - 16 décembre 1933. Desservait également Ashton-in-Makerfield et Leigh. Connecté aux réseaux de Liverpool - St Helens, Wigan, Bolton - Rochdale et du Grand Manchester.
- Bacup - correspondance des réseaux Blackburn - Colne et Bolton - Rochdale (Grand Manchester). L'interconnexion était toutefois rendue impossible par la différence des écartements des réseaux respectifs.
  - Rawtenstall - Bacup - traction vapeur, 1889 - ? ; traction électrique, 1909 - 1932. Propriété des autorités locales à partir de l'électrification (Bacup Corporation), exploité par le réseau de Rawtenstall.
  - Rochdale - Bacup (Bacup Light Railway) - traction électrique, 1911 - 1930. Exploitation par le réseau de Rochdale.
- Barrow-in-Furness - traction électrique, 6 février 1904 - 5 avril 1932.
- Blackburn - traction vapeur, 16 avril 1881 - 9 juillet 1901 ; traction hippomobile, 28 mai 1887 - 1901 ; traction électrique, 20 mars 1899 - 3 septembre 1949.
  - Darwen - traction vapeur, 16 avril 1881 - 16 octobre 1900 ; traction électrique, 16 octobre 1900 - 5 octobre 1946.
  - Accrington - traction vapeur, - 31 décembre 1907 ; traction électrique, 1er janvier 1908 - 31 mars 1932.
  - Burnley - traction électrique, 16 décembre 1901 - 7 mai 1935.
  - Nelson - traction électrique, 23 février 1903 - 6 janvier 1934.
  - Colne - Trawden - traction électrique, 28 novembre 1903 - 6 janvier 1934.
  - Rawtenstall - traction vapeur, 10 novembre 1887 - 23 juillet 1909 ; traction électrique, 15 mai 1909 - 31 mars 1932.
- Blackpool - traction électrique, 29 septembre 1885 - aujourd'hui. Ligne de Marton fermée le 28 octobre 1962. Dernier réseau de tram du Royaume-Uni dont les voies sont entièrement en voirie.
  - Blackpool - Fleetwood - 14 juillet 1898 - aujourd'hui. Ligne séparée jusqu'au 1er janvier 1920.
  - Lytham St Annes - traction au gaz, 1898 - 1903 ; traction électrique, 28 mai 1903 - 28 avril 1937.
- Bolton - traction hippomobile, 1er septembre 1880 - 1er janvier 1899 ; traction électrique, 9 décembre 1899 - 1947
- Bury - traction hippomobile, ? - ? ; traction vapeur, 1886 - avril 1904 ; traction électrique, 3 juin 1903 - 13 février 1949.
  - Radcliffe - traction électrique, 4 janvier 1905 - 8 octobre 1938.
- Carlisle - traction électrique, 30 juin 1900 - 21 novembre 1931.
- Chester - traction hippomobile, 1878 - 27 décembre 1902 ; traction électrique, 4 avril 1903 - 15 février 1930.
- Heywood - traction électrique, réseau propriété des autorités locales (Heywood Corporation) mais exploité par les réseaux de Bury et Rochdale.
- Lancaster - traction électrique, 14 janvier 1903 - 4 avril 1930.
  - Morecambe - traction hippomobile, 1887 - 1912 ; traction essence, 1912 - 1926.
  - Lancaster - Morecambe - traction hippomobile, 1890 - 1921.
- Liverpool - traction hippomobile, 1861, décembre 1869 - 25 août 1903 ; traction électrique, 16 novembre 1898 - 13 septembre 1957.
  - Seaforth - Great Crosby - traction électrique, 19 juin 1900 - 31 décembre 1925.
  - St Helens - traction hippomobile, 5 novembre 1881 - 1890 ; traction vapeur, 4 avril 1890 - 7 avril 1900 ; traction électrique, 20 juillet 1899 - 31 mars 1936.
    - Birkenhead - traction hippomobile, 30 août 1860 - 1901 ; traction électrique, 4 février 1901 - 17 juillet 1937.
    - Wallasey - traction hippomobile, 1879 - ? ; traction électrique, 17 mars 1902 - 30 novembre 1933.
- Manchester - traction hippomobile, 17 mai 1877 - 31 mars 1903 ; traction électrique, 6 juin 1901 - 10 janvier 1949. Réintroduit le 6 avril 1992. Voir aussi Manchester Metrolink..
  - Manchester - Altrincham - traction électrique, 10 mai 1907 - 6 juin 1931. Réintroduit (sur une ancienne voie ferrée) le 15 juin 1992. Voir aussi Manchester Metrolink.
  - Manchester - Bury voie ferrée classique empruntée par le Manchester Metrolink depuis le 6 avril 1992.
  - Salford - traction hippomobile, 30 juillet 1877 - avant octobre 1903 ; traction électrique, 4 octobre 1901 - 31 mars 1947.
  - Middleton (Middleton Electric Traction Company) - traction électrique, 27 mars 1902 - 1935. Partagé entre les réseaux de Manchester, Oldham et Rochdale au 16 juin 1925.
  - Oldham - traction hippomobile, 16 septembre 1880 - 1er novembre 1901 ; traction vapeur, novembre 1885 - 19 novembre 1901 ; traction électrique, 15 décembre 1900 - 3 août 1946.
  - Ashton-under-Lyne - traction électrique, 19 août 1902 - 28 février 1938.
  - Tramways de Stalybridge, Hyde, Mossley et Dukinfield - traction hippomobile, 4 juin 1881 - 14 octobre 1903 ; traction électrique, 12 juin 1899 - 21 mai 1945. Desservaient Ashton-under-Lyne, Stalybridge, Hyde, Mossley et Dukinfield. Hyde fut desservie par les trams de Stockport jusqu'au 2 mars 1947 et par ceux de Manchester jusqu'au 30 décembre de la même année.
  - Glossop - traction électrique, 21 août 1903 - 24 décembre 1927.
  - Stockport - traction hippomobile, 7 mai 1880 - 1905 ; traction électrique, 26 août 1901 - 25 août 1951.
  - Oldham - Ashton-under-Lyne - Hyde (Oldham, Ashton and Hyde Electric Tramway) - traction électrique, 12 juin 1899 - 1947. Transféré aux autorités locales d'Ashton-under-Lyne et Hyde le 2 juillet 1921.
- Preston - traction électrique, 7 juin 1904 - 15 décembre 1934.
- Rochdale - traction vapeur, ? - ? ; traction électrique, 22 mai 1902 - 3 juillet 1932.
- Southport - traction électrique, 18 juillet 1900 - 31 décembre 1934.
- Warrington - traction électrique, 21 avril 1902 - 28 août 1935.
- Wigan - traction hippomobile, 1880 - ? ; traction vapeur, 1882 - ? ; traction électrique, 25 janvier 1901 - 28 mars 1931.

#### Angleterre du Sud-Est
- Brighton - traction électrique, 25 novembre 1901 - 31 août 1939.
  - Volk's Electric Railway (VER) - traction électrique, 4 août 1883 - 1883, 4 avril 1884 - aujourd'hui. Suspendu du 2 août 1940 à 1948 pendant les hostilités. Service d'hiver interrompu depuis 1954. Classé comme le plus vieux chemin de fer électrique en service du monde.
- Chatham - traction électrique, 17 juin 1902 - 30 septembre 1930. Desservait Chatham, Rochester et Gillingham.
- Douvres - traction électrique, 6 septembre 1897 - 31 décembre 1936.
- Folkestone (Sandgate) - Hythe - traction hippomobile, 18 mai 1891 - 30 septembre 1921. Interruption du 7 août 1914 à mai 1919, service en période estivale uniquement de 1919 à 1921.
- Gravesend - traction hippomobile, 15 juin 1883 - 30 juin 1901 ; traction électrique, 2 août 1902 - 28 février 1929.
- Hastings - traction électrique, 31 juillet 1905 - 15 mai 1929.
- Maidstone - traction électrique, 14 juillet 1904 - 11 février 1930.
- Margate - Ramsgate (Île de Thanet) - traction électrique, 4 avril 1901 - 24 mars 1937.
- Oxford - traction hippomobile, 1er décembre 1881 - 7 août 1914.
- Portsmouth - traction hippomobile, 1865 - ? ; traction électrique, 24 septembre 1901 - 10 octobre 1936.
  - Cosham - Horndean (Portsdown and Horndean Light Railway) - traction électrique, 3 mars 1903 - 9 janvier 1935.
  - Gosport - Fareham - traction électrique, 20 décembre 1905 - 31 décembre 1929.
- Reading - traction hippomobile, 1879 - 21 juillet 1903 ; traction électrique, 22 juillet 1903 - 20 mai 1939.
- Rye - Camber - traction vapeur, 1895 - ? ; traction essence, ? - 4 septembre 1939.
- Sheerness - traction électrique, 9 avril 1903 - 1er juillet 1917.
- Southampton - traction hippomobile, 5 mai 1879 - ? ; traction électrique, 20 janvier 1900 - 31 décembre 1949.
- Wantage - traction hippomobile, 11 octobre 1875 - 188x ; traction vapeur, 1er août 1876 - 31 juillet 1925.
- Wolverton - Stony Stratford - traction vapeur, 27 mai 1887 - 4 mai 1926.

#### Angleterre du Sud-Ouest
- Bath - traction hippomobile, 1880 - 1904 ; traction électrique, 2 janvier 1904 - 6 mai 1939.
- Bristol - traction hippomobile, août 1875 - ? ; traction vapeur, 1880 - ? ; traction électrique, 14 octobre 1895 - 11 avril 1941. Fermeture après le bombardement de la station électrique.
- Bournemouth - traction électrique, 23 juillet 1902 - 8 avril 1936.
  - Poole - traction électrique, 6 avril 1901 - 1935. Poole a fusionné avec Bournemouth le 22 juillet 1905.
- Camborne - Redruth - traction électrique, 7 novembre 1902 - 9 juin 1927.
- Cheltenham - traction électrique, 17 août 1901 - 31 décembre 1930.
- Exeter - traction hippomobile, 1882 - 4 avril 1905 ; traction électrique, 1905 - 1931.
- Gloucester - traction hippomobile, 24 mai 1879 - 17 mars 1904 ; traction électrique, 29 avril 1904 - 11 janvier 1933.
- Plymouth - traction hippomobile, 1872 - 22 juin 1907 ; traction vapeur, 4 novembre - 14 novembre (ou 6 décembre) 1884 ; traction électrique, 22 septembre 1899 - 29 septembre 1945.
  - Devonport - traction électrique, 1901 - ?. Devonport a fusionné avec Plymouth en octobre 1910.
  - Plymouth - Devonport (Plymouth Stonehouse and Devonport Tramways Company) - traction hippomobile, 1872 - 1901 ; traction électrique, 18 novembre 1901 - ?. Repris par le réseau de Plymouth le 1er juillet 1922.
- Swindon - traction électrique, 22 septembre 1904 - 11 juillet 1929.
- Taunton - traction électrique, 21 août 1901 - 28 mai 1921.
- Torquay - traction électrique, 4 avril 1907 - 31 janvier 1934.
- Weston-super-Mare - traction électrique, 12 mai 1902 - 17 avril 1937.

#### Grand Londres
- Londres - traction hippomobile, 23 mars 1861 - 1861, 2 mai 1870 - 30 avril 1915 ; traction par câble, 1884 - 1909 ; traction électrique par accumulateurs, 1889 - 1892 ; traction électrique, 4 avril 1901 - 5 juillet 1952. Section en tunnel (Kingsway tramway subway), 24 février 1906 - 5 avril 1952.
  - Les tramways hippomobiles se présentaient sous forme de réseaux isolés au nord de la Tamise, d'un réseau unique partagé entre plusieurs propriétaires et exploitants au sud, et de deux réseaux distincts à Croydon.
  - Kew Bridge - Richmond upon Thames (West Metropolitan Tramways Company) - traction hippomobile, 1883 - 1912.
  - Tramways électriques de l'Inner London : London County Council (LCC) - 15 mai 1903 - 5 juillet 1952. Repris par le London Passenger Transport Board (LPTB) au 1er juillet 1933. Le réseau LCC fut constitué par la fusion de quatorze directions municipales et trois compagnies privées. L'opposition des riverains empêcha la construction de tramways dans la Cité de Londres et le West End. Le réseau du South London déploya quelques sections au nord de la Tamise (en particulier le Victoria Embankment) mais ne fut connecté au réseau du North London qu'avec la construction du tunnel Kingsway tramway subway. Le projet de réintroduction sur l'itinéraire Camden Town / King's Cross - Euston Square tube station - Gare de Waterloo - Brixton / Peckham connu en tant que Cross River Tram a été annulé en 2008 faute de financement.
  - Autres exploitants de tramways électriques absorbés par le LPTB : 
    - Barking - traction électrique, 1er décembre 1903 - 16 février 1929 (dernière ligne fermée avant la création du LPTB).
    - Bexley - traction électrique, 3 octobre 1903 - 24 novembre 1935.
    - Croydon - traction hippomobile, 9 octobre 1879 - 3 janvier 1902 ; traction électrique, 26 septembre 1901 - 7 avril 1951. Réintroduit le 10 mai 2000 (Tramlink). Voir Tramlink.
    - Dartford - traction électrique, 14 février 1906 - 23 novembre 1935.
    - East Ham - traction électrique, 22 juin 1901 - 1940.
    - Erith - traction électrique, 26 août 1905 - 9 novembre 1935.
    - Ilford - traction électrique, 14 mars 1903 - 1938.
    - Leyton - traction électrique, 1er juin 1905 - 1939.
    - London United Tramways - traction électrique, 4 avril 1901 - 1931. La réintroduction prévue sur l'itinéraire Shepherd's Bush - Uxbridge (West London Tram) a été reportée sine die.
    - Metropolitan Electric Tramways - traction hippomobile, 2 mai 1870 - ? ; traction électrique, 22 juillet 1904 - 1939.
    - South Metropolitan Electric Tramways - traction électrique, 14 février 1906 - septembre 1937.
    - Walthamstow - traction électrique, 3 juin 1905 -  1939. Reprise par le LPTB au 1er juillet 1933.
    - West Ham - traction électrique, 27 février 1904 - 1940.

#### Midlands de l'Est
- Alford - Sutton-on-Sea - traction vapeur, 2 avril 1884 - 1889.
- Burton upon Trent - traction électrique, 3 août 1903 - 31 décembre 1929.
  - Burton upon Trent - Ashby-de-la-Zouch - traction électrique, 13 juin 1906 - 19 février 1927.
- Chesterfield - traction hippomobile, 1897 - 1904 ; traction électrique, 21 décembre 1904 - 23 mai 1927.
- Derby - traction électrique, 27 juillet 1904 - 29 juin 1934.
- Ilkeston - traction électrique, 16 mai 1903 - 15 janvier 1931.
- Leicester - traction hippomobile, 1874 - 1904 ; traction électrique, 18 mai 1904 - 9 novembre 1949.
- Lincoln - traction électrique, 23 novembre 1905 - 4 mars 1929.
- Mansfield - traction électrique, 16 juillet 1905 - 9 octobre 1932. Desservait également Sutton-in-Ashfield.
- Matlock - traction par câble, 28 mars 1893 - 30 septembre 1927.
- Northampton - traction hippomobile, 4 juin 1881 - 18 août 1904 ; traction électrique, 21 juillet 1904 - 15 décembre 1934.
- Nottingham - traction hippomobile, 18 septembre 1878 - 30 avril 1902 ; traction vapeur, 1883 - 1889 ; traction électrique, 23 juillet 1901 - 6 septembre 1936. Réintroduction le 9 mars 2004, voir Nottingham Express Transit.
  - Nottingham - Ripley (Nottinghamshire and Derbyshire Tramways Company) - traction électrique, 4 juillet 1913 - 5 octobre 1932.

#### Midlands de l'Ouest
- Birmingham - traction hippomobile, 20 mai 1872 - 1905 ; traction vapeur, 26 décembre 1882 - 31 décembre 1906 ; traction par câble, 24 mars 1888 - 1911 ; traction électrique, 14 mai 1901 - 4 juillet 1953. Réintroduction (sur d'ancienne installations ferroviaires) le 30 mai 1999 (Midland Metro).
- Birmingham - West Bromwich - Wednesbury - Wolverhampton - tronçon initial ouvert le 20 mai 1872, tracé complet le 16 juillet 1883, traction vapeur et hippomobile. Électrification à partir du 6 février 1902 jusqu'au 1er juillet 1911. Suppression progressive du 26 août 1928 au 1er avril 1939. Réintroduction le 30 mai 1999, essentiellement sur l'ancienne voie ferrée parallèle (ouverte le 13 novembre 1854, sans trafic passagers depuis le 6 mars 1972).
- Birmingham - Smethwick - Dudley - Wolverhampton - première section ouverte le 7 mai 1883, tracé complet au 30 août 1885. Électrification par étapes du 26 juillet 1899 au 24 novembre 1904. Arrêt progressif de l'exploitation entre le 18 août 1925 et le 30 septembre 1939.
- Dudley - Stourbridge (Dudley, Stourbridge and District Electric Traction Co, filiale du "Black Country Tramway System") - traction vapeur, 1883 - 1901 ; traction électrique, 26 juillet 1899 - 1er mars 1930.
- Stourbridge (Kinver Light Railway, composante du "Black Country Tramway System") - traction électrique, 4 avril 1901 - 8 février 1930.
- Wednesbury (South Staffordshire Tramways Company, filiale du "Black Country Tramway System") - traction électrique, 1er janvier 1893 - 193x. Transféré à la direction du Dudley, Stourbridge and District à partir du 17 décembre 1930.
- Walsall - traction vapeur, 1883 - ? ; traction électrique, 1er janvier 1901 - 30 septembre 1933.
- Wolverhampton - traction hippomobile, 1er mai 1878 - ? ; traction électrique, 6 février 1902 - 11 juillet 1928.
- Wolverhampton - Dudley (Wolverhampton District Electric Tramways Co, filiale du "Black Country Tramway System")  - traction électrique, 9 janvier 1902 - 1929. Gestion transférée aux Wolverhampton Corporation Tramways au 1er septembre 1928.
- Coventry - traction vapeur, 1884 - ? ; traction électrique, 5 décembre 1895 - 14 novembre 1940. Fermé après les bombardements.
- Kidderminster - Stourport-on-Severn (partie isolée du Black Country Tramway System) - traction électrique, 25 mai 1898 - 2 avril 1929.
- Leamington Spa - Warwick - traction hippomobile, 21 novembre 1881 - 15 mars 1905 ; traction électrique, 15 juillet 1905 - 16 août 1930.
- Stoke-on-Trent (The Potteries) - traction électrique, 16 mai 1899 - 1928. Desservait également Newcastle-under-Lyme.
- Worcester - traction hippomobile, 18 février 1884 - 25 juin 1903 ; traction électrique, 6 février 1904 - 31 mai 1928.

#### Yorkshire et Humber
- Doncaster - traction électrique, 2 juin 1902 - 8 juin 1935.
- Great Grimsby - traction hippomobile, 1881 - 1901 ; traction électrique, 1er janvier 1902 - 17 juillet 1937. Desservait également Cleethorpes.
  - Grimsby - Immingham - traction vapeur, 3 janvier 1901 - 14 mai 1912 ; traction électrique, 15 mai 1912 - 1er juillet 1961..
- Kingston-upon-Hull - traction hippomobile, 9 janvier 1875 - 1899 ; traction vapeur, 22 mai 1889 - janvier 1901 ; traction électrique, 5 juillet 1899 - 30 juin 1945.
- Leeds - traction hippomobile, 16 septembre 1871 - 13 octobre 1901 ; traction vapeur, 17 juin 1880 - 1er avril 1902 ; traction électrique, 11 novembre 1891 - 7 novembre 1959.
  - Bradford - traction hippomobile, 1er février 1882 - avant 1903 ; traction vapeur, 8 août 1882 - avant 1903 ; traction électrique, mars 1892, 30 juin 1898 - 6 mai 1950.
    - Keighley - traction électrique, 12 octobre 1904 - 17 décembre 1924.

  - Halifax - traction électrique, 9 juin 1898 - 14 février 1939.
  - Huddersfield - traction hippomobile, 1883 - ? ; traction électrique, 14 février 1901 - 29 juin 1940.
  - Dewsbury (Yorkshire (Woollen District) Electric Tramways Company) - traction électrique, 18 février 1903 - 31 octobre 1934. Desservait également Batley.
    - Dewsbury - Ossett - traction électrique, 11 novembre 1908 - 19 octobre 1933.

  - Wakefield (Yorkshire (West Riding) Electric Tramways Company) - traction électrique, 15 août 1904 - 25 juillet 1932.
    - Castleford - traction électrique, 29 octobre 1906 - 1er novembre 1925.
- Scarborough - traction électrique, 6 mai 1904 - 30 septembre 1931.
- Sheffield - traction hippomobile, 6 octobre 1873 - 11 novembre 1902 ; traction électrique, 5 septembre 1899 - 8 octobre 1960. Réintroduction le 21 mars 1994, voir Sheffield Supertram.
  - Rotherham - traction électrique, 31 janvier 1903 - 13 novembre 1949. Un Tram-Train réutilisant une ancienne ligne de fret jusqu'à Sheffield est prévu pour 2014.
  - Mexborough - Swinton - traction électrique, 16 février 1907 - 9 mars 1929.
  - Wath-upon-Dearne - traction électrique, 14 juillet 1924 - 30 septembre 1933. Dernier réseau de tramway ouvert au Royaume-Uni jusqu'au Manchester Metrolink.
  - Barnsley (Yorkshire Traction Company) - traction électrique, 31 octobre 1902 - 31 août 1930.
- York - traction hippomobile, 1880 - ? ; traction électrique, 20 janvier 1910 - 16 novembre 1935.

### Écosse
- Aberdeen - traction hippomobile, 1874 - 1900 ; traction électrique, 23 décembre 1899 - 3 mai 1958.
  - Aberdeen - Bankhead et Aberdeen - Bieldside - traction électrique, 23 juin 1904 - 9 juin 1927.
- Ayr - traction électrique, 26 septembre 1901 - 31 décembre 1931.
- Carstairs West - traction électrique, 6 février 1886 - 1905 (premier chemin de fer électrifié de façon permanente en Écosse) ; traction hippomobile, 1905 - 1935.
- Cruden Bay - traction électrique, 1899 - 1932 (31 décembre 1940).
- Dundee - traction hippomobile, 30 août 1877 - 12 juillet 1900 ; traction vapeur, 1885 - 15 mai 1902 ; traction électrique, 13 juillet 1900 - 20 octobre 1956.
  - Dundee - Broughty Ferry - traction électrique, 27 octobre 1905 - 16 mai 1931.
- Dunfermline - traction électrique, 2 novembre 1909 - 5 juillet 1937.
- Édimbourg - traction hippomobile, 6 novembre 1871 - ? ; traction vapeur, 1876, 1877, 1880, 23 avril 1881 - 27 octobre 1882 ; traction par câble, 28 janvier 1888 - 23 juin 1923 ; traction électrique, 8 juin 1910 - 16 novembre 1956. Réintroduction prévue pour 2014. Voir aussi Tramway d'Édimbourg.
  - Leith - traction hippomobile, 6 novembre 1871 - 24 août 1907 ; traction électrique, 18 mai 1905 - 11 mars 1956. Leith fut rattaché à Édimbourg le 20 novembre 1920.
  - Musselburgh - traction électrique, 12 décembre 1904 - 25 février 1928.
- Falkirk - traction électrique, 21 octobre 1905 - 21 juillet 1936.
- Glasgow - traction hippomobile, 19 août 1872 - 1898 ; traction vapeur, 1877 - ? ; traction électrique, 13 octobre 1898 - 31 août 1962.
  - Govan - traction hippomobile, 1873 - 1877 ; traction vapeur, août 1877 - 1901 ; traction électrique, 10 août 1901 - ?. Govan fut rattaché à Glasgow en 1912.
  - Airdrie - Coatbridge - traction électrique, 8 février 1904 - 3 novembre 1956. Rattaché à Glasgow le 31 décembre 1921.
  - Paisley - traction électrique, 13 juin 1904 - 11 mai 1957. Rattaché à Glasgow le 1er août 1923.
  - Dumbarton - traction électrique, 20 février 1907 - 3 mars 1928.
  - Hamilton - Motherwell - traction électrique, 22 juillet 1903 - 14 février 1931.
- Greenock - traction hippomobile, 7 juin 1873 - 1901 ; traction électrique, 1901 - 15 juillet 1929.
- Inchture - traction hippomobile, 1895 - 1916.
- Kilmarnock - traction électrique, 1904 - 3 mai 1926.
- Kirkcaldy - traction électrique, 28 février 1903 - 15 mai 1931.
  - Wemyss - traction électrique, 25 août 1906 - 30 janvier 1932.
- Perth - traction électrique, 31 octobre 1905 - 19 janvier 1929.
- Rothesay - traction hippomobile, 1881 - 1902 ; traction électrique, 19 août 1902 - 30 septembre 1936.
- Stirling - traction hippomobile, 1874 - 1920.

### Pays de Galles
- Aberdare - traction électrique, 9 octobre 1913 - 31 mars 1935.
- Cardiff - traction hippomobile, 12 juillet 1872 - 17 octobre 1902 ; traction électrique, 2 mai 1902 - 19 février 1950.
- Fairbourne - traction hippomobile, 1898 - 1916.
- Llandudno - Colwyn Bay - traction électrique, 19 octobre 1907 - 24 mars 1956. En service du lundi au samedi jusqu'en 1930 uniquement.
  - Great Orme - traction par câble, 31 juillet 1902 - aujourd'hui. Funiculaire en deux parties, une partie basse en voirie, une partie haute en site propre.
- Llanelly - traction hippomobile, 28 septembre 1882 - 31 mars 1908 ; traction électrique, 19 juillet 1911 - 16 février 1933.
- Merthyr - traction électrique, 6 avril 1901 - 23 août 1939.
- Neath - traction hippomobile, 9 novembre 1875 - 1899 ; traction au gaz, 31 août 1899 - 8 août 1920.
- Newport - traction hippomobile, 1er février 1875 - 3 novembre 1903 ; traction électrique, 9 avril 1903 - 5 septembre 1937.
- Pontypridd - traction hippomobile, mars 1888 - juillet 1903 ; traction électrique, 5 mars 1905 - 30 août 1931.
- Pwllheli - traction hippomobile, 1899 - 1919. Ligne de tramway urbain longue d'un demi-mile (800 mètres), propriété municipale (Pwllheli Corporation).
  - Pwllheli - Llanbedrog - traction hippomobile, 1894 - 1928.
  - Rhondda - traction hippomobile, mars 1888 - juillet 1903 ; traction électrique, 11 juillet 1908 - 1er février 1934.
- Swansea - traction hippomobile, 12 avril 1878 - avant 1901 ; traction vapeur, 1882 - 1884 ; traction par câble, 1898 - 1902 ; traction électrique, 30 juin 1900 - 29 juin 1937.
  - Swansea - Mumbles - traction hippomobile, 25 mars 1807 - 1826, 1860 - 1874 ;  traction vapeur, 17 août 1877 - 1929 ; traction électrique, 2 mars 1929 - 5 janvier 1960.
- Wrexham - traction électrique, 1903 - 31 mars 1927.

### Irlande du Nord
- Belfast - traction hippomobile, 28 août 1872 - 1906 ; traction vapeur, 1er juillet 1882 - 1895 ; traction électrique, 5 décembre 1905 - 10 février 1954.
- Derry - traction hippomobile, 1er avril 1897 - 1920.
- Fintona - voie ferrée classique ouverte le 15 juin 1853, empruntée par des tramways à traction hippomobile du 16 janvier 1854 au 30 septembre 1957.
- Newry - Bessbrook - traction électrique, 1er octobre 1885 - 10 janvier 1948.
  - Glen Anne - Loughgilly - traction hippomobile, 1897 - 1917.
  - Warrenpoint - Rostrevor - traction hippomobile, 1er août 1877 - février 1915.
- Portrush - Bushmills - Giant's Causeway - traction vapeur, 29 janvier 1883 - 192x ; traction électrique, 5 novembre 1883 - 30 septembre 1949. Portrush - Bushmills ouvert le 29 janvier 1883, Bushmills - Giant's Causeway le 1er juillet 1887. Suspension hivernale du service de 1927 à 1939 et 1947 - 1948).
- Portstewart - traction vapeur, 1882 - 1926.

### Dépendances de la Couronne

#### Guernesey
- Saint-Pierre-Port - traction vapeur, 1879 - 1892 ; traction électrique, 20 février 1892 - 9 juin 1934.

#### Île de Man
- Douglas - traction hippomobile, 7 août 1876 - aujourd'hui. Service d'hiver interrompu le 2 novembre 1927, l'exploitation actuelle s'effectuant du début mai à fin septembre. Suspension pour cause de guerre, 30 septembre 1939 - 22 mai 1946.
  - traction par câble, 15 août 1896 - 19 août 1929. Service hivernal interrompu en 1927.
  - Douglas - Keristal - Port Soderick - traction électrique, 7 août 1896 (jusqu'à Keristal), 1897 (en totalité) - 15 septembre 1939. Service suspendu pendant le premier conflit mondial.
  - Douglas (château de Derby) - Laxey - Ramsey - traction électrique. Ouvert jusqu'à Groudle Glen le 7 septembre 1893, prolongé à Laxey le 27 juillet 1894, prolongé à Ramsey (Ballure) le 5 août 1898. Dernière étape jusqu'à Ramsey (Plaza) ouverte le 24 juillet 1899. Exploitation suspendue entre Laxey et Ramsey du 30 septembre 1975 au 25 juin 1977.
- Laxey - Snaefell - traction électrique, 21 août 1895 - aujourd'hui. Uniquement en période estivale. Exploitation interrompue par la guerre du 20 septembre 1939 au 1er juin 1946.

## Russie
| Ville              | Longueur du réseau | Longueur additionnée des lignes | Nombre de lignes | Nombre de stations | Année ouv./élect. | Article et références         | Carte |
| ------------------ | ------------------ | ------------------------------- | ---------------- | ------------------ | ----------------- | ----------------------------- | ----- |
| Dzerjinsk          |                    |                                 | 3                |                    | 1933              | Tramway de Dzerjinsk          |       |
| Iaroslavl          |                    | 40,3                            | 4                | 31                 | 1900              | Tramway d'Iaroslavl           |       |
| Ijevsk             | 75,5               | 120,1                           | 11               | 63                 | 1935              | Tramway d'Ijevsk              |       |
| Kaliningrad        |                    |                                 | 3                | 44                 | 1895              | Tramway de Kaliningrad        |       |
| Kazan              |                    | 120                             | 6                | 87                 | 1899              | Tramway de Kazan              |       |
| Kolomna            | 40                 |                                 | 10               |                    | 1948              | Tramway de Kolomna            |       |
| Koursk             | 40,4               | 105                             | 6                |                    | 1898              | Tramway de Koursk             |       |
| Krasnodar          |                    | 123                             | 13               | 123                | 1900              | Tramway de Krasnodar          |       |
| Lipetsk            |                    | 37                              | 5                | 49                 | 1947              | Tramway de Lipetsk            |       |
| Moscou             | 181                | 416                             | 46               |                    | 1899              | Tramway de Moscou             |       |
| Naberejnye Tchelny | 51                 | 394,2                           | 11               | 84                 | 1973              | Tramway de Naberejnye Tchelny |       |
| Nijnekamsk         |                    | 63,5                            | 8                |                    | 1967              | Tramway de Nijnekamsk         |       |
| Nijni Novgorod     | 98                 |                                 | 18               | 192                | 1896              | Tramway de Nijni Novgorod     |       |
| Noguinsk           | 11,75              | 11,75                           | 1                | 21                 | 1924              | Tramway de Noguinsk           |       |
| Novotcherkassk     |                    | 43,5                            | 4                |                    | 1954              | Tramway de Novotcherkassk     |       |
| Novotroïtsk        | 13                 | 30,5                            | 5                |                    | 1956              | Tramway de Novotroïtsk        |       |
| Orel               | 40                 |                                 | 3                |                    | 1898              | Tramway d'Orel                |       |
| Oufa               | 97                 |                                 | 19               |                    | 1937              | Tramway d'Oufa                |       |
| Oulianovsk         |                    | 129,5                           | 17               |                    | 1954              | Tramway d'Oulianovsk          |       |
| Perm               | 110                | 129,1                           | 10               | 91                 | 1929              | Tramway de Perm               |       |
| Piatigorsk         | 47,8               |                                 | 8                |                    | 1903              | Tramway de Piatigorsk         |       |
| Rostov-sur-le-Don  |                    | 67,2                            | 5                | 60                 | 1902              | Tramway de Rostov-sur-le-Don  |       |
| Saint-Pétersbourg  | 220                | 600                             | 38               |                    | 1907              | Tramway de Saint-Pétersbourg  |       |
| Salavat            | 17                 | 36,7                            | 4                |                    | 1957              | Tramway de Salavat            |       |
| Samara             | 168,2              |                                 | 23               | 139                | 1915              | Tramway de Samara             |       |
| Saratov            |                    | 142                             | 11               |                    | 1908              | Tramway de Saratov            |       |
| Smolensk           |                    | 43                              | 4                |                    | 1901              | Tramway de Smolensk           |       |
| Stary Oskol        | 26.9               | 26.9                            | 1                | 25                 | 1981              | Tramway de Stary Oskol        |       |
| Taganrog           | 45                 |                                 | 9                |                    | 1932              | Tramway de Taganrog           |       |
| Tcherepovets       |                    |                                 | 3                |                    | 1956              | Tramway de Tcherepovets       |       |
| Toula              | 92,1               |                                 | 12               | 83                 | 1927              | Tramway de Toula              |       |
| Tver               | 45                 | 180                             | 6                | 57                 | 1901              | Tramway de Tver               |       |
| Vladikavkaz        |                    | 46,5                            | 1                |                    | 1904              | Tramway de Vladikavkaz        |       |
| Volgograd          | 13.5               | 13.5                            | 2                | 22                 | 1984              | Métro léger de Volgograd      |       |
| Volgograd          |                    | 108                             | 12               | 86                 | 1913              | Tramway de Volgograd          |       |
| Voljski            |                    |                                 | 9                |                    | 1963              | Tramway de Voljski            |       |

Classement par districts fédéraux.
Partie européenne uniquement, pour la partie asiatique voir Liste des tramways en Asie.

### District fédéral central
- Iaroslavl - traction électrique, 29 décembre 1900 - aujourd'hui. Voir Tramway de Iaroslavl.
- Ivanovo - traction électrique, 8 novembre 1934 - 2 juin 2008.
- Kolomna - traction électrique, 5 novembre 1948 - aujourd'hui. Voir Tramway de Kolomna.
- Koursk - traction électrique, 30 avril 1898 - aujourd'hui. Service suspendu d'avril 1918 à octobre 1924 et de novembre 1941 à septembre 1943 pendant les guerres civile et mondiale. Voir Tramway de Koursk.
- Lipetsk - traction électrique, 11 décembre 1947 - aujourd'hui.
- Moscou - traction hippomobile, 22 juin 1872 - 1912 ; traction vapeur, 29 juillet 1886 - 1922 ; traction électrique, 6 avril 1899 - aujourd'hui. Introduction d'un LRT prévue. Voir Tramway de Moscou.
  - Novoguirevo - traction hippomobile, ? - ?.
- Noguinsk - traction électrique, 2 mars 1924 - aujourd'hui. Suspendu de 1992 à 1994.
- Orel - traction électrique, 15 novembre 1898 - aujourd'hui. Suspension du service de mai 1919 à mai 1922 et d'octobre 1941 à octobre 1943 pour cause de guerres. Voir Tramway d'Orel.
- Pristen' - traction hippomobile, ? - ?.
- Rostov Veliki - traction hippomobile, 1902 (?) - 1921.
- Riazan - traction électrique, 2 janvier 1963 - 15 avril 2010.
- Smolensk - traction électrique, 20 octobre 1901 - aujourd'hui. Suspendu par la guerre civile d'août 1919 à mai 1922 et par la seconde guerre mondiale du 15 juillet 1941 au 6 novembre 1947. Voir Tramway de Smolensk.
- Staraïa Roussa - traction électrique, 6 juillet 1924 - février 1939 (?).
- Stary Oskol - tramway express ouvert le 4 janvier 1981.
- Toula - traction hippomobile, 15 novembre 1888 - 1919 ; traction électrique, 7 novembre 1927 - aujourd'hui. Voir Tramway de Toula.
- Tver - traction électrique, 28 août 1901 - aujourd'hui. Voir Tramway de Tver.
- Voronej - traction hippomobile, 23 août 1891 - 1919 (?) ; traction électrique, 16 mai 1926 - 2009. Voir Tramway de Voronej.
- Vyborg - traction électrique, 28 septembre 1912 - 25 avril 1957. Suspensions pour fait de guerre : 23 décembre 1939 - 22 août 1940, août 1941 - entre 5 mai 1943 et 25 avril 1944 - 21 septembre 1946.

### District fédéral du Nord-Ouest
- Arkhangelsk - traction électrique, 26 juin 1916 - 24 juillet 2004.
- Kaliningrad (anc. Königsberg) - traction hippomobile, 26 mai 1881 - 1901 ; traction électrique, 31 mai 1895 - aujourd'hui. Suspension du service de janvier 1945 au 7 novembre 1946 pour dommages de guerre. Voir Tramway de Kaliningrad.
- Mourmansk - traction essence, 1918 - 1934.
- Pskov - traction hippomobile, 13 novembre 1909 - 1912 ; traction électrique, 22 janvier 1912 septembre 1944.
- Saint-Pétersbourg (urbain) - traction hippomobile, 8 septembre 1863 - septembre 1917 ; traction vapeur, 1882 - 1922 ; traction électrique, 29 septembre 1907 - aujourd'hui. La guerre a provoqué la suspension du service du 8 décembre 1941 au 15 avril 1942. Classé comme le réseau en activité le plus étendu au monde. Introduction d'un métro léger (Nadsemnyiy Ekspress) prévue. Voir Tramway de Saint-Pétersbourg.
  - Kourort / Lissi Nos - traction vapeur, ? - ?.
  - Popovka - Zakhozhye - Peschanka - traction hippomobile, ? - ?.
  - Strelna - traction hippomobile, ? - ?.
  - Vyritsa - traction hippomobile, ? - ?.
- Sovetsk (anc. Tilsit) - traction électrique, 26 juillet 1901 - octobre 1944.
- Tcherepovets - traction électrique, 19 octobre 1956 - aujourd'hui. Voir Tramway de Tcherepovets.

### District fédéral du Sud
- Abinsk - traction hippomobile, ? - ?.
- Astrakhan - traction électrique, 24 juin 1900 - 25 juillet 2007. Service suspendu d'avril 1919 à avril 1922, pendant la guerre civile.
- Grozny - traction électrique, 7 novembre 1932 - décembre 1994. Infrastructure et équipements détruits par la guerre civile, pas de reconstruction envisagée pour l'instant.
- Ieïsk - traction vapeur, 1915 - ?.
- Ilski - traction hippomobile, 1908 - ?.
- Krasnodar - traction électrique, 23 décembre 1900 - aujourd'hui. Voir Tramway de Krasnodar.
  - Ligne suburbaine vers Pachkovskaïa - traction essence, 4 avril 1912 - 1914 ; traction électrique, 14 décembre 1914. Relié au réseau principal de Krasnodar en 1918.
- Krymsk - traction hippomobile, 1921 - 1932.
- Novorossiisk - traction électrique, 30 mai 1934 - 26 août 1969.
- Novotcherkassk - traction électrique, 22 janvier 1954 - aujourd'hui.
- Piatigorsk - traction électrique, 5 mai 1904 - aujourd'hui.
- Rostov-sur-le-Don - traction hippomobile, 11 septembre 1887 - décembre 1902 ; traction électrique, 2 janvier 1902 - aujourd'hui. Suspension d'octobre 1941 au 1er juin 1943, pendant la guerre.
  - Nornakhitchevan - traction hippomobile, 21 mai 1890 - décembre 1902 ; traction électrique, 4 janvier 1903 - aujourd'hui. Cette ville a fusionné avec Rostov en 1928.
- Chakhty - traction électrique, 7 novembre 1932 - 7 décembre 2001. Suspendu de 1942 à avril 1944 par la guerre.
- Taganrog - traction électrique, 7 novembre 1932 - aujourd'hui. Voir Tramway de Taganrog.
- Vladikavkaz - traction électrique, 16 août 1904 - aujourd'hui. Suspension de 1920 à novembre 1924, pendant la guerre civile. Voir Tramway de Vladikavkaz.

### District fédéral de la Volga
- Bor - traction animale, ? - ?.
- Dzerjinsk - traction électrique, 7 novembre 1933 - aujourd'hui.
- Ijevsk - traction électrique, 18 novembre 1935 - aujourd'hui.
- Kazan - traction hippomobile, 15 octobre 1875 - 1900 ; traction électrique, 2 décembre 1899 - aujourd'hui.
- Kirov - construction d'un tramway électrique démarrée en 1943, jamais terminée.
- Naberejnye Tchelny - traction électrique, 8 octobre 1973 - aujourd'hui.
- Nijnekamsk - traction électrique, 15 février 1967 - aujourd'hui.
- Nijni Novgorod - traction hippomobile, 1908 - 1918 ; traction électrique, 20 mai 1896 - aujourd'hui. Service suspendu du 1er mai 1919 au 2 août 1923 par la guerre civile.
- Novotroïtsk - traction électrique, 5 novembre 1956 - aujourd'hui.
- Oufa - traction électrique, 1er février 1937 - aujourd'hui.
  - Tchernikovsk - traction électrique, 16 août 1956 - aujourd'hui (ville fusionnée avec Oufa en 1956, lignes connectées en 1958).
- Oulianovsk - traction électrique, 5 janvier 1954 - aujourd'hui.
- Penza - traction diesel, 1935 - 1938.
- Perm - traction électrique, 7 novembre 1929 - aujourd'hui. Ligne isolée vers (Osentsy) ouverte le 25 octobre 1957, raccordé au réseau principal en décembre 1958.
- Salavat - traction électrique, 29 juillet 1957 - aujourd'hui.
- Samara - traction hippomobile, 22 juillet 1895 - 1917 ; traction électrique, 25 février 1915 - aujourd'hui. Service interrompu du 1er mars 1919 au 20 juillet 1920 par la guerre civile.
- Saratov - traction hippomobile, 13 mai 1887 - 1909 ; traction électrique, 22 octobre 1908 - aujourd'hui. Tramway express lancé en 1974.
- Volgograd - traction électrique, 22 avril 1913 - aujourd'hui. Service suspendu de 1920 à 1922 et du 23 août 1942 au 26 décembre 1943 par les guerres civile et mondiale. Tramway express ouvert le 1er mai 1972 pour le premier tronçon en surface, le 5 novembre 1984 pour la première partie en tunnel.
  - Krasnoarmeïsk (ligne isolée desservant le sud de Volgograd) - traction électrique, 6 novembre 1958 - aujourd'hui.
- Voljski - traction électrique, 30 décembre 1963 - aujourd'hui.

## Serbie
| Ville    | Longueur du réseau | Longueur additionnée des lignes | Nombre de lignes | Nombre de stations | Année ouv./élect.        | Article et références   | Carte |
| -------- | ------------------ | ------------------------------- | ---------------- | ------------------ | ------------------------ | ----------------------- | ----- |
| Belgrade | 12,5               | 12,5                            | 1                | 20                 | 2023 ? (en construction) | Métro léger de Belgrade |       |
| Belgrade | 43,5               | 127,3                           | 12               | 94                 | 1894                     | Tramway de Belgrade     |       |

- Belgrade - traction hippomobile, 14 octobre 1892 - 1905 ; traction électrique, 6 mai 1894 - aujourd'hui.
- Niš - traction électrique, 1926 - 10 août 1958.
- Novi Sad - traction électrique, 30 septembre 1911 - 1958.
  - "Trčika" (lire Teurtchika), tramway balnéaire reliant l'hôtel du "Roi de Serbie" à la plage municipale de Novi Sad - traction hippomobile, 1922 - 1926 ; traction essence, 1926 - 1937. Bien qu'interdit par décision de justice en 1937, le service (en période estivale uniquement) fut assuré jusqu'en 1941, voire 1944.
- Subotica - traction électrique, 7 septembre 1897 - mai 1974.

## Slovaquie
| Ville      | Longueur du réseau | Longueur additionnée des lignes | Nombre de lignes | Nombre de stations | Année ouv./élect. | Article et références | Carte |
| ---------- | ------------------ | ------------------------------- | ---------------- | ------------------ | ----------------- | --------------------- | ----- |
| Bratislava | 39,6               | 267,3                           | 14               | 152                | 1895              | Tramway de Bratislava |       |
| Košice     | 33,7               |                                 | 15               | 48                 | 1891              | Tramway de Košice     |       |

- Bratislava - traction électrique, 27 août 1895 - aujourd'hui.
- Košice - traction hippomobile, 14 novembre 1891 - 28 février 1914 ; traction vapeur, 7 juillet 1893 - 28 février 1914 ; traction électrique, 28 février 1914 - aujourd'hui. Voir Tram de Košice
- Trenčianske Teplice - traction électrique, 27 juillet 1909 - aujourd'hui.

## Slovénie
- Ljubljana - traction électrique, 6 septembre 1901 - 20 décembre 1958.
- Piran - Portorož - traction électrique, 20 juillet 1912 - 31 août 1953.

## Suède
| Ville      | Longueur du réseau | Longueur additionnée des lignes | Nombre de lignes | Nombre de stations | Année ouv./élect. | Article et références | Carte |
| ---------- | ------------------ | ------------------------------- | ---------------- | ------------------ | ----------------- | --------------------- | ----- |
| Göteborg   | 161                | 190                             | 12               | 131                | 1902              | Tramway de Göteborg   |       |
| Lund       | 5,5                | 5,5                             | 1                | 9                  | 2020              | Tramway de Lund       |       |
| Norrköping | 17,2               | 19,4                            | 2                | 48                 | 1904              | Tramway de Norrköping |       |
| Stockholm  | 29,3               | 32,8                            | 4                | 51                 | 1877              | Tramway de Stockholm  |       |

- Gävle - traction électrique, 13 novembre 1909 - 5 avril 1956.
- Göteborg - traction hippomobile, 24 septembre 1879 - 28 octobre 1902 ; traction électrique, 18 août 1902 - aujourd'hui.
- Helsingborg - traction électrique, 11 juin 1903 - 2 septembre 1967.
  - Ramlösa - traction hippomobile, juin 1877 - septembre 1890. Exploité uniquement en été, remplacé par une ligne du tramway d'Helsingborg.
- Jönköping - traction électrique, 12 juillet 1907 - 7 juin 1958.
- Karlskrona  - traction électrique, 21 décembre 1910 - 15 mai 1949.
- Kiruna - traction électrique, 1er octobre 1907 - 28 mai 1958. Tramway historique, de 1984 au 14 août 1993.
- Limhamn - traction hippomobile, 1er juillet 1900 - septembre 1914.
- Ljunghusen - traction hippomobile, mai 1905 - août 1924.
- Lund - traction électrique, 13 décembre 2020 - aujourd'hui.
- Malmö - traction hippomobile, 28 août 1887 - 2 février 1907 ; traction électrique, 20 décembre 1906 - 27 avril 1973. Tramway historique, 15 août 1987 - aujourd'hui.
- Norrköping - traction électrique, 10 mars 1904 - aujourd'hui.
- Stockholm  - traction hippomobile, 10 juillet 1877 - 10 février 1905 ; traction vapeur, 11 août 1887 - 15 novembre 1901 ; traction essence, 14 avril 1924 - 1er mars 1929 ; traction électrique, 5 septembre 1901 - aujourd'hui. Tunnel pour trams (Södertunneln) entre Slussen et Skanstull (Södermalm) ouvert le 1er octobre 1933. Utilisé par le métro (T-bana) depuis le 1er octobre 1950.
  - Lidingö - traction électrique, 26 octobre 1907 - aujourd'hui.
  - Stocksund - traction électrique, 15 octobre 1911 - 25 septembre 1966.
- Sundsvall - traction électrique, 21 décembre 1910 - 9 novembre 1952.
- Ulricehamn - traction électrique, travaux terminés en 1911, parcours d'essais effectués mais jamais ouvert au public pour cause de désaccord sur le prix des billets (sic).
- Uppsala - traction électrique, 11 septembre 1906 - 12 octobre 1953.

## Suisse
| Ville     | Longueur du réseau | Longueur additionnée des lignes | Nombre de lignes | Nombre de stations | Année ouv./élect.                                   | Article et références | Carte |
| --------- | ------------------ | ------------------------------- | ---------------- | ------------------ | --------------------------------------------------- | --------------------- | ----- |
| Bâle      | 46,58              | 73,8                            | 13               | 182                | 1895                                                | Tramway de Bâle       |       |
| Berne     | 27,5               | 33,449                          | 5                | 67                 | 1901                                                | Tramway de Berne      |       |
| Genève    | 36                 |                                 | 5                | 76                 | 1862 (traction hippomobile), 1894 (électrification) | Tramway de Genève     |       |
| Neuchâtel | 8,85               | 8,85                            | 1                | 14                 | 1892                                                | Tramway de Neuchâtel  |       |
| Zurich    | 72,8               | 113,1                           | 17               | 190                | 1894                                                | Tramway de Zurich     |       |

- Bâle, traction électrique, 6 mai 1895 - Aujourd'hui.
- Berne, traction vapeur, 1er octobre 1890 - ?. traction électrique 1901 - Aujourd'hui.
- Bienne, traction hippomobile, 18 août 1877 - ?. traction électrique 1901 - 9 décembre 1948.
- La Chaux-de-Fonds, traction électrique, 1er janvier 1897 - 15 juin 1950.
- Fribourg, traction électrique, 28 juillet 1897 - 1er avril 1965.
- Genève, traction hippomobile 1862-1889, traction vapeur 1889-1894, traction électrique 1894 - Aujourd'hui.
- Lausanne, traction électrique, 1er septembre 1896 - 6 janvier 1964. réintroduction prévue pour 2026.
- Locarno, traction électrique, 3 juillet 1908 - 30 avril 1960.
- Lucerne, traction électrique, 1er janvier 1899 - 11 novembre 1961.
- Lugano, traction électrique, 1er juin 1896 - 17 décembre 1959.
- Martigny, traction électrique, 24 octobre 1906 - 31 décembre 1956.
- Neuchâtel, traction vapeur, 16 septembre 1892 - ?. traction électrique 24 décembre 1902 - Aujourd'hui.
- Saint-Gall, traction électrique, 20 mai 1897 - 1er octobre 1957.
- Schaffhouse, traction électrique, 11 mai 1901 - 23 septembre 1966.
- Winterthour, traction électrique, 13 juillet 1898 - 3 novembre 1951.
- Zurich. traction hippomobile, 5 septembre 1882 - 1900. traction électrique, 1894 - Aujourd'hui

## Ukraine
| Ville          | Longueur du réseau | Longueur additionnée des lignes | Nombre de lignes | Nombre de stations | Année ouv./élect. | Article et références     | Carte |
| -------------- | ------------------ | ------------------------------- | ---------------- | ------------------ | ----------------- | ------------------------- | ----- |
| Avdiivka       | 10,5               |                                 | 2                | 16                 | 1965              | Tramway d'Avdiivka        |       |
| Dnipro         | 88                 |                                 | 14               | 168                | 1897              | Tramway de Dnipro         |       |
| Donetsk        |                    | 130,5                           | 10               | 117                | 1928              | Tramway de Donetsk        |       |
| Droujkivka     | 19,5               |                                 | 3                |                    | 1945              | Tramway de Droujkivka     |       |
| Eupatoria      | 20                 |                                 | 4                | 42                 | 1914              | Tramway d'Eupatoria       |       |
| Horlivka       |                    | 56,7                            | 4                |                    | 1932              | Tramway de Horlivka       |       |
| Ienakiieve     |                    | 32,7                            | 3                |                    | 1932              | Tramway d'Ienakiieve      |       |
| Jytomyr        | 17,5               | 17,5                            | 1                | 22                 | 1899              | Tramway de Jytomyr        |       |
| Kamianske      | 78,9               |                                 | 4                | 67                 | 1935              | Tramway de Kamianske      |       |
| Kharkiv        | 242,4              | 469,1                           | 14               | 179                | 1906              | Tramway de Kharkiv        |       |
| Kiev           | 139,9              | 249,6                           | 23               | 189                | 1892              | Tramway de Kiev           |       |
| Kiev           | 21                 | 21                              | 2                | 19                 | 1978              | Métro léger de Kiev       |       |
| Konotop        | 28                 |                                 | 3                | 45                 | 1949              | Tramway de Konotop        |       |
| Kostiantynivka |                    | 50,7                            | 2                |                    | 1931              | Tramway de Kostiantynivka |       |
| Kryvyï Rih     | 17,7               |                                 | 2                | 11                 | 1986              | Métro léger de Kryvyï Rih |       |
| Kryvyï Rih     |                    | 88,1                            | 15               |                    | 1935              | Tramway de Kryvyï Rih     |       |
| Louhansk       |                    | 92                              | 9                |                    | 1934              | Tramway de Louhansk       |       |
| Lviv           | 73,5               | 102,4                           | 9                | 68                 | 1894              | Tramway de Lviv           |       |
| Marioupol      |                    | 116                             | 11               | 63                 | 1933              | Tramway de Marioupol      |       |
| Mykolaïv       |                    | 72,83                           | 5                |                    | 1922              | Tramway de Mykolaïv       |       |
| Odessa         | 197,3              | 313,5                           | 20               | 201                | 1910              | Tramway d'Odessa          |       |
| Vinnytsia      | 21,2               | 40,2                            | 5                | 40                 | 1913              | Tramway de Vinnytsia      |       |
| Zaporijia      |                    | 100,26                          | 10               |                    | 1932              | Tramway de Zaporijjia     |       |

Classement par oblasti

### Oblast de Dnipropetrovsk
- Dnipro - traction électrique, 26 juin 1897 - aujourd'hui. Service suspendu pendant la guerre civile, d'octobre 1919 à septembre 1921.
- Kamianske - traction électrique, 27 novembre 1935 - aujourd'hui.
- Kryvyï Rih - traction électrique, 2 janvier 1935 - aujourd'hui. Exploitation interrompue pendant la Grande Guerre patriotique, d'août 1941 au 6 novembre 1946. Tramway express ouvert le 26 décembre 1986.

### Oblast de Donetsk
- Avdiïvka - traction électrique, 23 août 1965 - aujourd'hui.
- Donetsk - traction électrique, 15 juin 1928 - aujourd'hui.
- Droujkivka - traction électrique, 5 décembre 1945 - aujourd'hui.
- Horlivka - traction électrique, 7 novembre 1932 - aujourd'hui. Interruption de l'exploitation de novembre 1941 au 10 mai 1945.
- Kostiantynivka - traction électrique, 23 août 1931 - . Service suspendu d'octobre 1941 au 1er mai 1944. Ligne isolée ouverte en 1933, connectée au réseau en 1965. Fermée le 25 juin 2004, réouverture en 2005.
- Kramatorsk - traction électrique, 12 mai 1937 - 1er août 2017.
- Makiïvka - traction électrique, 21 août 1927 - 2006.
  - Chtchehlivka - traction électrique, 23 novembre 1924 - 1941. Rouvert et connecté au réseau de Makiïvka en 1956.
- Marioupol - traction électrique, 1er mai 1933 - aujourd'hui.
- Sviatohirsk - traction essence, 1930 (?) - 1941.
- Sloviansk - traction vapeur, 1894 - 1941 (?).
- Ienakiieve - traction électrique, 24 mai 1932 - aujourd'hui. Service suspendu de novembre 1941 au 8 septembre 1944.

### Oblast de Jytomyr
- Berdytchiv - traction hippomobile, 4 août 1892 - 1921.
- Jytomyr - traction électrique, 3 septembre 1899 - aujourd'hui. Exploitation suspendue de 1918 au 10 août 1920.

### Oblast de Kharkiv
- Kharkiv - traction hippomobile, 24 septembre 1882 - ? ; traction électrique, 16 juillet 1906 - aujourd'hui. Service suspendu du 1er janvier 1920 à juin 1921.

### Oblast de Kiev
- Kiev - traction hippomobile, 11 août 1891 - 1896 ; traction vapeur, 19 février 1892 - 1904 ; traction électrique, 13 juin 1892 - aujourd'hui. Premier tramway électrique de la Russie impériale. Tramway express ouvert en  1979.
  - Darnytsia - traction essence, mai 1912 - 1934, suspension de 1920 à 1925 ; traction électrique, 1926 - aujourd'hui. Connecté au réseau de Kiev en 1925. Darnytsia étant située sur la rive gauche du Dniepr, la fermeture du pont Paton le 9 juin 2004 a entraîné la division du réseau en deux portions.
  - Demiïvka - traction électrique, 1909 - 1919, 1926 - ?. Relié au réseau de Kiev en 1926.
  - Sviatochyn - traction hippomobile 1898 - 1901 ; traction électrique 1901 - ?. Relié au réseau de Kiev en 1923.
  - Darnytsia - Brovary - traction essence, 1912 - 1934.

### Oblast de Kirovograd
- Kropyvnytskyï - traction électrique, 25 juillet 1897 - août 1941 (?). Exploitation suspendue par la guerre, jamais rétablie.

### Oblast de Louhansk
- Louhansk - traction électrique, 3 mai 1934 - aujourd'hui. Suspension du service d'août 1942 au 25 mars 1944.
  - Kamiannyï Brid - traction électrique, mai 1935 - 18 février 2008. Suspension d'août 1942 - 25 mars 1944. Relié au réseau de Louhansk en 1965.
- Kadiïvka - traction électrique, 15 décembre 1937 - décembre 2007.

### Oblast de Lviv
- Lviv - traction hippomobile, 5 mai 1880 - 1908 (?) ; traction électrique, 31 mai 1894 - aujourd'hui. Construction d'un tunnel pour tramway entamée vers 1989 et stoppée en 1992.

### Oblast de Mykolaïv
- Mykolaïv - traction hippomobile, 8 août 1897 - 1915, 1918 - 1921 ; traction électrique, 3 janvier 1915 - 1918, mai 1922 - aujourd'hui.

### Oblast d'Odessa
- Bilhorod-Dnistrovskyï - traction hippomobile, 1904 - ? ; traction vapeur, 1907 - 1930.
- Odessa - traction hippomobile, 20 juillet 1880 - 1915, 1919 - juin 1921 ; traction électrique, 24 septembre 1910 - aujourd'hui. Suspension de l'exploitation par la guerre civile de janvier 1919 à juin 1921.
  - Khajybeyskyï Lyman - traction hippomobile, 23 mai 1899 - 1917.
  - Kuyalnytskyï Lyman - traction hippomobile, 4 juin 1888 - 1915.
  - Odessa - Bolchoho Fontana - traction vapeur, 23 juillet 1881 - octobre 1912 ; traction électrique 1920 - 5 septembre 1922.
  - Odessa - Khajybeyskyï Lyman - traction vapeur, 1893 - octobre 1913 ; traction électrique 1920 - 5 septembre 1922.
  - Tchornomorka - traction électrique, 22 août 1907 - ?.

### Oblast de Poltava
- Poltava - construction d'un tramway électrique démarrée en 1962 mais jamais terminée.

### Oblast de Soumy
- Konotop - traction électrique, 25 décembre 1949 - aujourd'hui.
- Soumy - traction ?, ? - ?.

### Oblast de Tchernihiv
- Nijyn - traction hippomobile, 1915 - ?.

### Oblast de Tchernivtsi
- Tchernivtsi - traction électrique, 18 juillet 1897 - 20 mars 1967.

### Oblast de Vinnytsia
- Vinnytsia - traction électrique, 28 octobre 1913 - aujourd'hui. Exploitation suspendue de février 1920 au 27 novembre 1921 et de mars 1944 à juin 1945.

### Oblast de Zaporijjia
- Zaporijjia - traction électrique, 17 juillet 1932 - aujourd'hui. Service suspendu par la guerre, de 1943 au 12 octobre 1944.

Entités à statut spécial : 

### Crimée
- Eupatoria - traction électrique, 23 mai 1914 - aujourd'hui. Suspension par la guerre civile de 1919 à 1923. Service en période estivale uniquement de 1923 à 1941. Interruption du trafic par la guerre entre 1941 et 1944, courte remise en service en 1944 et nouvelle interruption de 1944 à 1947.
- Kertch - traction électrique, 7 novembre 1935 - novembre 1941. Service interrompu par la guerre, jamais rétabli.
- Molotchne - traction électrique, 18 août 1989 - aujourd'hui. Construit par le Pensionnat Bérégovoy pour relier le complexe hôtelier et la plage. Service uniquement en période estivale.
- Simferopol- traction électrique, 13 août 1914 - 1er décembre 1970. Trafic interrompu de 1941 à 1944 par la guerre.

### Sébastopol
- Sébastopol - traction électrique, 24 septembre 1898 - 1942. Service interrompu par la guerre et jamais rétabli.
  - Sébastopol - Balaclava - traction électrique, 1925 - 1942. Exploitation interrompue par la guerre, jamais rétablie.